# المسيحية في الصين

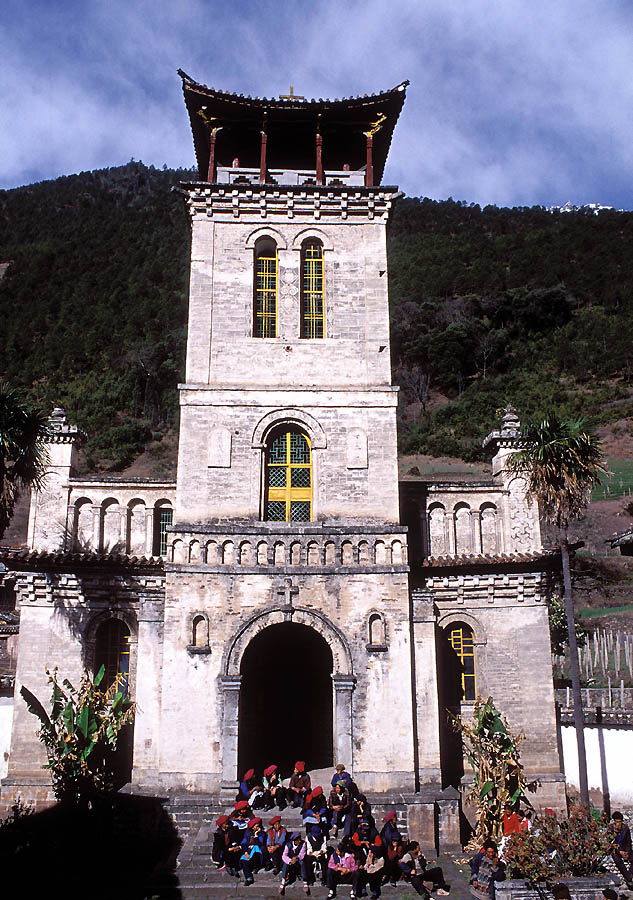
إحدى الكنائس الكاثوليكية في محافظة يونان.

وصلت المسيحية إلى الصين خلال عهد سلالة تانغ في القرن السابع مع وصول البعثات التبشيرية لكنيسة المشرق النسطورية في عام 635 م. أعقب ذلك وصول المبشرون الفرنسيسكان في القرن الثالث عشر، وبدأت المسيحية بالتجذر مع وصول المبشرين اليسوعيين في القرن السادس عشر، والذين لعبوا دوراً في نقل المعرفة والعلوم والثقافة بين الصين والغرب. في القرن التاسع عشر وصلت البعثات التبشيرية البروتستانتية إلى الصين، وهي الفترة التي بدأت المسيحية تثبت موطئ قدم كبير لها في الصين. وقامت البعثات التبشرية البروتستانتية بعدد من البعثات الطبية في الصين وقد وضع هؤلاء الأطباء والجراحين المسيحيين البروتستانت في القرن التاسع عشر وأوائل القرن العشرين الأسس للطب الحديث في الصين. وعلى الرغم من أن تاريخها في الصين ليس قديمًا مثل الطاوية أو ماهايانا البوذيًّة أو الكونفوشيوسية، إلا أنَّ المسيحية، بطرق وأشكالاً مُختلفة، كانت موجودة في الصين منذ القرن السابع على الأقل واكتسبت تأثيرًا كبيرًا في المجتمع خلال 200 عام الماضية.
حالياً ينتمي معظم مسيحيي الصين إلى الكنائس البروتستانتية المختلفة، ومن ثم الكنيسة الرومانية الكاثوليكية، إلى جانب أقليات أصغر عدداً تتبع الكنيسة الأرثوذكسيَّة الشرقيَّة. ولا تزال ممارسة الدين خاضعة لسيطرة السلطات الحكومية، ولا يُسمح للصينيين الذين تزيد أعمارهم عن 18 عامًا إلاّ بالانضمام إلى الجماعات المسيحية المعتمدة رسميًا والمسجلة لدى الحكومة وهي الحركة الوطنية الذاتية البروتستانتية والمجلس المسيحي الصيني والرابطة الكاثوليكية الوطنية الصينية. ومن ناحية أخرى، يُمارس العديد من المسيحيين دينهم بشكل سري من خلال شبكات غير الرسمية وتجمعات غير مُسجلة، والتي توصف غالبًا بالكنائس المنزليَّة أو الكنائس السرية، والتي بدأ انتشارها في عقد 1950 عندما بدأ العديد من البروتستانت والكاثوليك الصينيين برفض الهياكل التي تسيطر عليها الدولة والتي يُزعم أنها تمثله. ويُقال أنَّ أعضاء هذه المجموعات يمثلون «الأغلبية الصامتة» للمسيحيين الصينيين ويمثلون العديد من التقاليد اللاهوتية المتنوعة. والمسيحيَّة هي رابع أكبر المعتقدات الدينية في الصين بعد كل من اللادينيَّة والديانة الصينية الشعبيَّة والبوذيَّة على التوالي.
من الصعب الوصول إلى بيانات دقيقة عن المسيحيين الصينيين، لكن تشير تقارير ودراسات مختلفة إلى أن المسيحية تنتشر بسرعة في جمهورية الصين الشعبية وخاصةً المذاهب البروتستانتية. ومن بين الأقليات الدينية في الصين اعتبرت المسيحية الأسرع نموًا (وخاصة في المئتيّ سنة الماضية)، يتراوح تعداد المسيحيين اليوم تقريباً بين 40 مليون (3%)، و54 مليون (4%) وحوالي 68 مليون (5.1%) وفقاً لاستطلاعات مستقلة، بينما تشير تقديرات أخرى إلى كون عدد المسيحيين في الصين بين 30 مليون و100 مليون، في حين تشير التقديرات الرسمية عام 2018 بوجود أكثر من 44 مليون مسيحي. وتشير مصادر مختلفة من ضمنها مؤسسة حكومية صينية أن عدد المسيحيين في الصين في ارتفاع، قبل 1949 كان عدد المسيحيين حوالي 4 ملايين نسمة (3 ملايين الكاثوليك ومليون بروتستانتي)، في سنة 2010 وصل عدد المسيحيين في الصين إلى 67 مليون، تقول التقارير أن المسيحية أسرع الأديان انتشارًا في الصين بمتوسط سنوي يبلغ 7%. ومن المتوقع وفقا لتوقعات أن تصل أعداد السكان المسيحيين في الصين إلى أكثر من 400 مليون شخص بحلول عام 2040، الأمر الذي سيجعل الصين أكبر دولة فيها مسيحيين على الأرض، أو أن تصل أعداد المسيحيين الصينيين إلى 247 مليون بحلول 2030، في المقابل ينتقد بعض الباحثون والكتاب المبالغة (خصوصاً في وسائل الإعلام الغربية) في تقديرات أعداد أو نمو المسيحيين في الصين. وبحسب دليل أكسفورد للتحويل الديني يعتنق المسيحية سنوياً حوالي 2.3 مليون شخص في الصين، ويشير مصدر إلى تحول بين 60,000 إلى 70,000 صيني سنوياً إلى المذهب الكاثوليكي.

## المصطلح
هناك العديد من المصطلحات المستخدمة لله في اللغة الصينية، وأكثرها شيوعًا شانجدي (بالصينيَّة: 上帝) والتي تعني حرفيًا «الإمبراطور الأعلى»، ويُستخدم المصطلح عادةً من قبل البروتستانت وأيضًا غير المسيحيين، إلى جانب مصطلح تيانتشو (بالصينيَّة: 天主) والذي يعني حرفيًا «سيد السموات»، وهو المصطلح الأكثر تفضيلًا من قبل الكاثوليك. ويُستخدم مصطلح شين (بالصينيَّة: 神) على نطاق واسع من قبل البروتستانت الصينيين. تاريخياً، تبنى المسيحيون أيضاً مجموعة متنوعة من المصطلحات من الكلاسيكية الصينية كتسمية لله، على سبيل المثال الحاكم (بالصينيَّة: 主宰) والخالق (بالصينيَّة: 造物主).
تتضمن المُصطلحات المسيحيَّة باللغة الصينية ما يلي: «البروتستانتية» (بالصينيَّة: 基督教 新教) والتي تعني حرفيًا «الدين الجديد لدين المسيح»، و«الكاثوليكية» (بالصينيَّة: 天主教) والتي تعني حرفيًا «دين الرب السماوي»، والمسيحية الأرثوذكسية الشرقية (بالصينيَّة: 東正教؛ 东正教) والتي تعني حرفيًا «الدين الأرثوذكسي الشرقي». يُشار إلى المسيحيين في الصين باسم «أتباع أو المؤمنين بالمسيح» (بالصينيَّة: 基督徒).

## تاريخ

### العصور القديمة

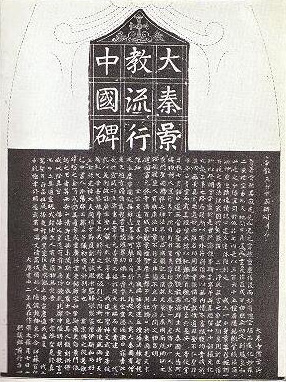
المسلة النسطورية التي تؤرخ دخول المسيحية إلى الصين لعام 635.

ادعى المُدافع المسيحي أرنوبيوس (توفي عام 330م) في عمله ضد الأمميين: الكتاب الثاني، أنَّ المسيحيَّة قد وصلت إلى أرض سيريس، وهو اسم روماني قديم لشمال الصين، قائلاً «بالنسبة للأفعال التي يمكن حسابها وترقيمها والتي تم القيام بها في الهند، وبين سيريس، والفرس، والميديين؛ وفي شبه الجزيرة العربية، ومصر، وفي آسيا، وسوريا؛ بين غلاطيان، وبارثيان، وفريجيانس؛ وفي أشايا، ومقدونيا، وإبيروس؛ وفي جميع الجزر والمقاطعات التي تقع في غروب الشمس؛ وفي روما أخيرًا، عشيقة العالم، والتي على الرغم من انشغال الرجال بالممارسات التي أدخلها الملك نُوما، والاحتفالات الخرافية عن العصور القديمة، إلا أنهم سارعوا بالتخلي عن وضع حياة آبائهم. وتعلقوا بالحقيقة المسيحية». ومع ذلك، لا يوجد حتى الآن سوى القليل من الأدلة الأثرية أو المعرفة حول الكنيسة الكلاسيكية قبل النسطورية والكنيسة التخاريَّة.
انتشرت العديد من المستوطنات التجارية السريانيَّة على طريق الحرير التجاري في الفترة التي سبقت ظهور المسيحية حيث كانت هذه البؤر السكانية أولى مراكز المسيحية في آسيا. ومن غير المستبعد أن أعدادًا من المسيحيين وصلوا إلى الصين في الفترة التي سبقت سلالة تانغ (618-907). لقد بدأ النشاط التبشيري لكنيسة المشرق بآسيا في أواخر القرن الرابع، ويعتقد أن المسيحية وصلت إلى مرو عن طريق نشاط الأسقف بار شابا حوالي عام 360. ويذكر أحد الكتب الجغرافية اليونانية من نفس القرن أن النساطرة قاموا بنشر المسيحية إلى الترك والهون وساحل ملبار بالهند وجزيرة سيلان.
من الإشارات الأخرى لوجود ترك مسيحيين في القرن السادس ذكر أسر البيزنطيين لأشخاص ينتمون إلى قبائل تركيا موشومون بصلبان مسيحية على جباههم. كما تمكن مطران مرو من تحويل أحد الملوك الترك جنوب نهر سير داريا إلى المسيحية في منتصف القرن السابع. وهو الأمر الذي تكرر في عهد البطريرك طيموثاوس الأول أواخر القرن الثامن.
ومن المعروف أن نشاط رهبان كنيسة المشرق في الصين يعود للقرن السادس الميلادي، حيث يعزى إليهم جلب دودة القز إلى الغرب حوالي عامة 552. ويعود أول أثر لهم في البلاط الإمبراطوري إلى عهد الإمبراطور تايتسونغ حين استقبل الراهب ألوفين الذي شرع في ترجمة كتب دينية مسيحية إلى الصينية عام 635. قام الإمبراطور لاحقًا بسن قانون يسمح بنشر المسيحية في الصين، فبني دير في العاصمة الصينية شيان عام 638.
ازدهرت المسيحية في عهد الإمبراطور كاوتسونغ (650-683) فأصبحت هناك كنائس في جميع مراكز الولايات الصينية. غير أصبحت المسيحية بانتشارها السريع تنافس البوذية فقامت الإمبراطورة وو تسيتيان (690-705) باضطهادها. ولم يتم إعادة تشريع المسيحية حتى عام 745. وحازت كنيسة المشرق في النصف الثاني من القرن الثامن على تعاطف عدة مسؤولين صينيين أبرزهم القائد العسكري غوو تسيي الذي وهب منح مالية كبيرة لترميم وبناء الكنائس. كما من المعروف أن أطباء سريان تواجدوا في بلاط الإمبراطور الياباني شومو غير أنه لا يعرف إن كان هناك نشاط تبشيري مسيحي في اليابان. تميز القرن التاسع بانتشار حركة الترجمة من السريانية إلى الصينية من ضمنها العهد الجديد بأكمله بالإضافة لعدة أسفار من العهد القديم.

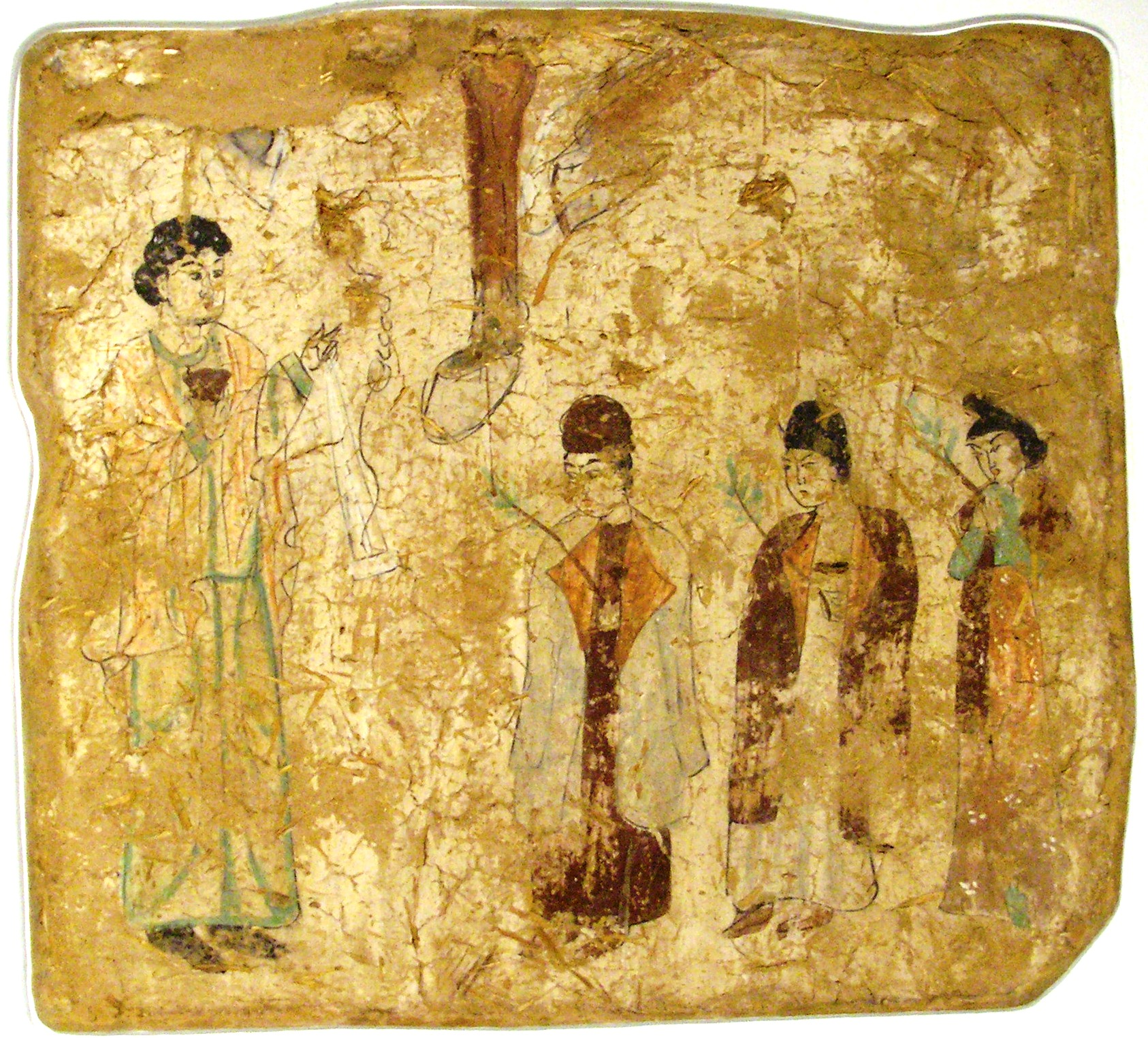
احتفال بأحد الشعانين بحضور كاهن من كنيسة المشرق، رسم صيني من القرن الثامن.

غير أن الأحداث السياسية المتوترة في الصين أدت لتراجع المسيحية، وفي نفس الفترة ازدهرت في التيبت بشكل كبير فانتشرت الكنائس على الطريق الواصلة بين لهاسا وكشغر. كما أصبحت مملكة تانغوت شرق التيبت مركزًا لبطريرك الصين. وأدّى وصول ووتسونغ إلى عرش الصين إلى اضطهاد المسيحية بشدة، فتم منعها ودمرت الكنائس عام 845. وبالرغم من ذلك فقد استمرت المسيحية بفضل المرسلين الذين وضب بطاركة كنيسة المشرق على بعثهم للصين. على أن الاضطهاد المستمر عمل على حصرها في مجموعة صغيرة. فروى ابن النديم أنه حين أرسل البطريرك عبد يشوع الأول راهبًا إلى الصين عام 987 عاد الأخير بعد أن وجد أن المجتمع والكنائس المسيحية في منطقة حكم سلالة سونغ قد دمرت بالكامل. وعادت كنيسة المشرق مجددًا إلى الصين بعد أن تمكنت قبائل منغولية مسيحية من غزو شمال الصين بالقرن الثاني عشر. وخاصة في فترة سلالة يوان حين نقل قوبلاي خان عاصمته إلى خنبلق (بكين حاليًا) فتأسست بها أبرشية لكنيسة المشرق عام 1248، كما تظهر الأسماء المسيحية مجددًا في الحوليات الصينية في النصف الثاني من القرن الثالث عشر. وبنيت الكنائس مجددًا في المدن الصينية الكبرى على البحر الأصفر وخاصة في هانغتشو ويانغتشو، كما احتفظ بعض الأمراء المنغوليين في تلك المناطق بأناجيل سريانية ما يدل على اتقانهم هذه اللغة.
تحولت بكين إلى مطرانية عام 1275، لحقتها مطرانيتين أخرتين في مناطق غير معروفة في الصين، ووصل عدد الأبرشيات في الصين في بداية القرن الرابع عشر إلى أكثر من 72 كما حصل المسيحيون في تلك على عدة امتيازات منها إعفائهم من دفع الضرائب. ونشط في تلك الفترة الأسقف سركيس الذي قام ببناء العديد من الكنائس في شرق الصين وكوريا. كما يرجح كذلك وصول مبشرين إلى جزر الفيلبين بالمحيط الهادي ومناطق بجنوب شرق آسيا عن طريق الصين. غير أن الوضع تغير بعد وصول الإمبراطور بوياتو (1311-1320) لسدة الحكم فأمر بتحويل الأديرة المسيحية إلى معابد بوذية.
ويروي الرهبان الكاثوليك وجود حوالي 30,000 مسيحي في بكين في منتصف القرن الرابع عشر، غير أن المسيحية اختفت بشكل كامل أواخر نفس القرن بعد تدمير مراكزها في بلاد ما بين النهرين ووسط آسيا، وأدت ظهور سلالة مينغ الصينية إلى إعادة حرمان المسيحية. ويظهر أنه بالرغم من الانقطاع بين مركز بطريركية كنيسة المشرق والصين الذي دام حوالي قرن ونصف كانت هناك مجتمعات مسيحية صغيرة في مناطق متفرقة بالصين، حيث أرسل البطريرك شمعون الرابع مطرانًا إلى جنوب الصين لأول مرة عام 1491، تبعه عدة رهبان في العقود التالية. اختفت المسيحية السريانية بشكل نهائي في الصين عقب النزاعات الداخلية والانشقاقات الكاثوليكية في كنيسة المشرق ابتداءً من منتصف القرن السادس عشر. وعُرفت المسيحية محليًا بالصين في فترة سلالة تانغ بعدة تسميات منها الدين النوراني والديانة الفارسية، بينما عرف المسيحيون الصينيون خلال عهد سلالة يوان المنغولية باسم «يي لي كو وين».

### البعثات اليسوعية في الصين

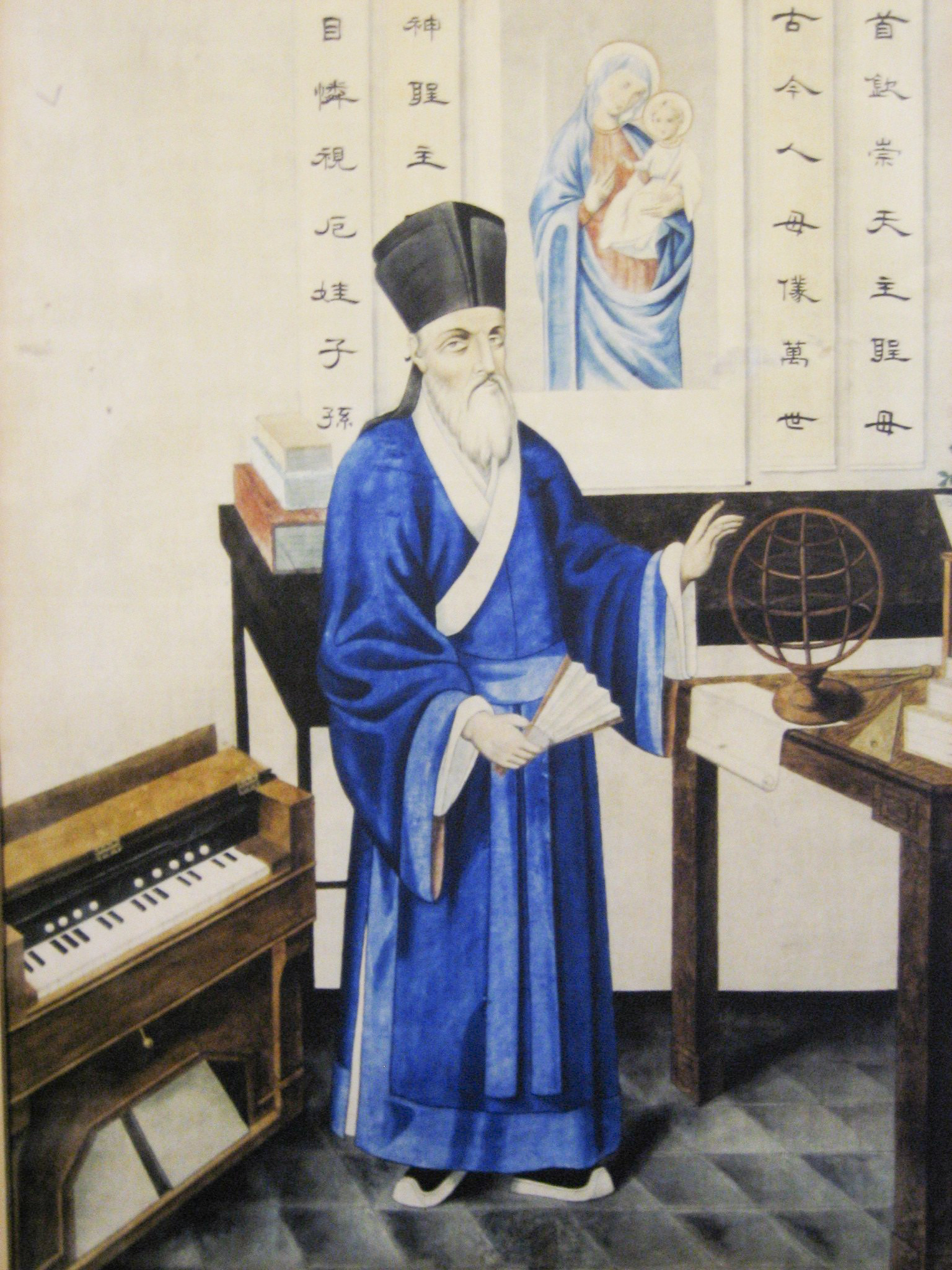
ماتيو ريتشي المبشر اليسوعي في اللباس الصيني التقليدي.

في 1289 بدأ الرهبان الفرنسيسكان من أوروبا التبشير الصين. لنحو قرن من الزمان كانوا يعملون بالتوازي مع المسيحيين النساطرة. يروي الرهبان الكاثوليك وجود حوالي 30,000 مسيحي في بكين في منتصف القرن الرابع عشر، غير أن المسيحية اختفت بشكل كامل أواخر نفس القرن بعد تدمير مراكزها في بلاد ما بين النهرين ووسط آسيا، وأدت ظهور سلالة مينغ الصينية إلى إعادة حظر المسيحيَّة. بحلول القرن السادس عشر، لا توجد معلومات موثوقة عن أي وجود مسيحيين ممارسين في الصين. بعد فترة وجيزة من تأسيس الاتصال البحري الأوروبي المباشر مع الصين في 1513 وإنشاء الرهبنة اليسوعيَّة في عام 1540، شارك بعض الصينيين على الأقل في الجهود اليسوعية. في المرحلة الثانية من تاريخ اليسوعيين، أوفدوا بعثات كثيرة حول العالم لنشر الإنجيل، لاسيّما في المستعمرات البرتغالية والإسبانية والفرنسية في العالم الجديد، إضافة إلى الهند والصين واليابان وأثيوبيا، وعمدوا أيضًا إلى تأسيس مستوطنات بشرية تحولت إلى مدن كبرى لاحقًا. وفي وقت مبكر من عام 1546، التحق صبيان صينيان بكلية القديس بولس اليسوعيَّة في غوا عاصمة الهند البرتغالية. ورافق أنطونيو، وهو أحد هذين الصينيين المسيحيين، فرنسيس كسفاريوس عندما قرر بدء العمل التبشيري في الصين. ومع ذلك، لم يتمكن فرنسيس كسفاريوس من إيجاد طريقة لدخول البر الصيني وتوفي في عام 1552 في جزيرة شانغتشوان قبالة ساحل غوانغدونغ.
بعد إنشاء البرتغاليين منطقةً معزولة في شبه جزيرة ماكاو في تشونغشان، أسس اليسوعيون قاعدة قريبة في الجزيرة الخضراء (الآن حي «إلها فيردي» التابع لحكومة السارس). خلال القرن السابع عشر ركّز اليسوعيون ضمن مناهجهم على تعلّم اللغات القديمة كالعبرية واليونانية، واللغات غير أوروبية أيضًا كالصينيَّة والفيتنامية؛ وكانت أول كلية خارج أوروبا قد تأسست في ماكاو على اسم القديس بولس عام 1594. وتعتبر كليَّة القديس بولس في ماكاو الجامعة الغربيَّة الأولى في شرق آسيا. وتم تمويل كلية القديس بولس في ماكاو من قبل اليساندرو فالينانو في عام 1594 وذلك عن طريق رفع مستوى مدرسة مادري دي ديوس السابقة، والتي كانت وقف لإعداد المبشرين اليسوعيين الذي كانوا يسافرون للشرق. وجاء برنامجها الأكاديمي لتشمل التخصصات الأساسية مثل اللاهوت والفلسفة والرياضيات والجغرافيا وعلم الفلك واللاتينية والبرتغالية والصينية، وضمت الكليَّة أيضًا مدرسة في الموسيقى والفنون. وأوجب اليسوعيون أيضًا دراسة العلوم الإنسانية، والحقوق، في حين لم يتوقف أبدًا الزيادة الاضطرادية في العدد. كان للكلية تأثير كبير على تعلم اللغات والثقافة الشرقية، ودرَّس فيها أولى علماء علم الصينيات الغربيين أمثال ماتيو ريتشي، ويوهان آدم شال فون بيل وفرديناند فيربيست، وهم من بين أبرز علماء الصينيات في ذلك الوقت. وكانت الكلية قاعدة للمبشرين اليسوعيين المسافرين إلى الصين واليابان وشرق آسيا، وتطورت مع اختلاط التجارة بين ماكاو وناغازاكي حتى عام 1645.

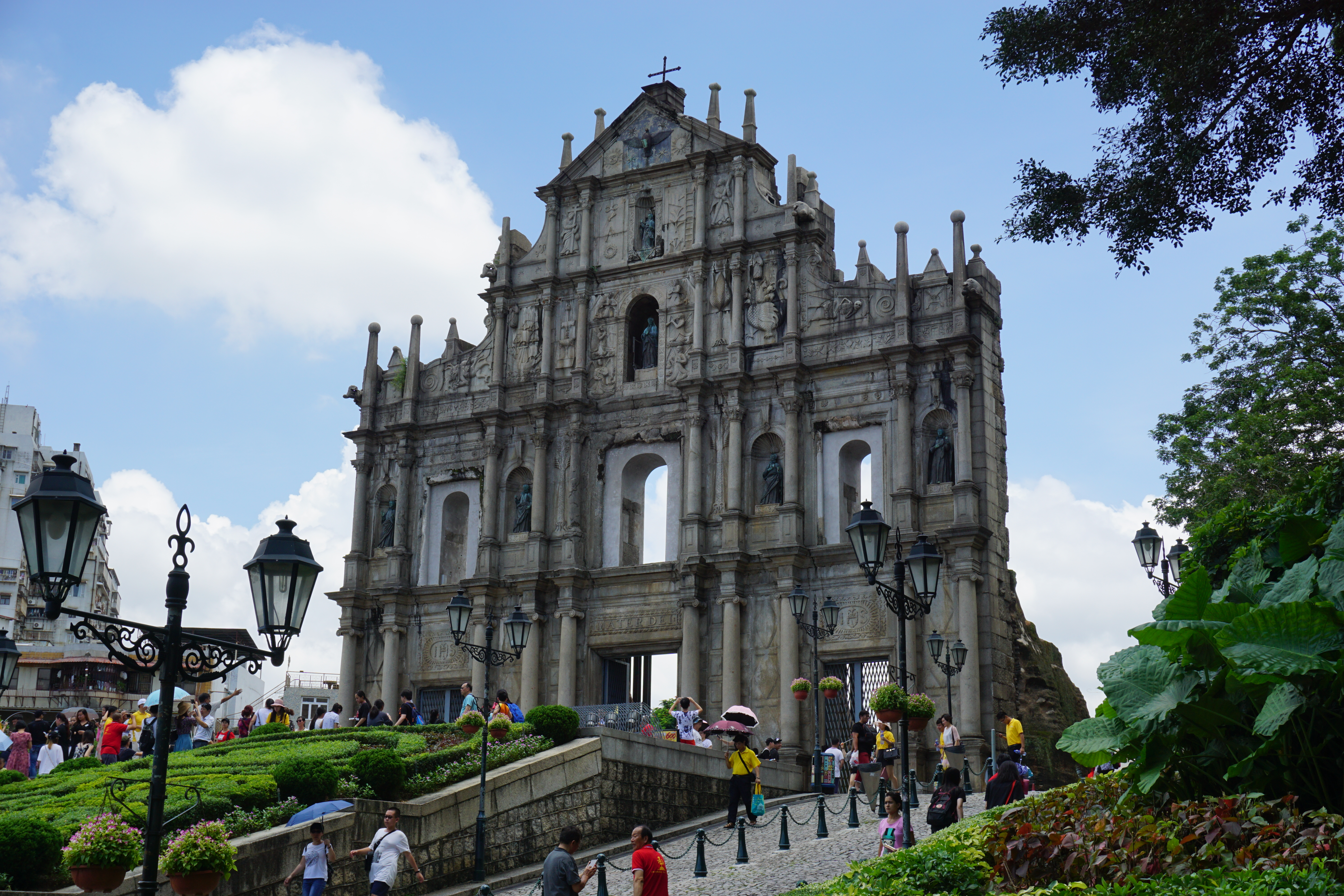
أطلال كنيسة القديس بولس في ماكاو (بالصينيَّة: 大三巴牌坊)؛ وهي تعتبر الجامعة الغربيَّة الأولى في شرق آسيا.

العمل الثاني الذي قام به اليسوعيون، كان ترجمة آثار الفلسفة الصينية القديمة إلى لغات أوروبا ما ساهم في اطلاع الغرب والعالم على مناحي لم يطلع عليها مسبقًا. من أبرز المبشرين اليسوعيين في القرن الخامس عشر كان الراهب الإيطالي ماتيو ريتشي وميكيلي رودجيري، الذين دخلوا ولاية كوانتونج مسلحين باللغات والعلوم الغربيَّة والفلك والرياضيات والساعات كبيرها وصغيرها والكتب والخرائط والآلات. وافتتن حاكم الإقليم بهذه الطرف وكانا يتخذان أسماء صينية ولباسًا صينيًا. وكان ماتيو ريتشي أول شخص غير صيني يتجاز امتحانات الخدمة المدنية الصينية. كان الامتحان صعباً للغاية ويتضمن حفظ مجلدات كاملة من الشعر الصيني التقليدي، ولا تبلغ نسبة من يتجاوزه الواحد بالمئة، إلا أن ريتشي تمكّن من النجاح به بعد أن واظب على تعلّم اللغة الصينية خلال عشرة أعوام فقط. يعتبر أول وسيط بين الحضارتين الغربيَّة والصينيَّة. وأقام المبشرين اليسوعيين مستوطنات مسيحية في جميع أنحاء البلاد وأقاموا بالقرب من البلاط الإمبراطوري، وخاصةً وزارة الطقوس، والذين أشرفوا على علم الفلك الرسمي وعلم التنجيم. وقام ماتيو ريتشي إلى جانب المبشرين ميشيل روجيري وفيليب كوبليت وفرانسوا نويل بجهد دام قرن من الزمان في ترجمة الكلاسيكيات الصينية إلى اللغة اللاتينية ونشر المعرفة بالثقافة والتاريخ الصيني في أوروبا، والتأثير في التنوير المتطور. وجعلوا المتنصرين من أصحاب النفوذ، مثل شو جوانجقي، يؤسسون مستوطنات مسيحية في جميع أنحاء البلاد ويقتربون من البلاط الإمبراطوري، ولا سيما دواوين الطقوس التي أشرفت على علمي الفلك والأبراج الرسميين. بذل ماتيو ريتشي وآخرون، بما في ذلك ميشيل روغيري وفيليب كوبليت وفرانسوا نويل، جهودًا دامت قرنًا من الزمان لترجمة الكلاسيكيات الصينية إلى اللاتينية ونشر المعرفة بالحضارة الصينية وتاريخها في أوروبا، الأمر الذي أثر على عصر التنوير النامي.
أدّى دخول الفرنسيسكان والمبشرين الأخرين إلى البلاد، إلى جدال طويل الأمد حول العادات الصينية وأسماء الله. كان اليسوعيون والذين حصلوا على لقب «الباحثين المسؤولين» من الإمبراطور كانغشي نفسه، يؤكدون أن التبجيل الصيني للأسلاف وكونفوشيوس كانت طقوسًا تعبر عن الاحترام وعلمانية وهي متوافقة مع العقيدة المسيحية؛ في حين جادل المبشرون الفرنسيسكان والدومينيكان بأنَّ معتقدات عامة الشعب في الصين هي عبادة الأصنام ومن غير المسموح بها، وأن الأسماء الصينية الشائعة لله قد تربك المؤمنين. وفي القرن الثامن عشر ظهرت جدل وقضية الطقوس الصينية، إذ سمح المبشرين الكاثوليك من اليسوعيين للصينيين الذين اعتنقوا الدين الجديد بالإستمرار في بعض طقوس عبادة الأجداد، وممارسة بعض التقاليد الكونفوشيوسية التي تعودوا عليها. ووصل الجدل إلى أرواق الجامعات الأوروبية الرائدة، ولذلك فقد اعتقد البابا كليمنت الحادي عشر أنَّ اليسوعيين تساهلوا أكثر من اللازم، وبناءً على شكوى تشارلز مايغروت أسقف فوجيان، أخيرًا قام البابا كليمنت الحادي عشر بإنهاء النزاع من خلال إعلانه لحظرًا حاسمًا في عام 1704؛ وأصدر مبعوثه تشارلز توماس مايلارد دي تورنو ملخصاً ينص على أنه سيتم إعلان الحرمان الكنسي على كل مسيحي يقوم بممارسة الطقوس الكونفوشيوسية. وأدت القضية إلى تحريم المسيحية من قبل الإمبراطور الذي جاء بعد كنغسي عام 1714. وبعد أقل من عشرين سنة على ذلك، أكد البابا كليمنت الحادي عشر على الرأي السابق بشأن الأعراف الصينية، وأنهى كل نقاش حولها. وتم طرد المبشرين اليسوعيين من البلاد في عام 1721. وكان يونغ تشنغ إمبراطور سلالة تشينغ الحاكمة، يعارض بشدة تحول شعب المانشو إلى المسيحية. وفي عام 1716 وصل تجار مسيحيين شرقيين من الأرمن والروس إلى لاسا في التبت.

### مملكة تشينغ

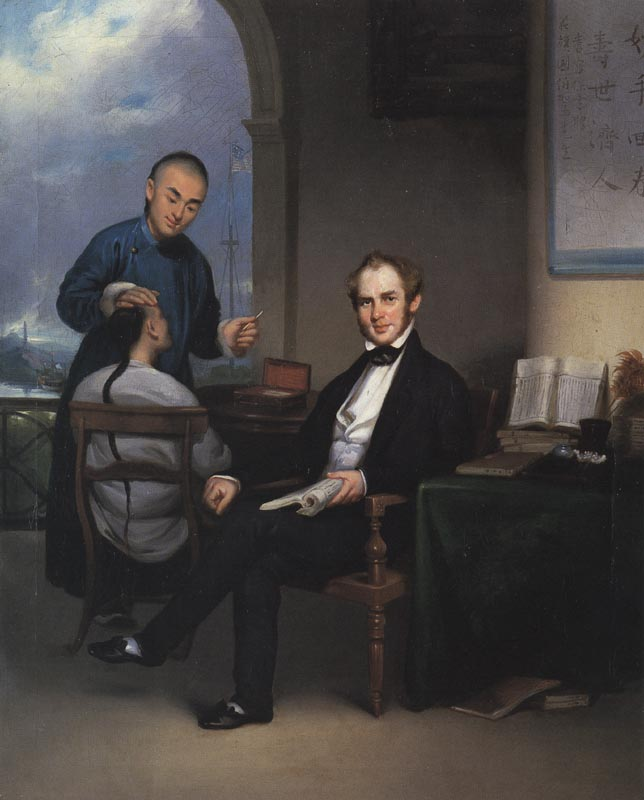
الطبيب والمبشّر بيتر باركر، والذي أدخل التقنيات الطبيّة الحديثة إلى الصين خلال عصر سلالة تشينغ الحاكمة.

جاءت موجات أخرى من المبشرين إلى الصين في عهد سلالة تشينغ الحاكمة (1644-1911) نتيجة للاتصال بالقوى الأجنبية، ووصلت الكنيسة الروسية الأرثوذكسية إلى البلاد في عام 1715، وبدأ البروتستانت في دخول الصين في عام 1807. وبحلول عقد 1840 أصبحت الصين وجهة رئيسية للمبشرين البروتستانت القادمين من أوروبا والولايات المتحدة. وعاد المبشرين الكاثوليك إلى البلاد من جديد بعد بضعة عقود. واجه المبُشرين معارضة كبيرة من النخب المحلية، والتي كانت ملتزمة بالكونفوشيوسية واستاءت من النظم الأخلاقية الغربيَّة. وكان يُنظر إلى المبشرون في كثير من الأحيان كجزء من الإمبريالية الغربية. وكان طبقة النبلاء المتعلمين يخشون على قوتهم، حيث خشت النخبة الموجودة في السلطة أن يحل محلها الكتاب المقدس والتدريب العلمي والتعليم الغربي. في الواقع، تم إلغاء نظام الفحص في أوائل القرن العشرين من قبل الإصلاحيين الذين أعجبوا بالنماذج الغربية للتحديث. كان الهدف الرئيسي من التبشير هو التحويل إلى المسيحية. وكانت البعثات التبشيريَّة أكثر نجاحاً في إنشاء المدارس والمستشفيات والمستوصفات. وقاموا بإنشاء مدراس تدريب للممرضات. أسس كل من الرومان الكاثوليك والبروتستانت العديد من المؤسسات التعليمية في الصين من المرحلة الابتدائية إلى المستوى الجامعي، وبدأت بعض الجامعات الصينية الأبرز كمؤسسات مسيحية دينية. عمل المبشرون على إلغاء الممارسات مثل ربط القدم، ووالمعاملة الظالمة للجواري، بالإضافة إلى وكذلك البدء بالعمل الخيري وتوزيع الطعام على الفقراء. من جهة أخرى تجنبوا الانخراط في السياسة الصينية، لكنهم كانوا معارضين للأفيون، وجلبوا العلاج لكثير من المدمنين. بعض القادة الأوائل في جمهورية الصين، مثل سون يات سين، اهتدوا إلى المسيحية وتأثروا بتعاليمها.
تضمن قانون حكومة تشينغ حظراً على «السحرة وجميع الخرافات». أضاف الإمبراطور جياكينغ في عام 1814، فقرة سادسة للإشارة إلى المسيحية، وتم تعديلها في عام 1821 وطبعها في عام 1826 من قِبل إمبراطور دوجوانغ والذي قام بحظر السماح بنشر المسيحية بين الهان الصينيين والمانشو. والمسيحيون الذين لن يتوبوا عن اعتناقهم، كان يتم إرسالهم إلى المدن المسلمة في سنجان، ليتم بيعهم كعبيدًا للزعماء المسلمين والبيك. وكان البعض يأمل في أن تميز الحكومة الصينية بين البروتستانتية والكنيسة الكاثوليكية، لأن القانون كان موجهاً ضد روما، ولكن بعد أن بعث المبشرون البروتستانت بين عام 1835 وعام 1836 كتبًا مسيحية إلى الصينيين، طالب الإمبراطور داو قوانغ بمعرفة من هم «السكان الأصليين الخائنون في كانتون الذين زودوهم بالكتب».

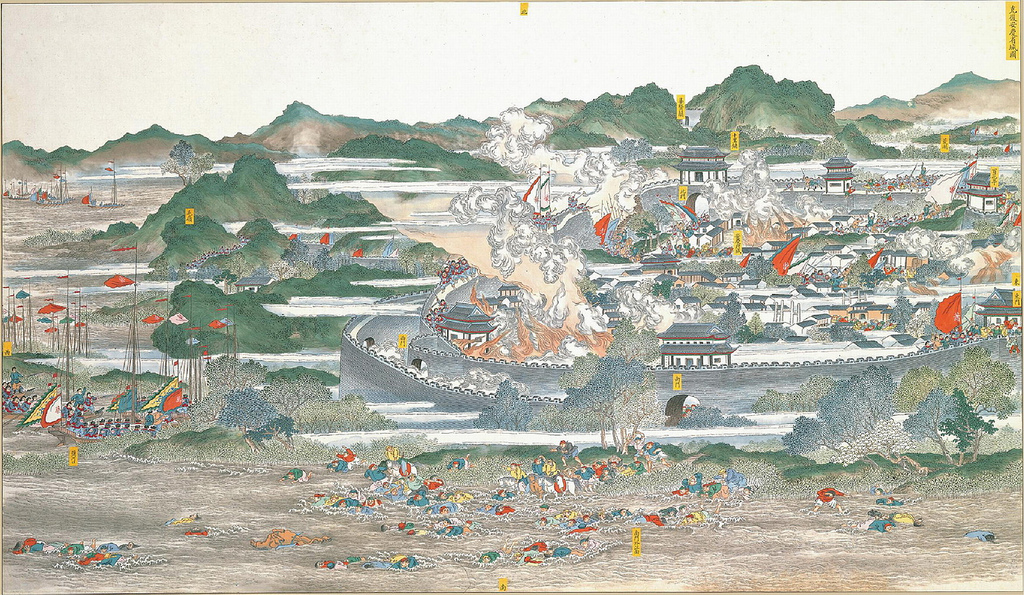
رسم يٌصور مشهد من تمرد تايبينغ (1850-1864).

ازدادت وتيرة النشاط التبشيري بشكل كبير بعد حرب الأفيون الأولى في عام 1842. واستمر المبشرون المسيحيون من خلال مدارسهم، وتحت حماية القوى الغربية، في لعب دور رئيسي في تغريب الصين في القرنين التاسع عشر والعشرين. وتكاثرت البعثات التبشيرية المسيحية في الصين عقب شقّ الدول الأوروبية الأوروبية المستعمرة طريقها إلى الصين بالقوة في القرنين التاسع عشر والعشرين، ودخل الآلاف من الصينيين إلى الديانة المسيحية خصوصًا إلى المذهب الكاثوليكي والبروتستانتي. وترجمت الكتب المسيحية المختلفة والكتاب المقدس إلى اللغة الصينية. وبالإضافة إلى نشر وتوزيع الأدب المسيحي والأناجيل، عززت الحركة التبشيريَّة البروتستانتيَّة في الصين كتب المعرفة مع غيرها من الأعمال المطبوعة عن التاريخ والعلوم. وعندما ذهب المبشرون إلى العمل بين الصينيين، أسسوا وطوروا مدارس وقدموا التقنيات الطبية من الغرب. وعمل ليانغ فا («لونغ فات» باللغة الكانتونية) في شركة طباعة في غوانغتشو في عام 1810، وتعرف بروبرت موريسون الذي ترجم الكتاب المقدس إلى الصينية واحتاج إلى طباعة الترجمة. عندما وصل وليم ميلن إلى غوانغتشو عام 1813 وعمل مع موريسون على ترجمة الكتاب المقدس، تعرف أيضًا بليانغ التي اعتمدت عام 1816. وفي عام 1827، رسم موريسون ليانغ ليصبح إرساليًا في جمعية لندن الإرسالية وأول قس ومبشر صيني بروتستانتي.
في النصف الثاني من القرن التاسع عشر قامت الكنيسة الأرثوذكسية بخطوات واسعة في مجال التبشير في الصين، حيث أرسل للبلاد الكثير من رجال الدين والوعاظ الروس. تزامن ذلك مع ترجمة الكثير من الكتب الروحية والدينية المسيحية للغة الصينية. وخلال الأربعينيات من القرن التاسع عشر، نشر المبشرون الغربيين المسيحية بسرعة من خلال «مدن الموانئ» الساحلية المعينة رسميًا والتي كانت مفتوحة للتجارة الخارجية. وتم ربط تمرد تايبينغ (1850-1864) في أصوله بتأثير بعض المبشرين على الزعيم هونج شيوشيان. وكان التمرد حربًا أهلية واسعة النطاق في جنوب الصين، وامتد من سنة 1850 إلى سنة 1864، ضد حكم مملكة كينغ بقيادة المانشو. كان هذا التمرد بقيادة المهرطق المسيحي المتحول عن دينه هونج شيوشيان، الذي ادعى أنه الشقيق الأصغر لـيسوع بعد أن زعم نزول وحي السماء عليه، لكن الجماعات المسيحية الرئيسية أدانته بالهرطقة. وأنشأ هونغ مملكة تايبينغ السماوية واتخذ من نانجينغ عاصمة لها. سيطر جيش المملكة على أجزاء كبيرة من جنوب الصين، في أوج حكمه لأكثر من ثلاثين مليون نسمة. وحاول المتمردون إجراء إصلاحات اجتماعية لإيمانهم «بالملكية المشتركة». دعا نظامه الثيوقراطي والعسكري إلى إجراء إصلاحات اجتماعية، بما في ذلك الفصل الصارم بين الجنسين، وإلغاء ربط القدم، والتنشئة الاجتماعية للأرض، وإلغاء التجارة الخاصة، والاستعاضة عن الكونفوشية والبوذية والديانة الصينية. قُضي على تمرد تايبينغ في نهاية المطاف من قِبل جيش تشينغ بمساعدة من القوات الفرنسية والبريطانية. وكان سون يات سين وماو تسي تونغ ينظران إلى التايبينغ باعتباره ثورة بطولية ضد نظام إقطاعي فاسد.

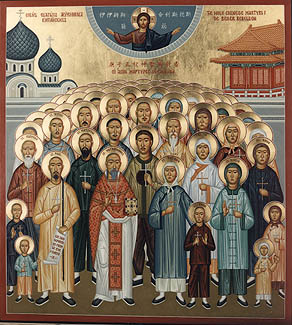
إيقونة الشهداء المسيحيين الذين قتلوا في الصين خلال ثورة الملاكمين عام 1900.

كانت الشؤون المحلية في الصين تحت سيطرة المندرين ورجال النبلاء المالكين للأراضي، والذين قادوا المعارضة للعمل التبشيري. ووفقًا للمؤرخ بول فارغ «استند العداء الصيني للمبشر أولاً على حقيقة أن المسيحيَّة الغربيَّة كانت غريبة تمامًا وغير مفهومة لدى الصينيين. وكانت هناك معارضة بناءً على ما فهموه، وهو البرنامج التبشيري الثوري. شعر الأدبيون منذ البداية بأن التنصير سيحرمهم من قوتهم. زكان هناك عداء شديد لدرجة أن القليل من المبشرين اعتبروا أنه من المفيد بذل أي جهد لكسبهم». اندلعت في الصين بين عام 1899 وعام 1901 ما عرفت بثورة الملاكمين، وهي ثورة أطلق شرارتها غضب الصينيين من النفوذ الأجنبي الذي كان يتنامى في البلاد من جميع النواحي (التجارية، السياسية والدينية)، أدى ذلك إلى هجمات عنيفة شنها الثوار ضد أتباع الديانة المسيحية من المبشرين المسيحيين وأيضاً المسيحيين الصينيين الذين اعتبروهم مسؤولين عن الهيمنة الأجنبية في البلاد. ومع استمرار الانتفاضة قتل عشرات الآلاف من المسيحيين الصينيين من مختلف الطوائف، خصوصاً في مقاطعات شاندونج وشانخي وكذلك في العاصمة. وتعرض المبشرون للمضايقة والقتل، بالإضافة إلى عشرات الآلاف من المتحولين الصينيين. وكانت المجتمعات الكاثوليكيَّة هدفًا للاحتجاجات الصينية المعادية للمسيحيين، ولا سيّما خلال مذبحة تيانجين، حيث أدت أعمال الشغب التي اندلعت بسبب شائعات كاذبة عن مقتل أطفال إلى مقتل قنصل فرنسي وأثارت أزمة دبلوماسية. ووقفت الحكومة الصينية بحالة من الشلل والعجز أمام هذه الانتفاضة، وباستمرار الثوار بمحاصرة بكين وقتل الأجانب تحالفت ثمان دول وهي الإمبراطورية النمساوية المجرية، فرنسا، ألمانيا، إيطاليا، اليابان، روسيا، بريطانيا، والولايات المتحدة الأمريكية وأرسلوا قوات متعددة الجنسيات قوامها 20,000 رجل لإنقاذ الرعايا الأجانب والبعثات الدبلوماسية والتبشيرية المسيحية. وأُجبرت الحكومة الصينية بعدها على تعويض الضحايا وتقديم تنازلات إضافية للدول الكبرى.
يرى العديد من العلماء أن الفترة التاريخية بين ثورة الملاكمين والحرب اليابانية الصينية الثانية هي العصر الذهبيّ للمسيحيَّة الصينيَّة، حيث نمت أعداد المتحولون بسرعة وبنيت الكنائس في العديد من مناطق الصين. وبحلول عام 1900 كان هناك حوالي 1,400 كاهن وراهبة كاثوليكي في الصين يخدمون ما يقرب من مليون كاثوليكي، وكان هناك أكثر من 3,000 مبشر بروتستانتي ناشطين بين 250,000 مسيحي بروتستانتي في الصين. وأنشأ المبشرون الغربيون والذين كانوا أيضاً أطباء عيادات ومستشفيات، وقادوا التدريب الطبي في الصين، وبدأ المبشرين بإنشاء مدارس تدريب للممرضات في أواخر عقد 1880. وفي أعقاب المؤتمر التبشيري العالمي في عام 1910 في غلاسكو، قام المبشرون البروتستانت بالترويج بنشاط لما أطلقوا عليه اسم «التوطين»، وهو تعيين قادة الكنائس للزعماء المسيحيين المحليين. بعد الحرب العالمية الأولى، عززت حركة الثقافة الجديدة أجواء فكرية شجعت العلم والديمقراطية. على الرغم من أن بعض قادة الحركة، مثل تشن دوكسيو، أعربوا في البداية عن إعجابهم بالدور الذي لعبته المسيحية في بناء دول الغرب القوية، وكذلك تركيزها على الحب والخدمة الاجتماعية، فقد أصبحت المسيحية مرتبطة في نظر الكثيرين الشباب الصيني مع السيطرة الأجنبية على الصين. وهاجمت الحركة المناهضة للمسيحية عام 1923 المبشرين وأتباعهم على أساس أنه لا يوجد دين علمي وأن الكنيسة المسيحية في الصين كانت أداة للأجانب.
بدأ السكان الصينيين الأصليين التبشير بالمسيحية في أواخر القرن التاسع عشر. كان مان كاي وان (1869-1927) واحدًا من أوائل الأطباء الصينيين في الطب الغربي في هونغ كونغ، والرئيس الأول لرابطة هونغ كونغ الطبية الصينية (1920-1922، سلف جمعية هونغ كونغ الطبية)، وزميل في المدرسة الثانوية سون يات سين في الكلية المركزية الحكومية (المعروفة حاليًا بكلية الملكة) في هونغ كونغ. تخرج وان وصن من المدرسة الثانوية معًا عام 1886. كان الدكتور وان أيضًا رئيسًا لجريدة مسيحية تدعى غريت لايت، التي كانت تُوزع في هونغ كونغ والصين. كان أو فونغ تشي حما وان (1847-1914)، أمين إدارة الشؤون الصينية في هونغ كونغ، ومدير مستشفى كونغ واه لافتتاحه في عام 1911، وأحد شيوخ كنيسة تو تسي (أُعيد تسميتها بكنيسة هوب يات منذ عام 1926)، التي أسستها الجمعية لندن الإرسالية في عام 1888، وكانت كنيسة سون يات سين.

### القرن العشرين

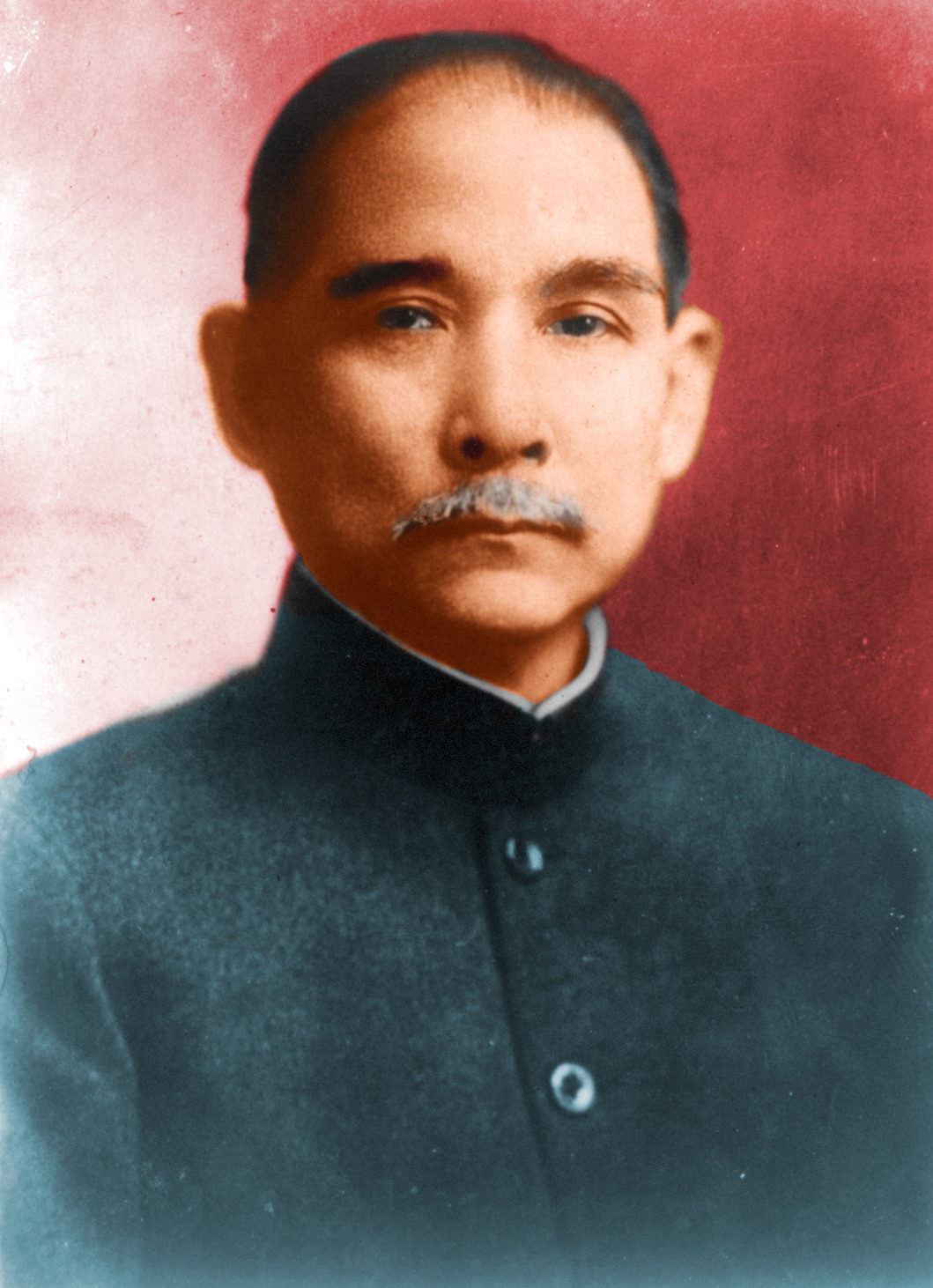
صن يات سين: أول رئيس مسيحي في الصين.

أعلن قيام الجمهورية الصينية بعد نجاح ثورة «وو تشانغ» التي اندلعت شرارتها في العاشر من أكتوبر عام 1911 ضد حكم أسرة تشينغ للبلاد، وفي الأول من يناير عام 1912 أعلن صن يات سين قيام الجمهورية بالصين رسميا ونصب نفسه رئيسا مؤقتا للبلاد لحين انتخاب رئيسا يحكم البلاد. وفي العاشر من مارس عام 1912، وكجزء من اتفاقية تنازل الإمبراطور بوئي عن عرش البلاد تم انتخاب يوان شيكاي رسميا كرئيس للبلاد، يذكر أن صن يات سين كان قد تحول للمسيحية البروتستانتية في شبابه وبالتالي يعتبر أول رئيس مسيحي في الصين. ولعبت الكنيسة المشيخية دورًا سياسيًا هامًا في تايوان فقد دعمت الكنيسة المشيخية الحركة الديمقراطية في تايوان وإنتمت العديد من العائلات السياسيّة العريقة في تايوان للكنيسة المشيخية. وكان العديد من الزعماء السياسيين في العصر الجمهوري من المسيحيون البروتستانت، بمن فيهم صن يات سين، وشيانج كاي شيك، وفنغ يوشيانغ، وانغ تشنغ تينغ. خلال الحرب العالمية الثانية، دُمرت الصين بسبب الحرب اليابانية الصينية الثانية واجهت الغزو الياباني والحرب الأهلية الصينية، والتي أدت إلى فصل تايوان عن الصين القاريَّة. في هذه الفترة، كانت للكنائس والمنظمات المسيحية الصينية أول تجربة لها مع الحكم الذاتي بعيداً عن الهياكل الغربيَّة للمنظمات الكنسية التبشيرية. يقترح بعض العلماء أن هذا ساعد في إرساء أُسس الطوائف والكنائس المستقلة لفترة ما بعد الحرب والتطور النهائي للحركة الوطنية الذاتية والكنيسة الوطنية الكاثوليكية. في الوقت نفسه، أعاقت فترة الحرب العالمية الثانية المكثفة إعادة بناء الكنائس وتطويرها.
أسفرت الحرب الأهلية الصينية عن إنشاء صينين، في 1 أكتوبر من عام 1949 أعلن ماو تسي تونغ جمهورية الصين الشعبية. أطلق على البلاد أيضاً اسم «الصين الشيوعية» أو «الصين الحمراء». بينما حافظت جمهورية الصين بقيادة كومينتانج على حكومتها على أرض تايوان المنعزلة. في ظل الإيديولوجية الشيوعية، تم اعتماد الإلحاد كعقيدة رسميّة من قبل الدولة، وغادر المبشرون المسيحيون البلاد فيما وصفه فيليس طومسون من بعثة الصين الداخلية بأنها «هجرة مترددة»، تاركين الكنائس المحلية للقيام بإدارتها ودعمها. وعندما استولى الشيوعيون على الحكم في الصين عام 1949، طردوا المسيحيين ووضعوا الكنائس تحت سيطرتهم. وواجه المسيحيون الاضطهاد الشديد تحت حكم ماو تسي تونغ خلال الثورة الثقافية في سنوات بين 1960 إلى 1970. وبالتالي بدأت موجة من التضييق والاضطهاد بحق المسيحيين في الصين. وسمحت الصين للكنائس المسجلة أن تكون قائمة لأنها تحت رقابتها، وأرادوا أن ينشروا الفكر الشيوعي في الكنيسة. في ذات الوقت أقيمت مئات الآلاف من الكنائس غير الرسمية تحت الأرض في جميع أنحاء البلاد. حظر ماو تسي تونغ الدين حتى وفاته في عام 1976، وكان «الموقف الماركسي تجاه الدين يدين الدين ويعتبره عائقًا أمام النمو الاقتصادي». خلال فترة السنوات العشر، بدأت الحكومة في قمع واضطهاد جميع الأديان. هذا أجبر المسيحيين على أن يكونوا سريين ويختبئون تحت الأرض لتجنب إعدامهم من قبل الحكومة الشيوعية.

### الوضع الحالي

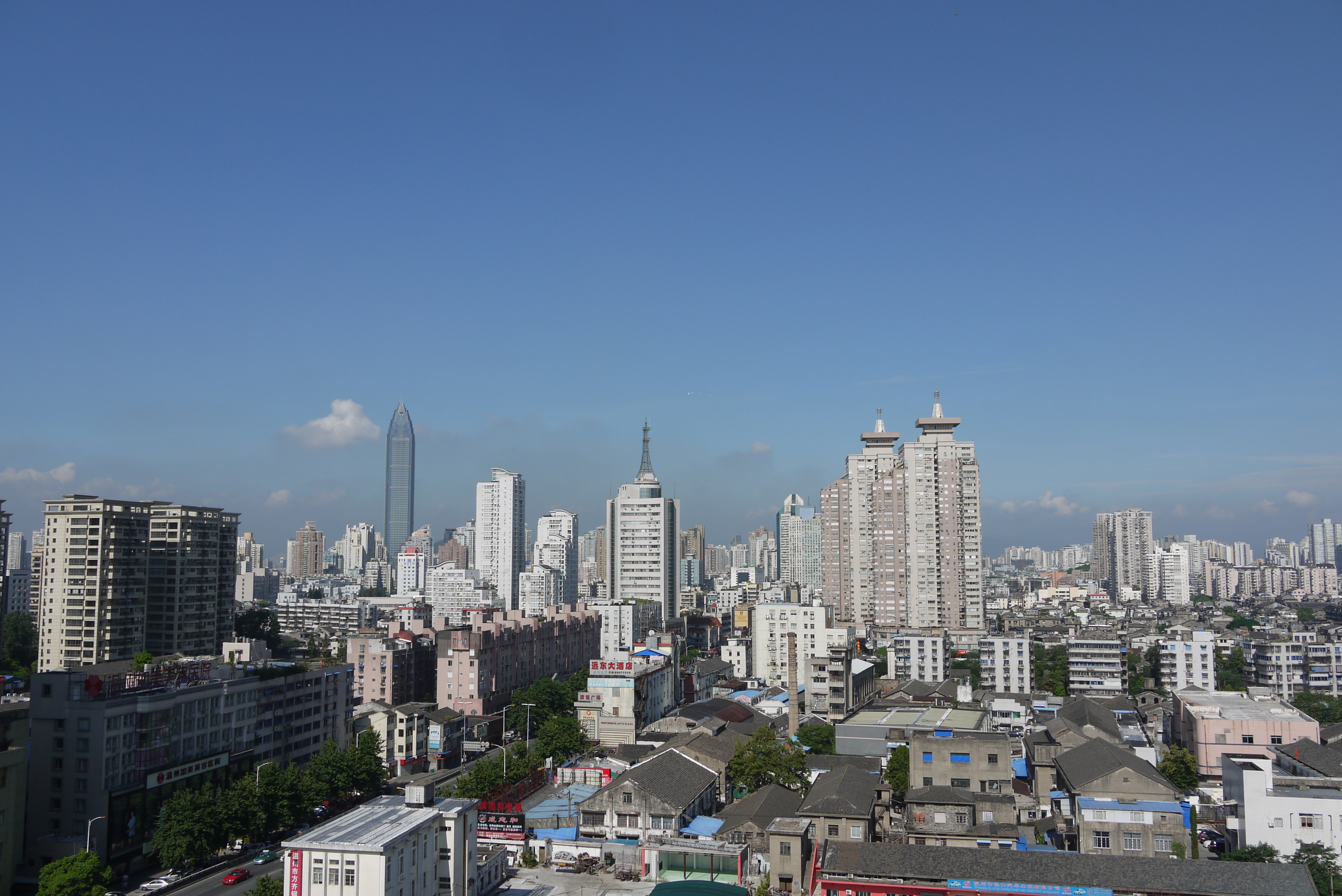
مدينة ونجو والتي يطلق عليها «أورشليم الشرق»، تشهد المسيحية في نمو سريع في البلاد.

بدأت الأديان في الصين بالتعافي بعد الإصلاحات الاقتصادية في عقد 1970، وفي عام 1979، أعادت الحكومة الاعتراف رسمياً بالكنيسة البروتستانتية تحت اسم الحركة الوطنية الذاتية بعد ثلاث عشرة عامًا من عدم الاعتراف فيها، وفي عام 1980 تم تشكيل المجلس المسيحي الصيني. أعضاء الكنيسة الرومانية الكاثوليكية السريَّة في الصين، أي أولئك الذين لا ينتمون إلى الرابطة الكاثوليكية الوطنية الصينية والمخلصين للفاتيكان والبابا، لا يزالون عُرضة نظريًا للاضطهاد اليومي. نما إحياء روحاني مسيحي في العقود الأخيرة، ومع ذلك يظل الحزب الشيوعي ملحدًا رسميًا، ويظل غير متسامح مع الكنائس خارج سيطرة الحزب. وعلى الرغم من ذلك تعتبر المسيحية من الأقليات الدينية في الصين الأسرع نمواً وخاصةً في المئتيّ سنة الماضية، حيث يتواجد بين 70 إلى 150 مليون مسيحي. ومن المتوقع أن تصل أعداد السكان المسيحيين في الصين إلى أكثر من 400 مليون شخص بحلول عام 2040، الأمر الذي سيجعل الصين أكبر دولة مسيحية على الأرض. وبلغ عدد المسيحيين الإنجيليين البروتستانت في الصين عام 2010 حوالي 58 مليون مسيحي، ووفقاً لمنتدى مركز بيو لللأبحاث الدينية والحياة العامة، وتشير عدد من الدراسات أن عدد المسيحيين في الصين سيصل إلى 160 مليون مسيحي إنجيلي بروتستانتي عام 2025. هذا يعني انه من المرجح أن تكون الصين الدولة التي ستحتوي على أكبر عدد للمسيحيين الإنجيليين في العالم، وستتفوق على الولايات المتحدة التي يتوقع أن يكون عدد البروتسانت فيها 159 مليون نسمة في ذات العام. وفقًا لدراسة المؤمنون في المسيح من خلفية مسلمة: إحصاء عالمي وهي دراسة أجريت من قبل جامعة سانت ماري الأمريكيّة في تكساس عام 2015 وجدت أنَّ حوالي 4,000 مُسلم تحول إلى المسيحية في الصين.

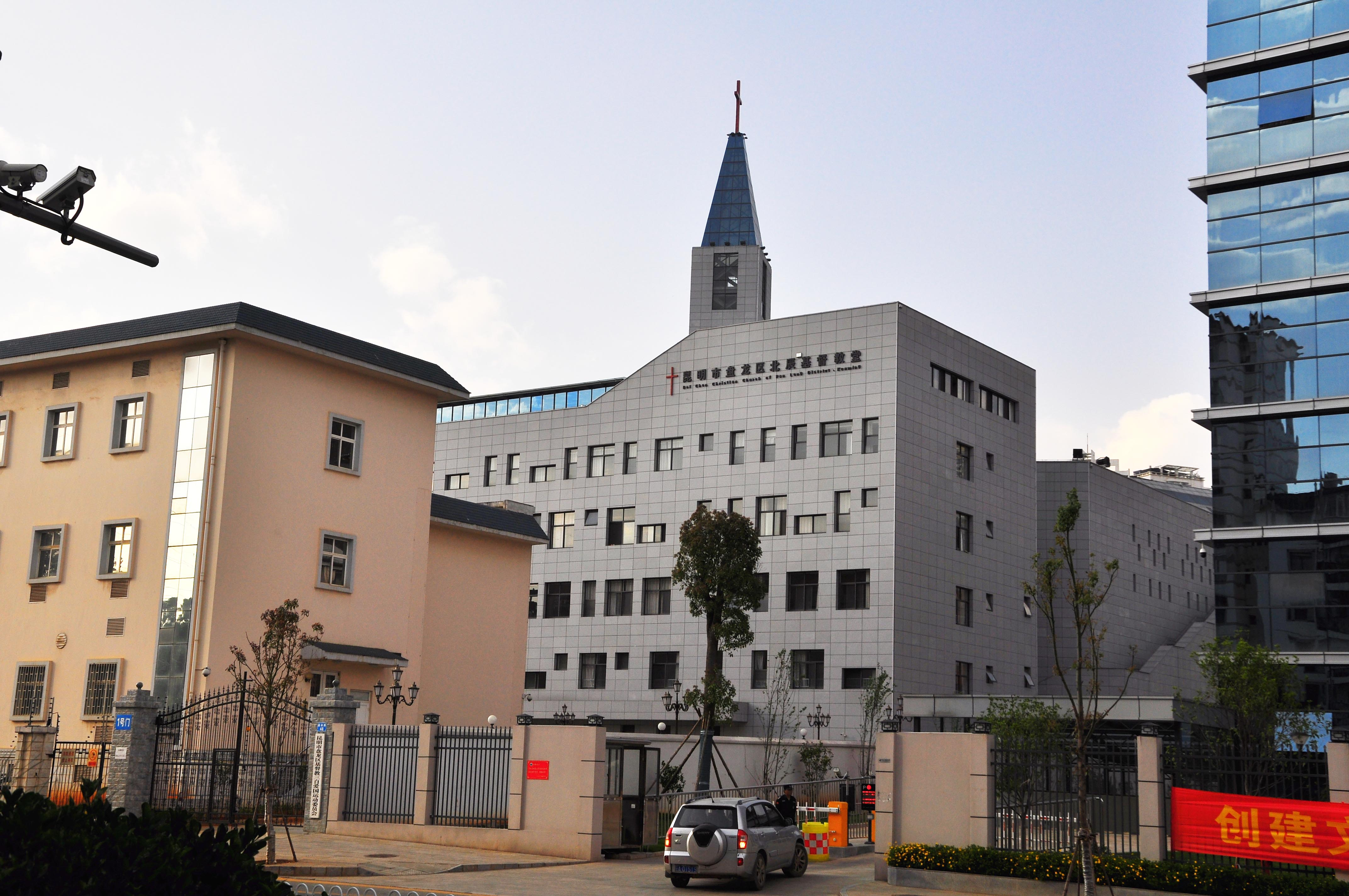
كنيسة بروتستانتية في كونمينغ.

تشير مصادر مختلفة إلى أن عدد متزايد من الصينيين يتحولون إلى المسيحية، خاصةً إلى الرومانية الكاثوليكية والبروتستانتية. وتشير عدد من المصادر إلى نمو فئة الشباب والمتعلمين وسكان المدن بين المتحولين للمسيحية الصين. وبحسب إحصائية لجامعة شيان جياوتونغ الصينية كان 30% من المتحولين إلى المسيحية من فئة الشباب. وبحسب مصدر يتحول بين 60,000 إلى 70,000 صيني سنوياً إلى المذهب الكاثوليكي. وأظهرت دراسة للحياة الدينية لطلاب الجامعات في بكين نشرت في مجلة الأكاديمية الصينية للعلوم والإلحاد في عام 2013 أن هناك نمو سريع للمسيحية بين طلاب الجامعات. واليوم، ووفقا لبعض التقديرات، يوجد مسيحيون في الصين أكثر من عدد أعضاء الحزب الشيوعي الصيني، وبحسب بي بي سي يتحول الكثير من المسيحيين في الصين للكنائس السرية، ويتعرض الحضور في الكنائس السريَّة لخطر التحرش، وفي بعض الأحيان الاعتقال من قبل السلطات.
في عام 2018 وقعت بكين والفاتيكان اتفاقاً حول مسألة تعيين الأساقفة الشائكة والتي تمنح البابا حق اختيار المرشحين الذين تقترحهم الرابطة الكاثوليكية الوطنية الصينية التابعة للحكومة الصينية، ولهذه المناسبة قبل البابا بالاعتراف بتعيين سبعة أساقفة عينتهم الحكومة الصينية دون موافقته. في عام 2019 أشارت تقارير إلى حملات الاضطهاد التي يُعاني منها المسيحيون في الصين، حيث أغلقت الحكومات المحلية مئات الكنائس غير الرسمية التي تعمل خارج شبكة الكنائس المرخصة رسمياً. وفي عام 2018 وقع حوالي 500 من زعماء الكنائس بيانًا جاء فيه أن السلطات أزالت الصلبان من البنايات وأجبرت الكنائس على رفع العلم الصيني وغناء الأغاني الوطنية. من أجل وقف نمو جيل جديد من المسيحيين، أصدرت الحكومة لوائح جديدة تضمنت منع الأطفال دون سن 18 عامًا من الذهاب إلى الكنائس في بعض المناطق، وطلبت من أطفال آخرين ببعض المدارس التوقيع على استمارات تفيد أنهم لا يتبعون أي دين. ومن يمتنع عن التوقيع يتم تسجيل الأمر في ملفه الشخصي الذي تحتفظ به إدارات الحكومة المحلية مما قد يكون له عواقب مستقبلية عليه. وفي أغسطس عام 2019 تمت سيامة أول أسقف في الصين منذ إبرام الإتفاق في عام 2018 بين بكين والكرسي الرسولي كما أعلن الفاتيكان والكنيسة الكاثوليكية التابعة للنظام الشيوعي.
استخدمت حكومة الصين، والتي تتمسك بسياسة إلحاد الدولة، جائحة فيروس كورونا 2019–20 لمواصلة حملاتها ضد الأديان، وقامت بهدم كنيسة شيانغبايشو في ييشينغ وإزالة الصليب المسيحي من برج كنيسة في مقاطعة قوييانغ. وفي مقاطعة شاندونغ، «أصدر المسؤولون توجيهات تمنع الوعظ عبر الإنترنت، وهي وسيلة حيوية للكنائس للوصول إلى الرعايا وسط الاضطهاد وانتشار الفيروس». وفي 12 أبريل من عام 2020 أعتقل قس اعتقلت الشرطة الصينية قسًا والعديد من أعضاء كنيسته من مقاطعة سيتشوان أثناء مشاركتهم في جلسة عبادة على الإنترنت.

## الطوائف المسيحية

### البروتستانتية

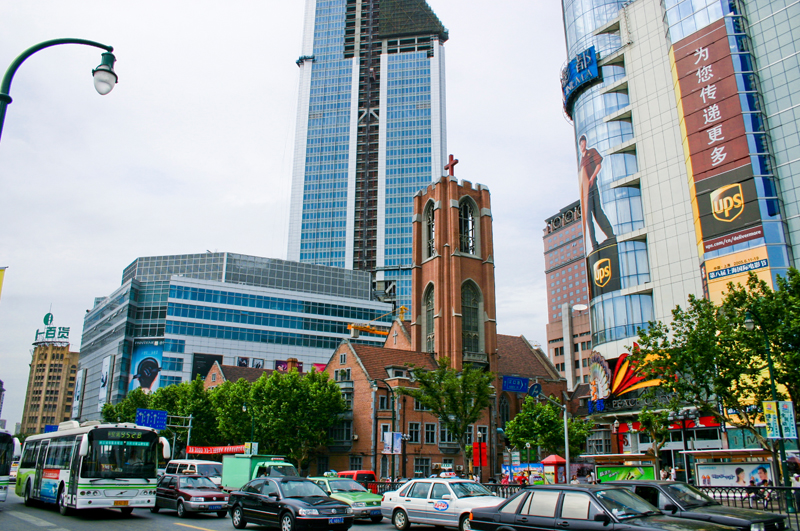
كنيسة مور التذكارية الميثودية في شنغهاي.

يعود تواجد البعثات التبشيرية البروتستانتية إلى القرن التاسع عشر، وهي الفترة التي بدأت المسيحية تثبت موطئ قدم كبير لها في الصين. يصعب العثور على إحصاءات دقيقة عن السكان البروتستانت في الصين، وتتراوح بين 23 مليون إلى 40 مليون بروتستانتي من أتباع الكنيسة الرسمية وغير المسجلة بحسب «مسح الحياة الروحية الصينية» نشرتها جامعة بيردو عام 2010، أو قرابة 30 مليون بحسب الباحث ستيفان فوشتوانج من كلية لندن للاقتصاد عام 2010، أو 38 مليون بحسب تقرير حكومي نُشر عام 2018. في حين وفقاً لتقديرات مركز بيو للأبحاث عام 2010 ضمت الصين على أكثر من 58 مليون بروتستانتي، منهم 23 مليون من أتباع الكنائس الرسمية (الحركة الوطنية الثلاثة) وحوالي 35 من أتباع الكنائس السرية. وفقاً للباحث فينججانج يانج من جامعة بيردو تصل أعداد البروتستانت في الصين إلى أكثر من 60 مليون نسمة، وتنمو الإنجيلية والخمسينية بسرعة أكبر في الصين، وأكثر من نصف معتنقين هذه المذاهب حاصلون على شهادات جامعية. ويتوزع البروتستانت الصينيون بين الكنائس البروتستانتية المسجلة الرسمية، والكنائس غير المسجلة الرسمية والكنائس المستقلة.
وفقاً لتقديرات يو تاو من جامعة أكسفورد في عام 2008؛ يتركز البروتستانت بشكل رئيسي في ثلاث مناطق: خنان وآنهوي وجيجيانغ. عدد البروتستانت في هذه المقاطعات بالملايين، لكن نسبتهم بين السكان منخفضة نسبياً. تضم مدينة ونجو الواقعة في مقاطعة جيجيانغ، على حوالي مليون بروتستانتي أي 11% من سكان المدينة، وهو أعلى تجمع بروتستانتي في البلاد. يتكون السكان البروتستانت في الغالب من سكان الريف والنساء. تم تأكيد هذه الخصائص من خلال نتائج مسح يو تاو لعام 2008، والذي وجد أيضًا أن لدى البروتستانت أقل نسبة من أعضاء في الحزب الشيوعي الصيني مقارنة بأتباع الديانات الأخرى، وهي معطيات تؤكدها دراسات الأسرة في الصين لعام 2012.

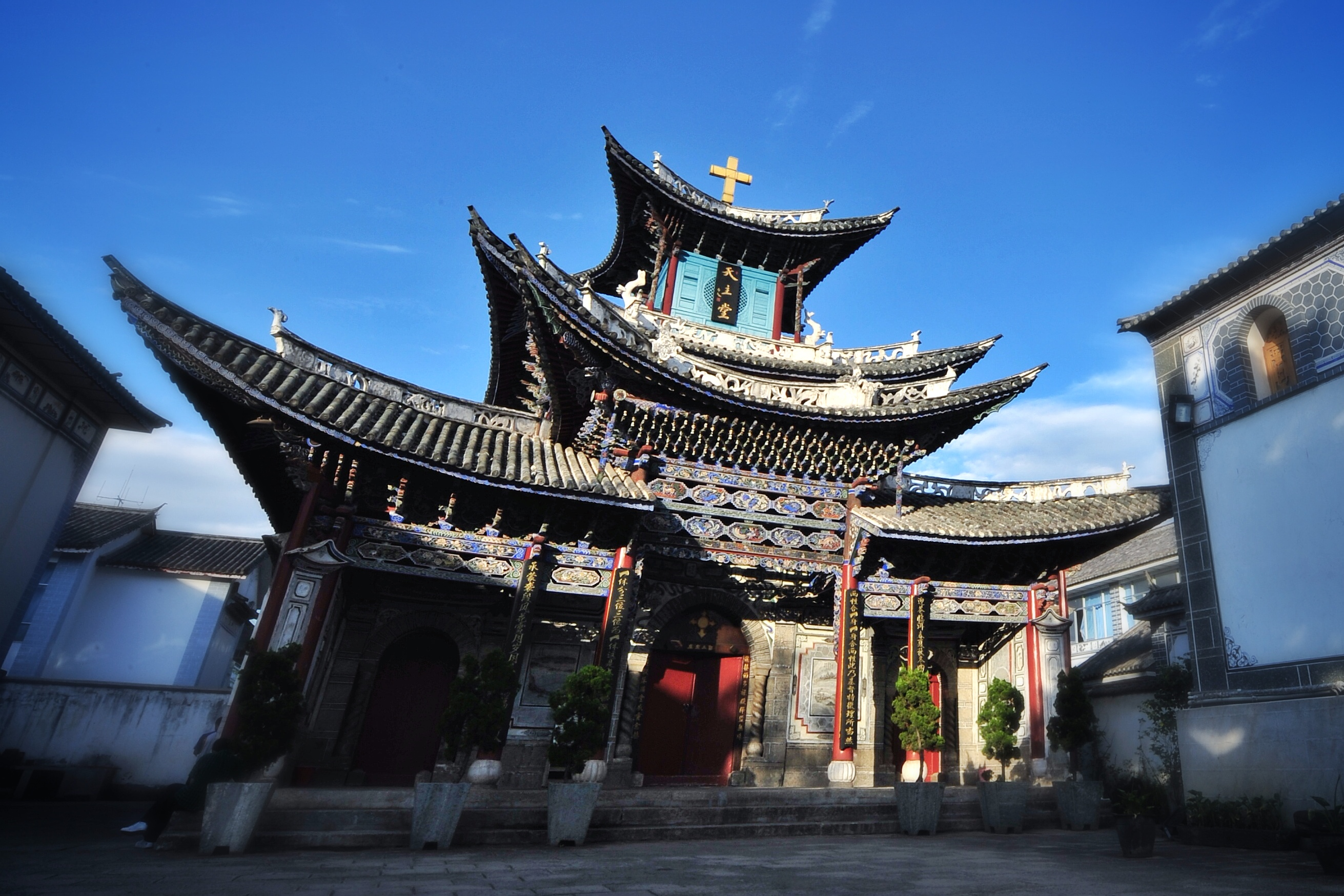
كنيسة الثالوث في دالي.

تنتشر البروتستانتية بسرعة في جمهورية الصين الشعبية، حيث تُشير مصادر مختلفة من ضمنها مؤسسة حكومية صينية أن عدد المسيحيين في الصين في ارتفاع، وفقاً لدراسة مركز بيو للأبحاث قبل 1949 كان عدد المسيحيين حوالي 4 ملايين نسمة (3 ملايين الكاثوليك ومليون بروتستانتي)، في سنة 2010 وصل عدد المسيحيين في الصين إلى 67 مليون، وتقول عدد من التقارير أن المسيحية هي أسرع الأديان انتشارًا في الصين، وفقًا لمجلس العلاقات الخارجية، "نما عدد البروتستانت الصينيين بمعدل 10 بالمائة سنويًا منذ عام 1979". وتُشير مجلة ذي إيكونوميست أنَّ "المسيحية البروتستانتية تزدهر في الصين". فقًا لتقرير صادر عن جامعة سنغافورة للإدار، فإن المزيد من الناس في الصين وجنوب شرق آسيا يتحولون إلى المسيحية، وهؤلاء المتحولين الجدد هم في الغالب مديرو أعمال صينيون. وفقًا للباحثة جولييت كونينج وهايدي داهليس من الجامعة الحرة بأمستردام، هناك "توسع سريع في المسيحية الكاريزمية من الثمانينيات من القرن العشرين فصاعدًا. ويقال إن سنغافورة والصين وهونغ كونغ وتايوان وإندونيسيا وماليزيا لديها المجتمعات المسيحية الأسرع نموًا وغالبية المؤمنين الجدد "صاعدون، وحضريون، وصينيون من الطبقة المتوسطة". وإذا استمر الاتجاه الحالي ، فستضم للصين على أكبر عدد من السكان المسيحيين في العالم كما قدّرت بعض المصادر. أظهرت دراسة عن الحياة الدينية لطلاب الجامعات في بكين نُشرت في مجلة أكاديمية بالبر الصيني "العلوم والإلحاد" في عام 2013 أن المسيحية هي الديانة التي يهتم بها الطلاب الأكثر نشاطًا في الحرم الجامعي، وكان هناك نمو سريع للمسيحية بين طلاب الجامعات.
لعبت الكنائس البروتستانية أدواراً اجتماعية وثقافية هامة في المجتمع الصيني على سبيل المثال قامت البعثات التبشرية البروتستانتية بعدد من البعثات الطبية في الصين وقد وضع هؤلاء الأطباء والجراحين المسيحيين البروتستانت في القرن التاسع عشر وأوائل القرن العشرين الأسس للطب الحديث في الصين. وأنشأ المبشرون البروتستانت أول العيادات والمستشفيات الحديثة، وتم تدريب فيها الممرضين والممرضات، وفتحت المدارس الطبية الأولى في الصين، وقد تم العمل أيضًا في معارضة تعاطي الأفيون. وجاءت العلاج الطبي والرعاية الصحية للصينيين الذين كانوا مدمنين، وتأثر الرأي العام والرسمي في نهاية المطاف لصالح وضع حد لهذه التجارة. ولعبت الكنيسة المشيخية دورًا سياسيًا هامًا في تايوان فقد دعمت الكنيسة المشيخية الحركة الديمقراطية في تايوان وانتمت العديد من العائلات السياسيّة العريقة في تايوان للكنيسة المشيخية. وأُعطي للكنيسة الأنجليكانية امتيازًا خاصًا من قبل الحكومة الإستعمارية البريطانية. ويعود جذور الكنيسة في البلاد عندما وصل المبشر شنغ كونغ هوي إلى هونغ كونغ في عام 1843.

#### الكنائس الرسمية

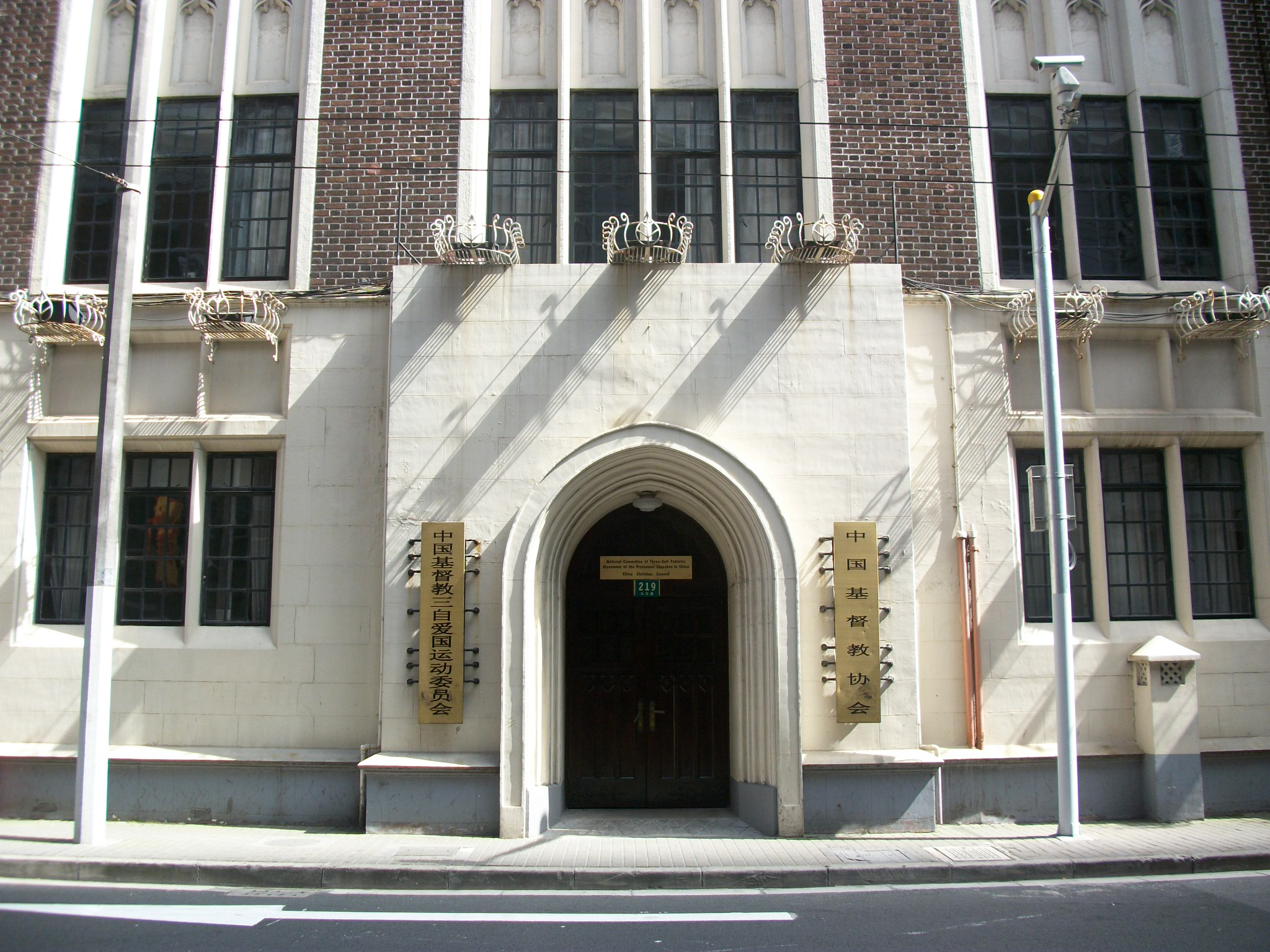
مكتب المجلس المسيحي الصيني في شنغهاي.

الحركة الوطنية الذاتية (بالصينيَّة: 三自爱国运动) هي الكنيسة البروتستانتية المعترف بها من قبل جمهورية الصين الشعبية، وهي واحدة من أكبر الجماعات البروتستانتية في العالم؛ وفي عام 2012 ضمت حوالي 20 مليون عضو. وفي عام 2010، كان هناك 53,000 كنيسة وأماكن اجتماع تتبع الحركة الوطنية الذاتية إلى جانب 21 مدرسة لاهوتية. وتتبع الكنيسة المبادئ الثلاثة من الحكم الذاتي وهي الدعم الذاتي (أي الاستقلال المالي من الأجانب) والنشر الذاتي (أي العمل التبشيري المحلي)، وأول من صاغ هذه المبادئ كان هنري فين، الأمين العام للجمعية التبشير الكنيسة (1841-1873)، وروفس أندرسون، القس في مجلس المفوضين الأمريكي للبعثات الأجنبية. وقد صيغت المبادئ رسمياً خلال مؤتمر للبعثات المسيحية عام 1892 في شنغهاي والذي عكس اتفاق من جانب واحد تقريباً أنَّ مستقبل الكنيسة الصينية يعتمد على نقل القيادة الكنسيَّة للسكان المحليين، وتبني العادات الصينية خلال العبادة. كان ديكسون إدوارد هوست، رئيس بعثة الصين الداخليَّة، معروفاً بمساعدة الصينيين على إنشاء الكنائس المحلية الخاصة بهم خلال أوائل القرن العشرين. خلال الثورة الثقافية من عام 1966 إلى عام 1976، تم حظر التعبير عن الحياة الدينية في الصين بشكل فعال، بما في ذلك الحركة الوطنية الذاتية. وكان نمو حركة الكنائس المنزليَّة الصينيَّة خلال هذه الفترة نتيجة لممارسة العبادة المسيحية الصينية تحت الأرض خوفاً من الاضطهاد. ولمواجهة هذا الاتجاه المتزايد من «الاجتماعات غير المسجلة»، قامت الحكومة في عام 1979 بتسجيل الحركة الوطنية الذاتية رسمياً.
تأسس المجلس المسيحي الصيني (بالصينيَّة: 中国基督教协会) في عام 1980 كمنظمة جامعة لجميع الكنائس البروتستانتية في جمهورية الصين الشعبية مع تعيين المطران تينغ كوانغ-هسون رئيساً لها. وقد عمل على توفير التعليم اللاهوتي ونشر الأناجيل، والتراتيل، وغيرها من الأدب الديني باللغة الصينيَّة. يشجع المجلس على تبادل المعلومات بين الكنائس المحلية في التبشير، والعمل الرعوي والإدارة. وقد وضعت أسس عمل الكنائس المحلية، وتسعى لمواصلة تطوير علاقات ودية مع الكنائس في الخارج. ويعرف المجلس المسيحي الصيني بالعمل المشترك مع الحركة الوطنية الذاتية. المجلس المسيحي الصيني هي عضو مجلس الكنائس العالمي، ويعمل المجلس على توحيد وتقديم خدمات للكنائس الصينية من خلال صياغة مبادئ الكنيسة وتشجيع التعليم اللاهوتي من خلال المدارس الإكليريكية ومدارس الكتاب المقدس مثل معهد نانجينغ اللاهوتي للإتحاد ونشر الأناجيل وغيرها من المواد المسيحية وتنسيق برامج التدريب للكنائس.

#### الكنائس غير المسجلة

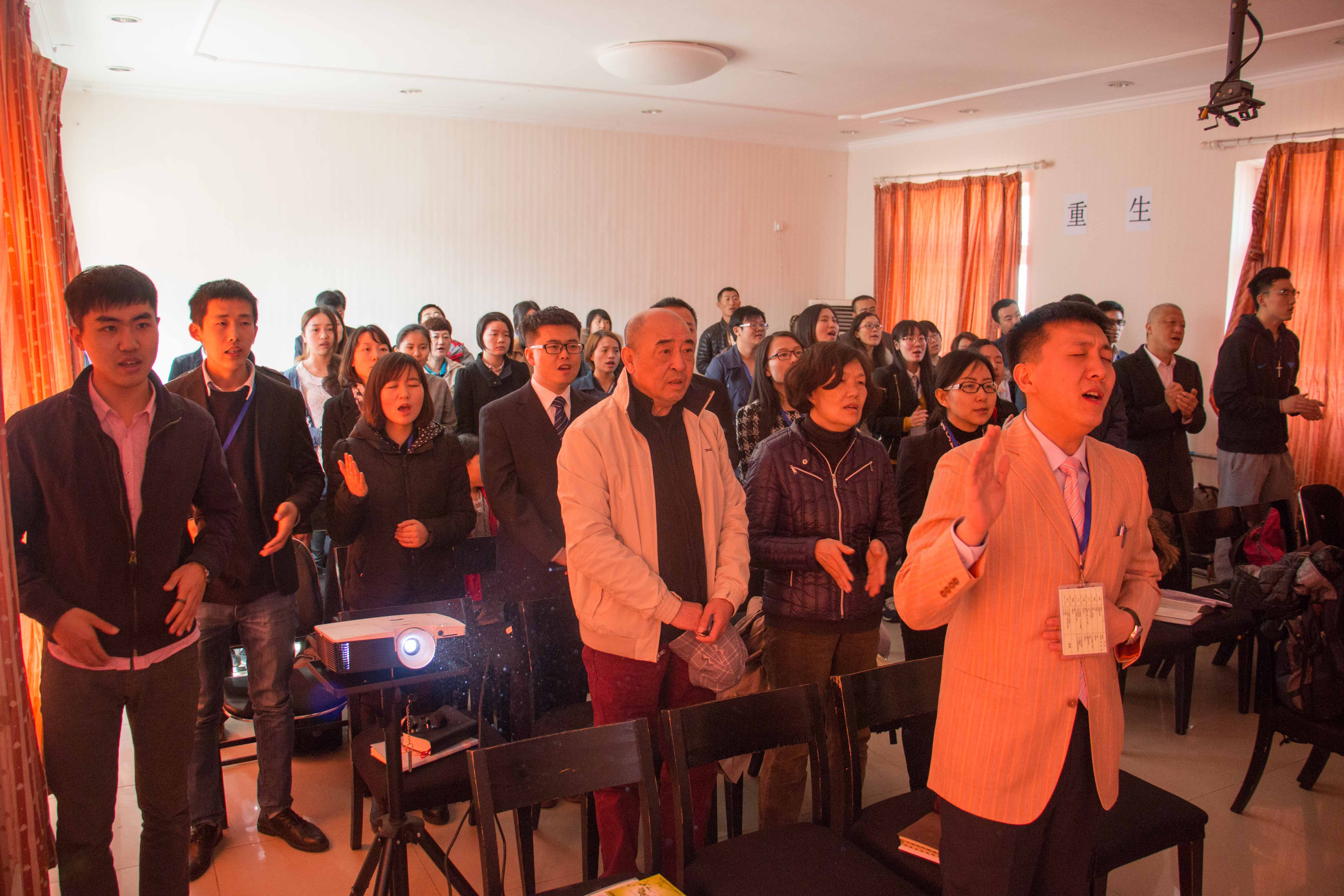
بروتستانت صينيين يُصلون في كنيسة منزلية في بكين.

العديد من المسيحيين يقومون بالاجتماعات الدينيَّة في كنائس لا توافق عليها الحكومة وغير مسجلة من قبل الحكومة وغالباً ما تكون غير قانونية. في حين كان هناك اضطهاد مستمر للمسيحيين الصينيين خلال القرن العشرين، وخاصًة خلال الثورة الثقافية، كان هناك تسامح متزايد للكنائس غير المسجلة منذ أواخر عقد 1970. وعادةً ما تعرف هذه المجموعات البروتستانتية غير المسجلة باسم الكنائس المنزلية، وهي تسمية يستخدم لوصف مجموعة من المسيحيين الذين يتجمعون للعبادة بانتظام في المنازل الخاصة. يعود أصول العديد من الكنائس المنزلية إلى التوحيد القسري من قبل الحكومة لجميع الطوائف البروتستانتية في ما عرف باسم الحركة الوطنية الذاتية في عام 1958. وكثيراً ما يكون هناك تداخل كبير بين عضوية الهيئات البروتستانتية المسجلة وغير المسجلة، نظراً لأن عدداً كبيراً من الأشخاص يحضرون الكنائس المسجلة والكنائس غير المسجلة.

#### الكنائس المستقلة
الكنائس الصينية المستقلة هي مجموعة من المؤسسات المسيحية المستقلة عن الطوائف الغربية. وقد تم تأسيسها في الصين في أواخر القرن التاسع عشر وأوائل القرن العشرين، في عقد 1940 وصلت أعداد أتباع هذه الكنائس بحوالي 200,000 شخص، أي بين 20% إلى 25% من مجموع السكان المسيحيين في ذلك الوقت. ويوضح ميلر في عام 2006 أنَّ عدداً كبيراً من الكنائس المنزلية أو التجمعات غير المسجلة، التي ترفض الانضمام إلى الكنائس الرسنية المسجلة، تنتمي إلى الكنائس الصينية المستقلة.

### الكاثوليكية

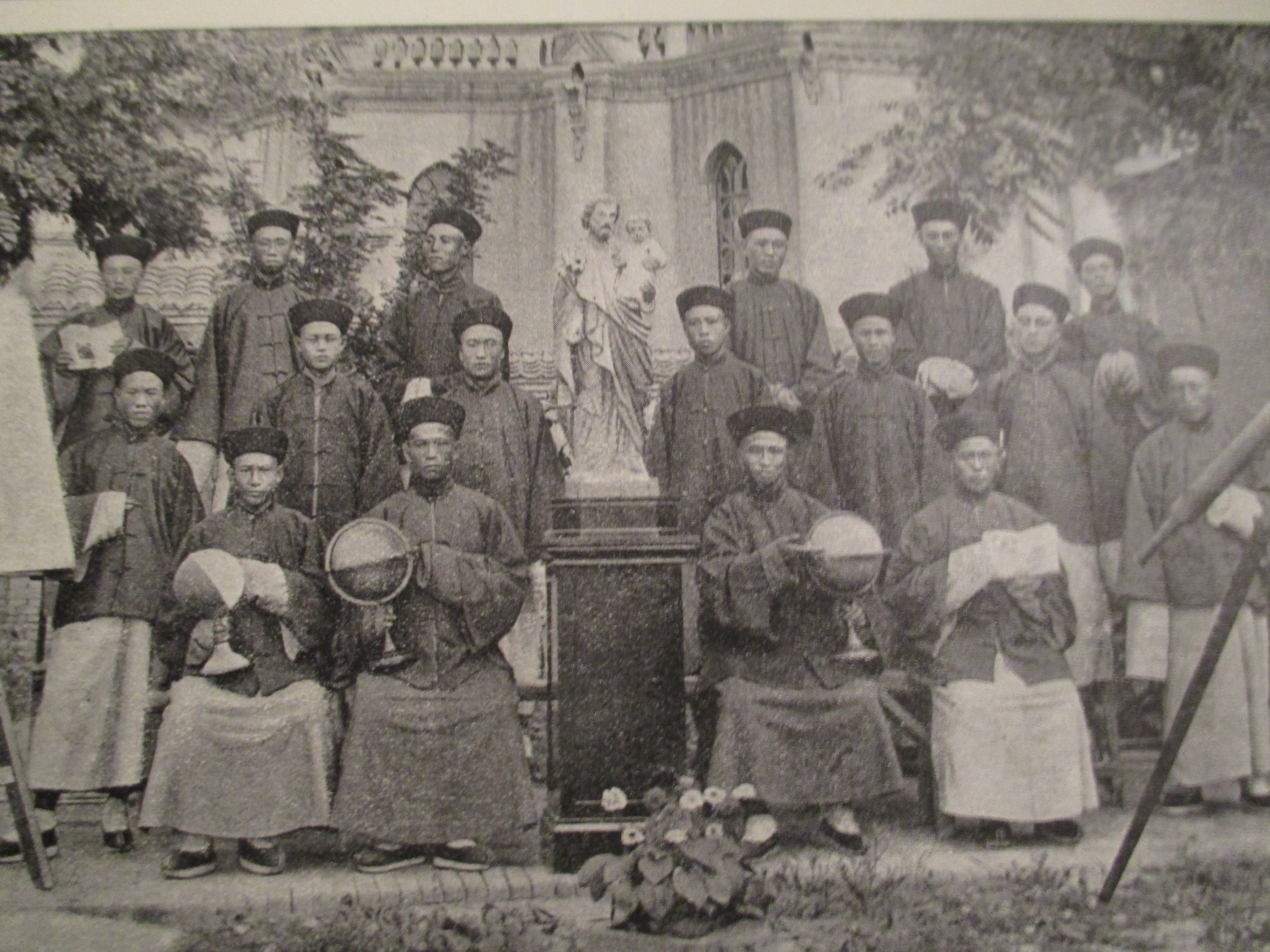
صورة تاريخيَّة لطلاب صينين كاثوليك في البعثة اليسوعية في عام 1900.

للكنيسة الكاثوليكية (بالصينيَّة: 天主教) تاريخ عريق وطويل في الأراضي الصينية، خصوصاً من خلال البعثات التبشرية للمبشرون الفرنسيسكان في القرن الثالث عشر، والمبشرين اليسوعيين في القرن السادس عشر. ولعبت الجهود اليسوعية التبشيرية بين القرن السادس عشر والسابع عشر دورًا هامًا في مواصلة نقل المعرفة والعلوم والثقافة بين الصين والغرب، وأثرت على الثقافة المسيحية في المجتمع الصيني اليوم. ومن أبرز الآثار التي تركها اليسوعيون كانت ترجمة آثار الفلسفة الصينية القديمة إلى لغات أوروبا وبالتالي عرّف اليسوعيين الشعب الصيني على العلوم الغربية والرياضيات والفلك والطب، وعرّفوا العالم الغربي على الثقافة والفلسفة الصينية.
يُقدَّر عدد الكاثوليك في الصين بـحوالي 12 مليون شخص، نصفهم من الكنيسة الرسمية وتعرف باسم «الرابطة الكاثوليكية الوطنية الصينية» ونصفهم من الكنيسة السرية. اعتبارًا من عام 2012 ضمت الكنيسة الكاثوليكية على حوالي 6,300 كنيسة، ومن بين حوالي 116 أبرشية نشطة كانت حوالي 97 أبرشية تتبع الرابطة الكاثوليكية الوطنية الصينية، تبع حوالي 74 أسقفًا الرابطة الكاثوليكية الوطنية الصينية في حين تبع حوالي 40 أسقفًا الكنيسة الكاثوليكية غير المسجلة، وانضوى تحت الرابطة الكاثوليكية الوطنية الصينية حوالي 2,150 كاهنًا في حين انضوى تحت الكنيسة الكاثوليكية غير المسجلة حوالي 1,500 كاهنًا كاثوليكيًا، كما ضمت الرابطة الكاثوليكية الوطنية الصينية على 22 كلية لاهوت في حين ضمت الكنيسة الكاثوليكية غير المسجلة على عشرة كليات لاهوت غير مسجلة.
تضم مقاطعة خبي على أكبر عدد من الكاثوليك في الصين، حيث يبلغ عدد أعضاءها مليونًا وفقًا للحكومة المحلية، أو حوالي 1.5 مليون كاثوليكي بحسب تقديرات الكنيسة الكاثوليكية. تعتبر المقاطعة معقل الكاثوليكية والكنيسة الرسمية في الصين. وبحسب المعتقدات المحلية شهدت بلدة دونغلو في باودينغ ظهور مريم العذراء في عام 1900، وهي اليوم مركز حج كاثوليكي. وفقاً لتقديرات يو تاو من جامعة أكسفورد في عام 2008؛ يتكون السكان الكاثوليك في الغالب من الرجال، حيث يشكل الرجال حوالي 66.7% من مجمل كاثوليك الصين، ومن الشباب، حيث أن الكاثوليك هم الفئة الأكثر شباباً. ويُميل الكاثوليك في الصين أن يكونوا من المتعلمين، حيث أن لديهم أعلى معدل سنوات تعليم، وأن يكونوا الأكثر ثراءاً، حيث يبلغ دخل الأسرة السنوي لدى الكاثوليك 46.010 يوان، وهو الأعلى بالمقارنة مع الجماعات الدينية الصينية الأخرى. كما وجد الاستطلاع أن نسبة الأقليات العرقية بين الكاثوليك أعلى بالمقارنة بالجماعات الدينية الأخرى.
بعد وصول الحزب الشيوعي الصيني لسدة الحكم عام 1949، طُرد كل من المبشرين الكاثوليك والبروتستانت من البلاد، ونظر للكنيسة كجزء من الإمبريالية الغربية. في عام 1957، أنشأت الحكومة الصينية الرابطة الكاثوليكية الوطنية الصينية، والتي ترفض سلطة الكرسي الرسولي بتعيين أساقفة خاصة بهم. حيث حاول الحزب الشيوعي الصيني عزل الكنائس المسيحية عن الخارج لتأمين تحكمه التام بها. الأ أنَّ مسيحيين كثيرين يرفضون هذا التدخل السياسي، ويتعبد الكاثوليك غير المنضوين تحت سلطة الرابطة الكاثوليكية الوطنية الصينية في كنائس سرية في المنازل، وهذه الكنائس المنزلية ليست مسجلة لدى السلطات وغير معترف بها. ولذلك، فإنها غير شرعية. ولا تقيم الصين علاقات رسمية مع الفاتيكان. ولا تعترف الكنيسة الكاثوليكية الرسمية في الصين بقيادة البابا لها. يمكن أن يؤدي إظهار الإخلاص للبابا إلى صعوبات جدية. وتوضح ذلك قضية ماه داكين، ففي عام 2014 نصبته الكنيسة الرسمية كأسقف في شانغهاي، واعترف الفاتيكان أيضاً به. وعندما أعلن الأسقف انشقاقه عن الكنيسة الحكومية، فُرضت الإقامة الجبرية عليه. فمن يتمرد، يتعرض للمضايقات، وخاصة القساوسة والأساقفة، ويشار في هذا السياق إلى الأسقف ليو غواندونغ الذي توفى مؤخرا وقد تجاوز التسعين، وكان قد قضى 30 سنة في السجن. ورغم الإفراج عنه عام 1981، إلا السلطات فرضت عليه مراقبة صارمة. ولذلك اختفى الأسقف منذ عام 1997، إذ أنه «رفض أي حل وسط مع السلطات». ويضيف أن مصير غواندونغ يشبه مصير غيره من رجال الدين المسيحي.

### الأرثوذكسية

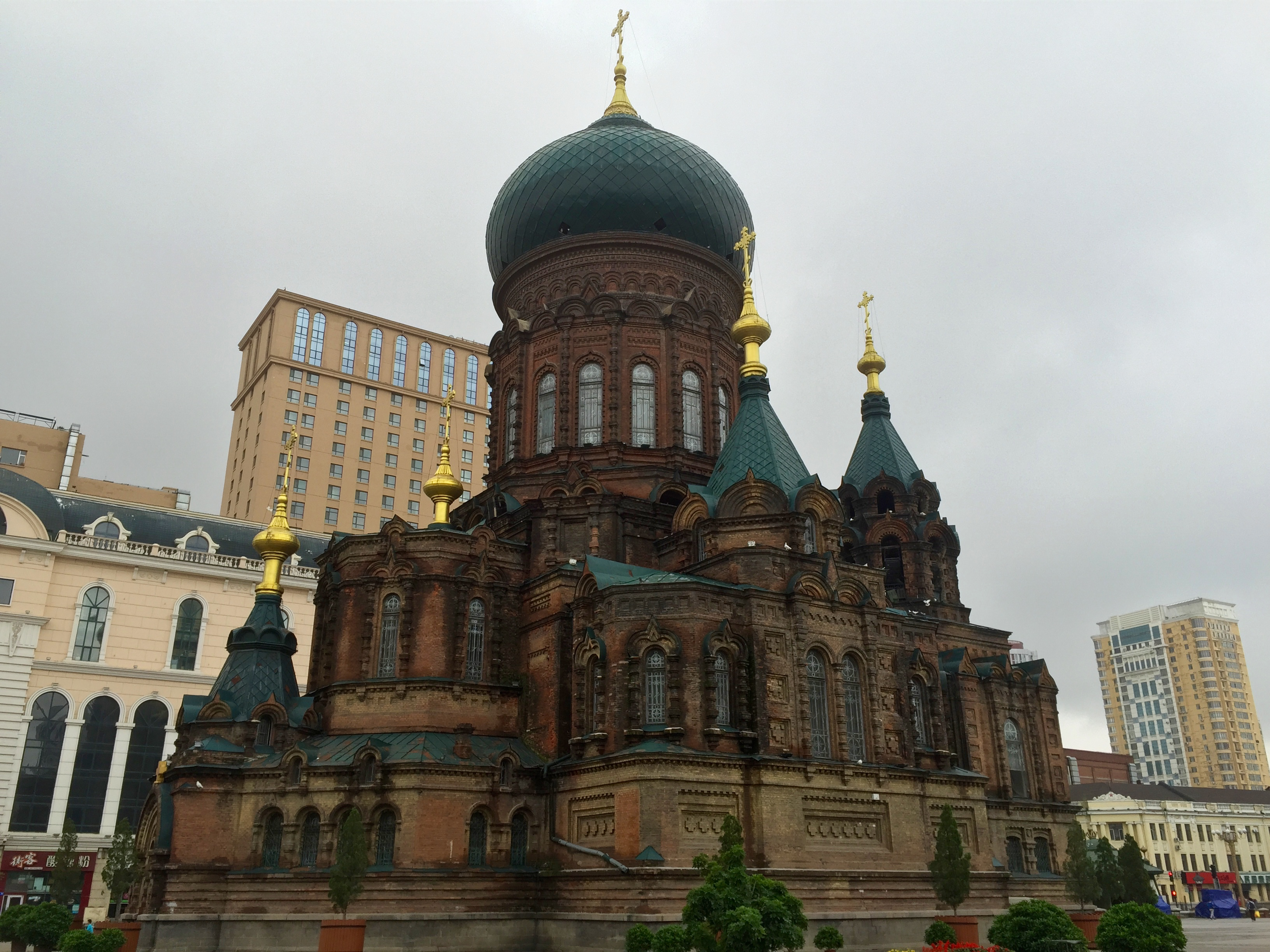
كاتدرائيَّة الحكمة المقدسة الأرثوذكسية في هاربن.

هناك عدد قليل من أتباع الكنيسة الروسية الأرثوذكسية والتي تعيش في شمال الصين، وتتركز في مدينة هاربن. وينضوي معظم الأرثوذكس تحت سلطة الكنيسة الصينية الأرثوذكسية (بالصينيَّة: 中国正教会)، هي كنيسة أرثوذكسية شرقية شبه مستقلة تابعة للكنيسة الروسية الأرثوذكسية تتمركز في الصين. بالمقابل تعمل الكنيسة الأرثوذكسية بحرية نسبياً في هونغ كونغ وتايوان، حيث انتقل العديد من المهاجرين الأرثوذكس الشرقيين من روسيا للمنطقة منذ الثورة في عام 1917.
تعترف السلطات الصينية بعدد محدد من الأديان في البلاد، كالبروتستانتية، والإسلام، والطاوية والبوذية، ولكنها ترفض الاعتراف بالكنيسة الأرثوذكسية والكاثوليكية. وهذا مايشكل عائق كبيراً للأرثوذكس من ممارسة طقوس عبادتهم بحرية هذا فضلاً عن صعوبة التبشير بإيمانهم بين الصينيين. بينما يُسمح لأتباع الكنيسة الصينية الأرثوذكسية في هونغ كونغ وتايوان بمزاولة عباداتهم بحرية كبيرة. ويقوم عدد من الصينيين الأرثوذكس بالدراسة في معاهد لاهوتية في روسيا بغرض العودة لبلادهم لخدمة كنائسهم.
تعود جذور لأول مهمة تبشيرية قام بها الروس في القرن السابع عشر، وخلال المائة والخمسين عام التالية لم ينجذب الكثير من الصينيين لاعتناق هذا المذهب، حيث يعتقد أنه عام 1860 لم يكن عدد الأرثوذكس في بكين يتجاوز 200 فرد، بما فيهم المنحدرين من أصل روسي. في النصف الثاني من القرن التاسع عشر قامت الكنيسة الأرثوذكسية بخطوات واسعة في مجال التبشير في الأراضي الصينية، حيث أرسلت للبلاد الكثير من رجال الدين والوعاظ الروس. تزامن ذلك مع ترجمة الكثير من الكتب الروحية والدينية المسيحية للغة الصينية. اندلعت في مملكة تشينغ بين عام 1899 وعام 1901 ما عرفت بثورة الملاكمين، وهي ثورة أطلق شرارتها غضب الصينيين من النفوذ الأجنبي الذي كان يتنامى في البلاد من جميع النواحي التجاريَّة والسياسيَّة والدينيَّة، مما أدى ذلك إلى هجمات عنيفة شنها الثوار ضد أتباع الديانة المسيحية ولم يستثنى من ذلك الأرثوذكس. واليوم تحتفل الكنيسة الصينية الأرثوذكسية كل عام في شهر يونيو بذكرى 222 أرثوذكسي قضوا حتفهم في تلك الثورة بحد السيف وتعتبرهم من شهداء.
بعد انتهاء الثورة عام 1902 بقي للكنيسة الأرثوذكسية الصينية 32 كنيسة وستة آلاف فرد من أتباعها. وفي عام 1917 عقب بدء الثورة البلشفية هاجر الكثير من الروس من سيبيريا خصوصاً إلى الصين بينهم كهنة ورجال دين، وساهم ذلك بزيادة تفعيل العمل التبشيري. وفي عام 1939 وصل عدد الأرثوذكس في الصين ومنشوريا إلى 200,000 شخص يقودهم خمسة أساقفة. وفي عام 1945 أصدرت الحكومة الصينية الشيوعية قراراً يقضي بطرد جميع البعثات التبشيرية الأجنبية من البلاد، وشمل ذلك القرار الكنيسة الروسية الأرثوذكسية أيضاً. فعاد قسم كبير منهم إلى روسيا وهاجر قسم آخر للولايات المتحدة وكندا. وهكذا تقلص عدد الأرثوذكس في جمهورية الصين الشعبية ليصل إلى 20,000 أرثوذكسي نصفهم فقط من الصينيين يرعاهم أسقف واحد. في عام 1949 بلغ عدد الكنائس الأرثوذكسية 106 ولكن خلال الثورة الثقافية (1966-1976) دمرت تقريباً جميع الكنائس الأرثوذكسية في البلاد. وفي منتصف الثمانينات من القرن العشرين أطلقت جهود إحياء الكنيسة الأرثوذكسية الصينية، فافتتحت كنيسة في هاربن وفي عام 1986 سُمح لعدد صغير من الصينيين والروس بالصلاة فيها.

### المسيحية الكورية

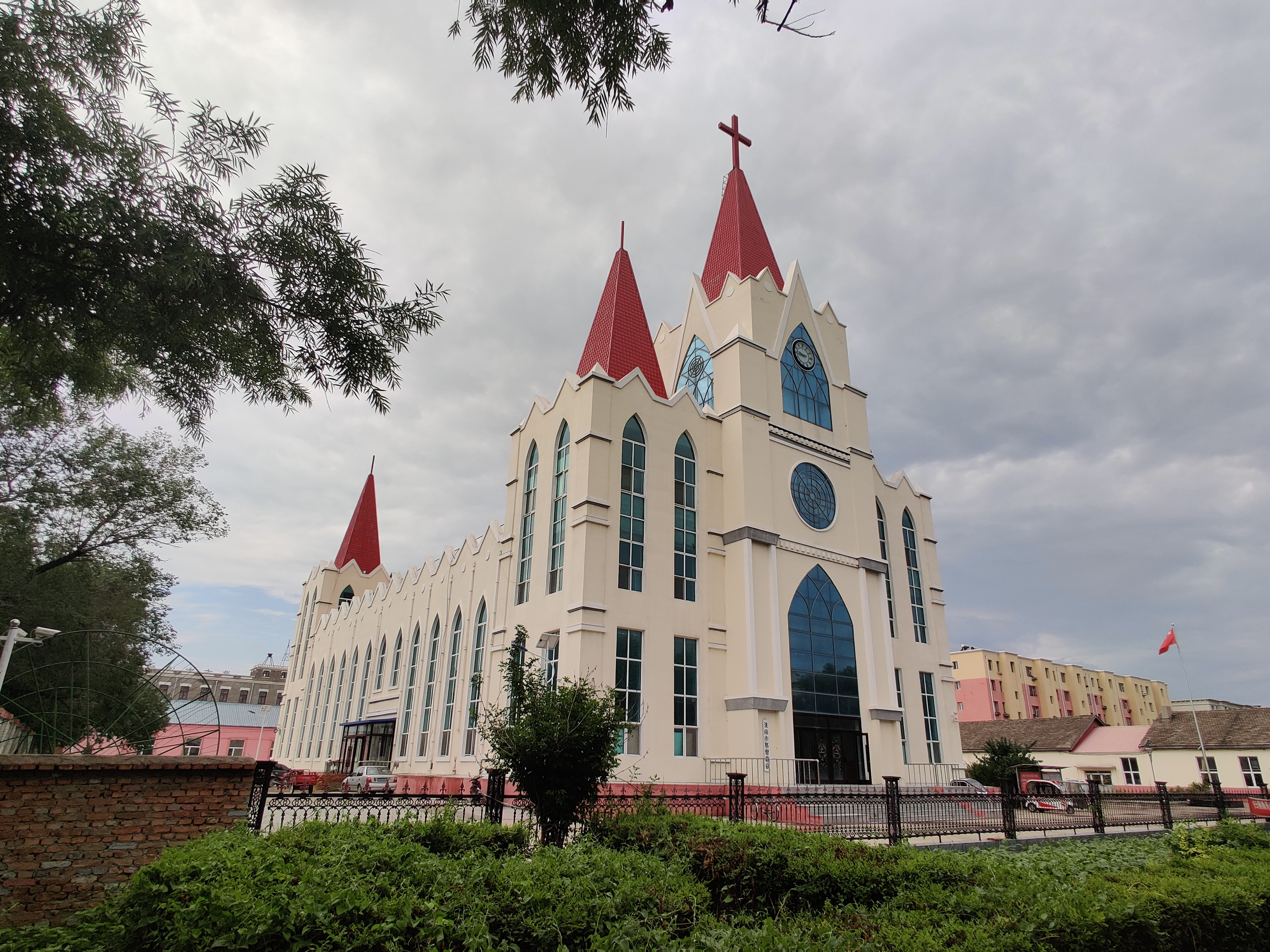
كنيسة كورية في جيلين.

أفاد علماء الدين الصينيون أن جزءًا كبيرًا من أعضاء الكنائس المنزلية أو الكنائس غير المسجلة ورعاتهم ينتمون إلى الكوريين الصينيين أو الشاوكسيان. للقساوسة الكوريين الصينيين تأثير غير متناسب على المسيحية السرية في الصين. كانت المسيحية ديانة مؤثرة بين الشعب الكوري منذ القرن التاسع عشر، وأصبحت أكبر ديانة في كوريا الجنوبية بعد الانقسام عن الشمال في عام 1945. للمسيحية أيضًا وجود قوي في محافظة يانبيان الكورية ذاتية الحكم، في جيلين.
المسيحية الكورية في يانبيان لها طابع أبوي؛ وعادةً ما يقود الكنائس الكورية رجال، على عكس الكنائس الصينية التي غالباً ما يكون لها قيادات نسائية. على سبيل المثال، من بين 28 كنيسة مسجلة في يانجي، ثلاثة منها فقط هي كنائس صينية، وجميع الكنائس الكورية لديها قس ذكر في حين أن جميع الكنائس الصينية لديها قسيسة أنثى. كما أنَّ مباني كنائس يانبيان الكورية تشبه إلى حد كبير من حيث الأسلوب الكنائس في كوريا الجنوبية، مع أبراج كبيرة تعلوها صليب أحمر كبير. كانت الكنائس والكنائس المنزلية الكورية في يانبيان في الصين موضع جدل بالنسبة للحكومة الصينية بسبب صلاتها بالكنائس في كوريا الجنوبية. تتلقى العديد من الكنائس المنزلية الكورية في الصين دعمًا ماليًا ضخماً من الكنائس في كوريا الجنوبية، وبعضها هي فروع لكنائس كوريا الجنوبية. للمبشرين الكوريين الجنوبيين تأثير كبير ليس فقط على الكنائس الكورية الصينية ولكن أيضًا على كنائس الهان الصينية في بر الصين الرئيسي.

### طوائف أخرى
في عام 2010، كشفت كنيسة يسوع المسيح لقديسي الأيام الأخيرة في الصين عن جهودها الجارية للتفاوض مع السلطات لتنظيم أنشطتها في البلاد. كان للكنيسة أعضاء من المغتربين يصلون في الصين لعقود قليلة قبل ذلك، لكن مع قيود شديدة. في 31 مارس من عام 2020، خلال مؤتمرها العام، أعلنت الكنيسة عن نيتها بناء معبد في شنغهاي «كدار اجتماعات متواضعة متعددة الأغراض».
يوجد في الصين أيضًا مجموعة متنوعة من الطوائف المسيحية القائمة على التعاليم الكتابية التي تعتبرها الحكومة «تعاليم غير تقليدية» (بالصينية: 邪教) أو البدع، وهي تعمل بشكل أساسي في شكل مشابه «للكنائس المنزلية»، منها كنيسة الله العظيم.
بحسب «مسح الحياة الروحية الصينية» نشرتها جامعة بيردو عام 2010، قال حوالي 40 مليون صيني إنهم يؤمنون بيسوع أو أنهم حضروا اجتماعات مسيحية، لكنهم لم يعرّفوا أنفسهم بالديانة المسيحية.

## ديموغرافيا

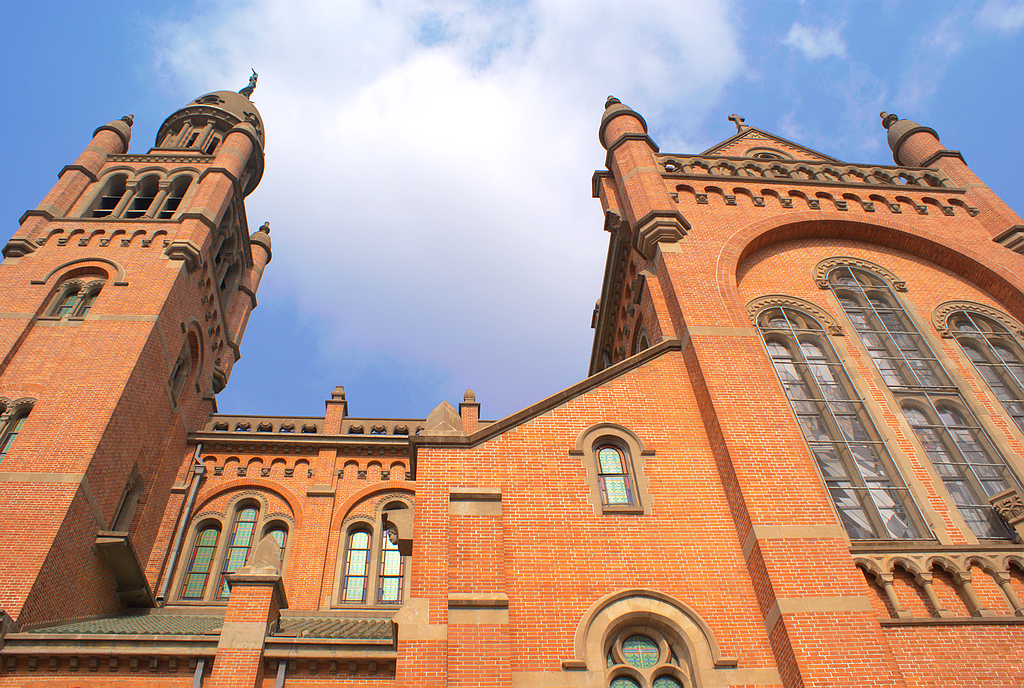
بازيليكا شي شان الوطنيَّة في مدينة شنغهاي.

في الصين القارية، تسمح الحكومة بدرجة محدودة من الحرية الدينية، لكن التسامح الرسمي يشمل فقط المؤسسات الدينية التي وافقت عليها الدولة دون دور العبادة غير الرسمية مثل المنازل الكنيسيّة. تفتقر الإحصاءات إلى عدد دقيق للمنتسبين الدينيين، ولكن هناك توافق عام في الآراء على أن الأديان وجدت طريقها من جديد إلى المجتمع على مدى السنوات العشرين الماضية. وعلى الرغم من أن عدداً العديد من العوامل تسهم في صعوبة الحصول على بيانات تجريبية عن عدد المسيحيين في الصين، إلا أنه قد أجريت سلسلة من الدراسات الاستقصائية ونشرت من قبل وكالات مختلفة. الأرقام الحكومية لا تحسب سوى عدد من الأعضاء المعمدين البالغين في الكنائس الحكومية والتي تفرض عقوبات عليها. وبالتالي فهي عموماً لا تشمل الأشخاص غير المعمدين الذين يحضرون الطقوس المسيحية، والأطفال غير البالغين من المؤمنين المسيحيين أو غيرهم من الأشخاص الذين تقل أعمارهم عن 18 عاماً، كما أنها لا تأخذ بعين الاعتبار الجماعات المسيحية غير المسجلة. وكثيراً ما يكون هناك تداخل كبير بين عضوية الهيئات المسيحية المسجلة وغير المسجلة، نظراً لأن عددا كبيراً من الأشخاص يحضرون كلاً من طقوس الكنيسة المسجلة وغير المسجلة.
وفقاً لاستطلاعات مستقلة يتراوح تعداد المسيحيين اليوم تقريباً بين 40 مليون (3%) إلى 54 مليون (4%) وإلى حوالي 68 مليون (5.1%)، وتشير أغلب التقديرات إلى كون عدد المسيحيون في الصين حوالي 70 مليون، في حين تشير التقديرات الرسمية عام 2018 بوجود أكثر من 44 مليون مسيحي، بالمقارنة 26 مليون مسيحي فقط عام 2012 بحسب التقديرات الرسمية. بينما تشير بعض المصادر بوجود ما يصل إلى 130 مليون مسيحي في الصين. تنتشر المسيحية بسرعة في الصين وخاصة الطائفة البروتستانتية. في تقرير لآسيا تايمز قالت أنّ خبراء الأديان يتوقعون أن يصبح عدد المسيحيين فيها 247 مليون نسمة عام 2025، لتصبح الصين أكبر دولة فيها مسيحيين في العالم. وقد أعلنت صحيفة رسمية نقلًا عن مؤسسة حكومية صينية أن عدد المسيحيين في الصين في ارتفاع، تشير عدد من المنظمات غير الحكومية أن عدد المسيحيين في الصين يتراوح بين 70 مليون إلى 150 مليون. يشار إلى أنه يتحول 10 آلاف صيني إلى المسيحية يوميًا، وأن عدد كنائس البيوت أو ما تعرف بكنائس الصمت في ازدياد.

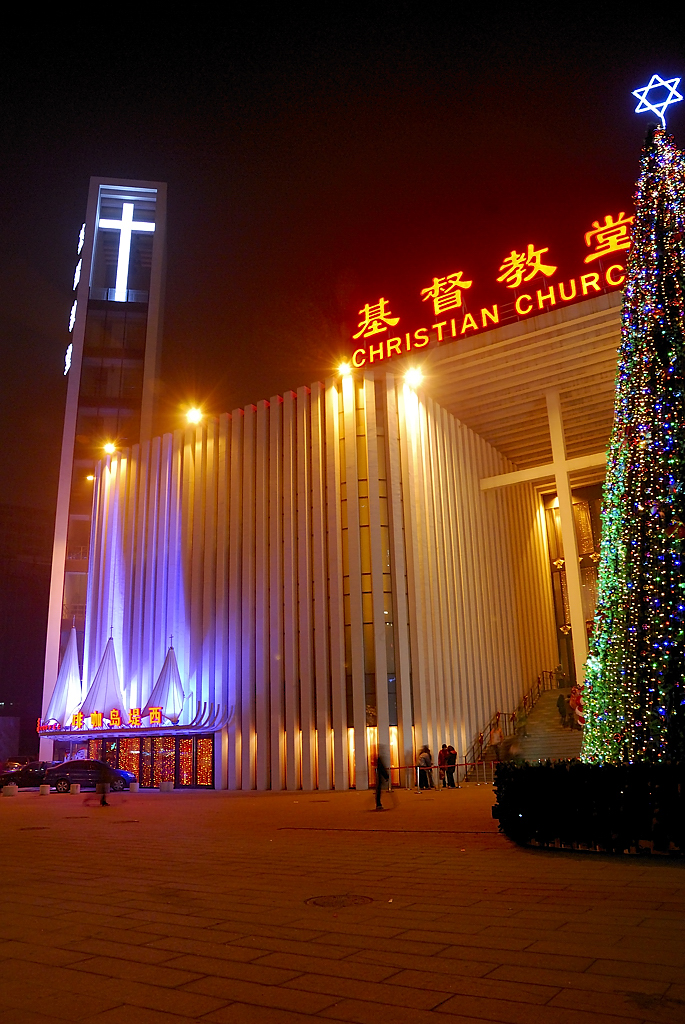
كنيسة هايديان المسيحيَّة.

تقول تقارير أن المسيحية أسرع الأديان انتشارًا في الصين بمتوسط سنوي يبلغ 7%. وأشار تقرير لبي بي سي عام 2016 أنه وفقاً لبعض التقديرات، هناك عدد أكبر من المسيحيين في الصين بالمقارنة مع أعضاء الحزب الشيوعي، وأن أعداد المسيحيين قد تصل إلى 100 مليون شخص في جميع أنحاء الصين. يتوقع أحد التقارير أن تصل أعداد السكان المسيحيين في الصين إلى أكثر من 400 مليون شخص بحلول عام 2040، الأمر الذي سيجعل الصين أكبر دولة فيها مسيحيين على الأرض. وذكر تقرير في صحيفة ديلي تلغراف إلى ازدياد أعداد المسيحيين في الصين الشيوعية بشكل مطرد وأنه بحلول عام 2030 قد تصل أعداد المسيحيين الصينيين إلى 247 مليون. وبحسب إحصائية لجامعة شيان جياوتونغ الصينية كان 30% من المتحولين إلى المسيحية من فئة الشباب. وبحسب مصدر يتحول بين 60,000 إلى 70,000 صيني سنوياً إلى المذهب الكاثوليكي. وأظهرت دراسة للحياة الدينية لطلاب الجامعات في بكين نشرت في مجلة الأكاديمية الصينية للعلوم والإلحاد في عام 2013 أن هناك نمو سريع للمسيحية بين طلاب الجامعات.
وفقاً لمصدر يتعمد في كل عام حوالي 500,000 صيني في الكنيسة البروتستانتية. ووفقًا للبروفسور والباحث نغانغ يانغ، الأستاذ في علم الاجتماع في جامعة بوردو «كانت المسيحية البروتستانتية الديانة الأسرع نمواً في الصين»، ويشير شي ليان، الأستاذ في العلوم المسيحية في جامعة ديوك «في حقبة ما بعد ماو تسي تونغ، كان هناك بالفعل نمو هائل في أعداد المسيحيين، وخاصةً البروتستانت». وبحسب هوانغ جيان بو، عالم الأنثروبولوجيا في جامعة رنمين في بكين، إن العمال المهاجرين في الصين ينجذبون أيضاً إلى المسيحية وينضمون إلى الكنائس المنزلية في كثير من الأحيان، وبحسب تقرير للجزيرة تتراوح التقديرات الحالية لأعداد المسيحيين من 80 مليون إلى 130 مليون مسيحي نشط، بما في ذلك أعضاء ما يسمى الكنائس المنزلية.
يوجد خلاف حول دقة تقديرات بعض المصادر لأعداد المسيحيين، حيث وفقا لكريس وايت الباحث في التاريخ الصيني، في دراسة عام 2017 لمعهد ماكس بلانك لدراسة التنوع الديني والعرقي، فقد انتقد البيانات حول عدد المسيحيين التي يطرحها الكتاب الغربيون. ويلاحظ أن هؤلاء الكتاب يسيطر عليهم «انحياز غربي إنجيلي» ينعكس في التغطية التي تحملها وسائل الإعلام الشعبية، خاصة في الولايات المتحدة، والتي تعتمد على معاملة المسيحيين الصينيين بـ«رومانسية كبيرة». ووفقاً لكريس وايت تكون البيانات في الغالب لا أساس لها أو تم التلاعب بها من خلال تفسيرات مبالغة، حيث يقول إن «نتائج الاستطلاعات حول الأعداد لا تدعم تأكيدات الكتاب». وأيضاً وفقا لجيردا فيلاندر الباحثة في الدراسات الصينية سنة 2013، فإن العدد الحقيقي للمسيحيين في الصين هو حوالي 30 مليون. وانتقد أيضا الكاتب كريستوفر مارش سنة 2011 المبالغة في تقديرات أعداد المسيحيين في الصين، وكذلك الكاتب والموسيقي دافيد فيرغسون في 2015 في صحيفة الشعب اليومية، حيث انتقد التقديرات حول عدد المسيحيين في الصين. وقد أوضح الباحث التبشيري توني لامبرت أن التقديرات التي تتحدث عن «مائة مليون مسيحي صيني» كان يتم تداولها بالفعل من قبل وسائل الإعلام المسيحية الأمريكية منذ 1983، وقد تم المبالغة فيها أكثر، من خلال سلسلة من الاقتباسات الخاطئة، في العقد الأول من القرن الحادي والعشرين.

### العضوية الرسمية
- الحركة الوطنية الذاتية وهي الكنيسة البروتستانتية المسجلة: في عام 2012 ضمت حوالي 20 مليون عضو.[126]
- الرابطة الكاثوليكية الوطنية الصينية: في عام 2012 ضمت حوالي 6 ملايين عضو.[126]

### استقصاءات مستقلة
- وفقاً لثلاثة استطلاعات حول الأديان في الصين أجريت في عام 2005 وعام 2006 وعام 2007 من قِبل مجموعة أفق للاستشارات البحثية على عينة من المدن والضواحي بشكل غير متناسب، وجدت أن المسيحيين يشكلون ما بين 2% وبين 4% من مجموع السكان.[132]
- تم إجراء مسحين في عام 2007 لحساب عدد المسيحيين في الصين. نشر المسح الأول من قِبل المبشر البروتستانتي ويرنر بوركلين، مؤسس «الشريك الصيني» وهي منظمة مسيحية دولية، إلى جانب فريقه المكون من 7,409 باحث في كل محافظة وبلدية الصين. أجري الاستطلاع الآخر من قبل ليو تشونغ يو من جامعة شرق الصين العادية بشانغهاي. أجريت الاستطلاعات بشكل مستقل وعلى طول فترات زمنية مختلفة، لكنها وصلت إلى نفس النتائج.[133][134] وفقاً للتحليلات، كان هناك حوالي 54 مليون مسيحي في الصين (4% من مجموع السكان)، منهم 39 مليون بروتستانتي وحوالي 14 مليون كاثوليكي.[134]
- تظهر دراسة لأكاديمية الصينية للعلوم الاجتماعية بين 2008-2009 أن جزءاً كبيراً من البروتستانت في البر الرئيسي للصين هم من المتحولين دينياً، حيث قال 44.4% من البروتستانت الذين تمت مقابلتهم في هذه الدراسة أنهم قد اعتنقوا المسيحية بين سن 35 وسن 54، وعلى الرغم من تشكيك مركز بيو في دقة البيانات وأنها ترى أن الرقم مرتفع، إلا أنها تشير إلى وجود قدر ملحوظ من التحول الديني للبروتستانتية. وتشير الدراسة أن من الأسباب الرئيسية في نمو في أعداد البروتستانت في الصين بسبب التحول الديني لها، وليس من المحتمل أن يكون النمو السكاني الطبيعي سبباً محتملاً للنمو المسيحي نظراً لعدم وجود دليل على أن المسيحيين الصينيين أكثر إنجاباً من باقي السكان.[135]
- وفقاً لمسح حول الأديان والذي أجري في عام 2008 من قبل يو تاو من جامعة أكسفورد مع طاقم أشرف عليها مركز السياسة الزراعية الصينية وجامعة بكين، وتم تحليل سكان الريف من ست مقاطعات وهي جيانغسو، وسيتشوان، وشنشي، وجيلين، وخبي وفوجيان، والتي تمثل مناطق جغرافية واقتصادية مختلفة في الصين، وجدت أن المسيحيين يشكلون حوالي 4% من مجمل السكان، منهم 3.54% من البروتستانت وحوالي 0.49% من أتباع الكنيسة الكاثوليكية.[136]
- وفقاً لمسح الأسرة الذي أجرته الأكاديمية الصينية للعلوم الاجتماعية وجدت أن البلاد تضم حوالي 23 مليون بروتستانتي يتوزعون بين كنائس مستقلة ومسجلة رسمياً.[126]
- وفقاً ليانغ بلغ النمو السنوي للمسيحيين في الصين حوالي 7% بين عام 1949 وعام 2010، وتوقع الباحث في الأديان من جامعة بوردو يانغ فينغانج، أن تكون الصين موطناً لأكبر عدد من المسيحيين في العالم، مع 247 مليون مسيحي بحلول عام 2030. وبحسب مصدر يعد الإسلام والمسيحية الديانات الأسرع نمواً في الصين، خصوصاً بين الشباب.[137]
- قدرّت «مسح الحياة الروحية الصينية» أعداد المسيحيين عام 2010 بحوالي 33 مليون مسيحي أي حوالي 2% من مجموع السكان، منهم 30 مليون بروتستانتي وثلاثة ملايين كاثوليكي.[138]
- وفقاً لمسح أجرته دراسة بايلور التجريبية للقيم في الصين وجدت أنه في عام 2011 كان حوالي 2.5% من سكان الصين يعرفون أنفسهم بأنهم مسيحيون؛ وبحسب المسح تراوحت أعداد المسيحيين بين 30 مليون إلى 40 مليون شخص.[139]
- وجد مسح أجراه معهد دراسات الأسرة الصينية (كفبس) عام 2012 أنَّ المسيحيين يُشكلون 2.4% من السكان الهان الصينين، أي بين 30 مليون وبين 40 مليون شخص.[140] وشكَّل البروتستانت حوالي 1.9% وفي حين شكل الكاثوليك حوالي 0.4%.[140]
- وجدت الدراسات الاستقصائية عن الدين في الصين التي أجريت في عام 2006 وعام 2008 وعام 2010 وعام 2011 وهي دراسات أجريت من الدراسة الاستقصائية الاجتماعية العامة الصينية من جامعة الرنمين أن حوالي 2.1%، وحوالي 2.2%، 2.1% وحوالي 2.6% من إجمالي السكان على التوالي لكل سنة، قاموا بتعريف أنفسهم كمسيحيين.[141]
- وفقا لدراسة سنة 2014 (نشرت 2017) من China Family Panel Studies على عينة بلغت 13,857 عائلة و31,665 فرد (وشملت المسيحيين في الكنائس غير المسجلة)، بلغت نسبة المسيحيين نحو 2.53% من السكان في الصين، وتعد الدراسة أحد أدق الدراسات حتى الآن.[142]
- وفقاً لدليل أكسفورد للتحويل الديني تكسب المسيحية في الصين سنوياً حوالي 3.8 مليون شخص بسبب عوامل مثل الولادة والتحول الديني والهجرة، في حين تفقد سنوياً 1.3 مليون شخص بسبب عوامل مثل الوفاة والارتداد الديني والهجر. ويولد حوالي 1.5 مليون طفل مسيحي صيني بالمقارنة مع وفاة 817 ألف مسيحي، ويعتنق المسيحية سنوياً حوالي 2.3 مليون شخص في آسيا في حين يرتد حوالي 347 ألف شخص عن المسيحية سنوياً. ويهاجر 150 ألف مسيحي سنوياً من الصين.[21]

### التقديرات
- قدر منتدى بيو للدين والحياة العامة عام 2010 أعداد المسيحيين الصينيين بحوالي 67 مليون،[143] منهم 35 مليون بروتستانتي مستقل، وحوالي 23 مليون بروتستانتي منضوين في الكنائس الرسمية، وحوالي 9 ملايين كاثوليكي، وحوالي 20,000 من المسيحيين الأرثوذكس.[126]
- في عام 2012 قال ليو بنغ، وهو باحث في الأكاديمية الصينية للعلوم الاجتماعية، والذي يعتبره منتدى بيو خبير حكومي رائد في الكنائس غير المسجلة، لصحيفة جلوبال تايمز: «من الصعب أن نقول بالضبط كم عدد المسيحيين في الصين، أعتقد أن هناك 50 مليون مسيحي. يأتون من طبقات مختلفة من المجتمع ونصفهم يحضرون الكنائس المنزلية».[144]
- في عام 2014 خلال مؤتمر للذكرى الستين للتأسيس الكنيسة البروتستانتية الرسمية قال الباحثون أن الصين تضم بين 23 مليون إلى 40 مليون بروتستانتي، أي بين 1.7% إلى 2.9% من مجموع السكان.[145] كل عام يتم تعميد حوالي 500,000 شخص حسب المذهب البروتستانتي.[128]
- وفقاً لتقرير مجلس العلاقات الخارجية نما عدد البروتستانت الصينيين بمعدل 10% سنوياً منذ عام 1979. وحسب بعض التقديرات، فإن الصين في طريقها إلى أن تحوي على أكبر عدد من السكان المسيحيين في العالم بحلول عام 2030. ووفقاً لتقديرات بوردو يانغ إذا تم الحفاظ على معدلات نمو «متواضعة»، يمكن للصين أن تضم إلى 160 مليون مسيحي بحلول عام 2025 وحوالي 247 مليون بحلول عام 2032، ويمكن أن يعزى الكثير من التناقض بين أرقام الحكومة الرسمية في الصين وتقديرات الخبراء إلى عدم اعتراف حكومة بكين بالمسيحيين، حيث أنَّ المشاركة في النشاط الديني خارج المنظمات الدينية التي تقرها الدولة.[146]
- وفقا لمركز بيو، من المتوقع أن يبلغ عدد المسيحيين في الصين نحو 70 مليون و800 ألف شخص بحلول 2050، وأن يمثلوا نحو 5.4% من إجمالي السكان، بارتفاع طفيف من نسبة 5.1% في 2010،[147] وتشير دراسة مركز بيو إلى أنها اتخذت سيناريو نمو متواضع بسبب عدم وجود مصادر كافية لقياس أنماط التحول الديني عبر الصين، وعلى الرغم من ذلك فإنها تذكر أن النمو المحتمل السريع للغاية للمسيحية في الصين يمكن أن يؤدي إلى الحفاظ على الميزة العددية الحالية للمسيحية كأكبر دين في العالم، ويمكن أن يسرع بشكل كبير من الانخفاض المتوقع بحلول عام 2050 في نسبة غير المنتمين للأديان في العالم، حيث تشير تقارير وسائل الإعلام وتقييمات الخبراء عمومًا إلى أن التأثيرات الرئيسية لوضع الدين في الصين هي ارتفاع أعداد المسيحيين وانخفاض أعداد الأشخاص غير المنتسبين دينياً.[148]

### حسب السنوات
| الطائفة        | 2006 | 2008 | 2010 | 2011 | المعدل |
| -------------- | ---- | ---- | ---- | ---- | ------ |
| كاثوليك        | 0.3% | 0.1% | 0.2% | 0.4% | 0.3%   |
| بروتستانت      | 1.8% | 2.1% | 1.9% | 2.2% | 2.0%   |
| مجمل المسيحيين | 2.1% | 2.2% | 2.1% | 2.6% | 2.3%   |

### الأوضاع الاجتماعية-الاقتصادية
| الجماعة الدينية         | النسبة الدينية (%) | نسبة الذكور (%) | متوسط العمر (بالسنوات) | نسب الأسر المعيشية الزراعية (%) | نسبة الأقليات العرقية (%) | نسبة المتزوجين (%) | نسبة أعضاء الحزب الشيوعي (%) | التعليم (بالسنوات) | دخل الأسرة السنوي (يوان) |
| ----------------------- | ------------------ | --------------- | ---------------------- | ------------------------------- | ------------------------- | ------------------ | ---------------------------- | ------------------ | ------------------------ |
| الديانة الشعبية الصينية | 31.09              | 64.8            | 46.46                  | 96.4                            | 1.1                       | 94.6               | 9.8                          | 5.94               | 29.772                   |
| البوذية                 | 10.85              | 54.4            | 49.44                  | 95.8                            | 0.0                       | 92.1               | 9.8                          | 5.88               | 38.911                   |
| البروتستانتية           | 3.54               | 47.7            | 49.66                  | 89.2                            | 4.6                       | 96.9               | 4.6                          | 5.83               | 24.168                   |
| الطاوية                 | 0.71               | 64.3            | 50.50                  | 92.9                            | 0.0                       | 100                | 21.4                         | 6.29               | 30.630                   |
| الكاثوليكية             | 0.39               | 66.7            | 46.33                  | 91.7                            | 8.3                       | 91.7               | 8.3                          | 7.50               | 46.010                   |
| متوسط المتدينين         | 46.59              | 61.6            | 49.45                  | 96.2                            | 1.2                       | 93.8               | 9.6                          | 5.94               | 30.816                   |
| اللادينية               | 53.41              | 64.6            | 50.62                  | 96.3                            | 5.5                       | 93.3               | 15.0                         | 6.40               | 26.448                   |

### الانتشار حسب المقاطعات

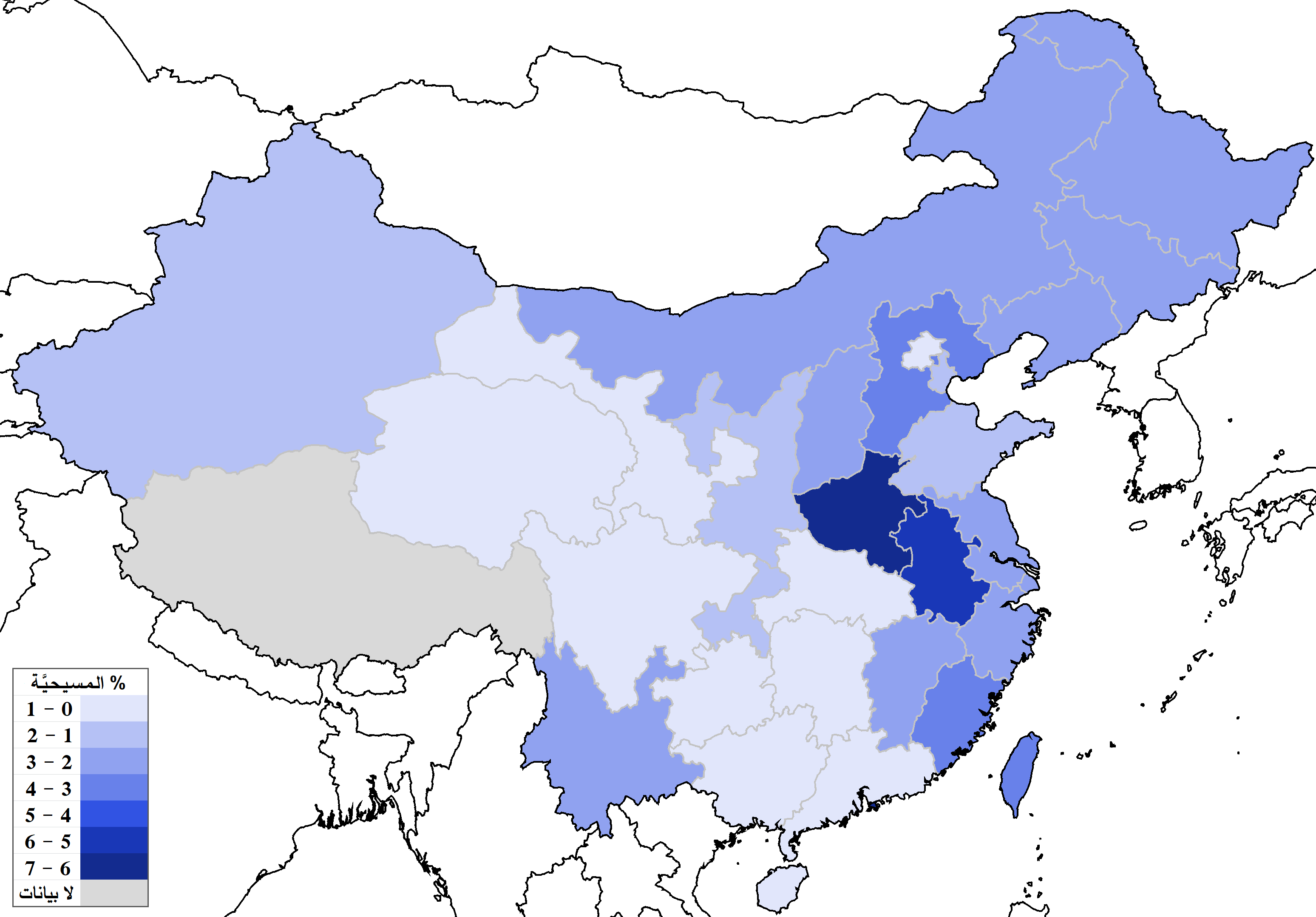
توزُّع المسيحيين في الصين خِلال عقد 2010، بحسب الإقليم، استنادًا إلى إحصائيَّات هيئة الإحصاء الاجتماعيَّة العُمُوميَّة، ودراسة فريق الدراسات العائليَّة الصينيَّة في بعض الأقاليم سنة 2012.

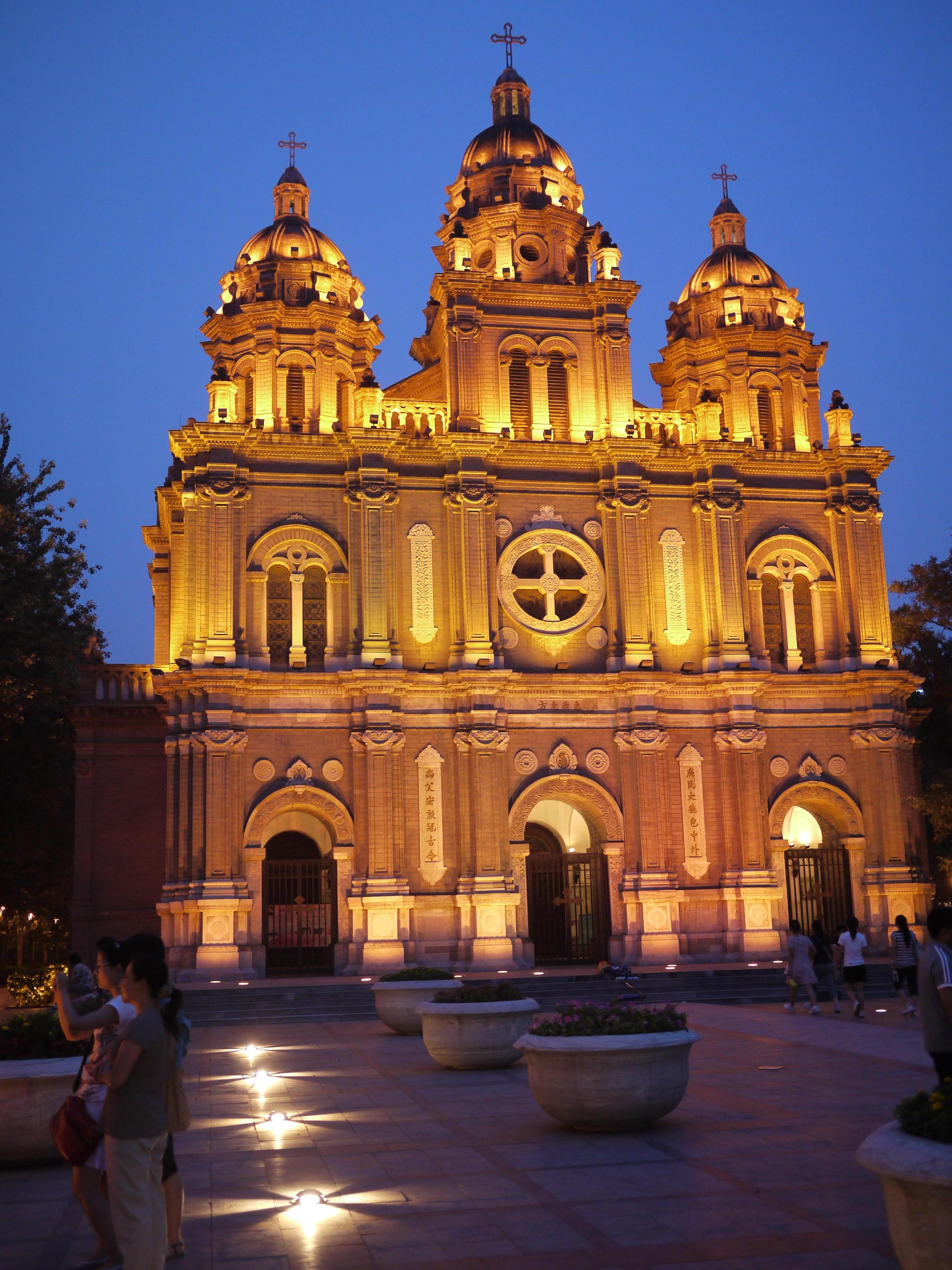
كاتدرائيَّة القديس يوسف في مدينة بكين.

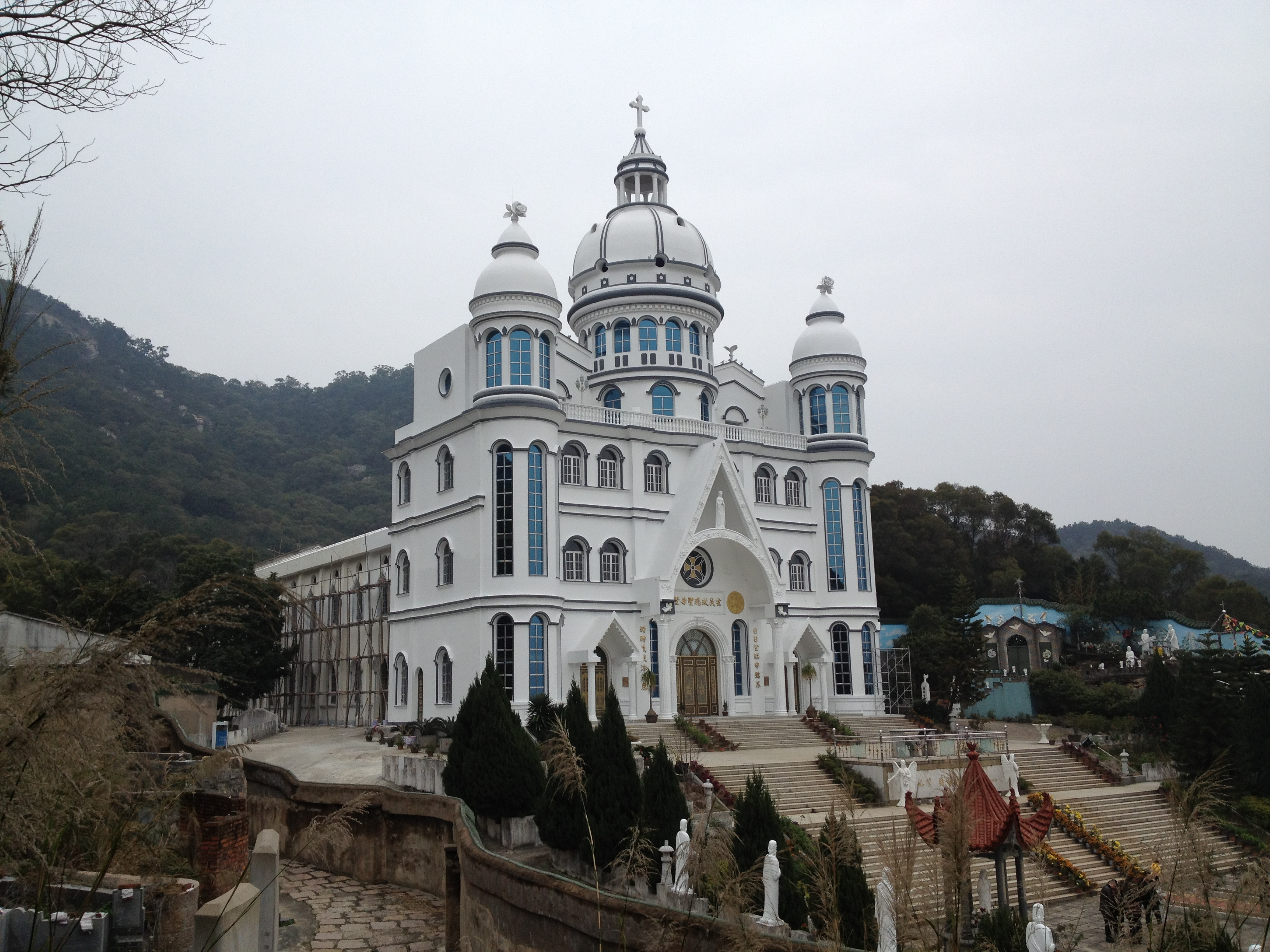
كاتدرائيَّة الورديَّة في مدينة فوزهو.

| المحافظة         | البروتستانت | الكاثوليك | مجمل المسيحيين |
| ---------------- | ----------- | --------- | -------------- |
| آنهوي            | -           | -         | 5.3%           |
| بكين             | -           | -         | 0.78%          |
| تشونغتشينغ       | -           | -         | 1.0%           |
| تشيجيانغ         | -           | -         | 2.6%           |
| تشينغهاي         | -           | -         | 0.7%           |
| تيانجين          | -           | -         | 1.5%           |
| جيانغسو          | -           | -         | 2.6%           |
| جيانغشي          | -           | -         | 2.3%           |
| خنان             | 5.6%        | 0.5%      | 6.1%           |
| خوبي             | -           | -         | 0.5%           |
| خونان            | -           | -         | 0.7%           |
| سنجان            | -           | -         | 1.0%           |
| شانغهاي          | 1.9%        | 0.7%      | 2.6%           |
| شانشي            | -           | -         | 2.1%           |
| شاندونغ          | -           | -         | 1.2%           |
| شنشي             | -           | -         | 1.5%           |
| سيتشوان          | -           | -         | 0.8%           |
| غوانغدونغ        | 0.8%        | 0.2%      | 1.0%           |
| فوجيان           | -           | -         | 3.5%           |
| قانسو            | 0.4%        | 0.1%      | 0.5%           |
| قوانغشي          | -           | -         | 0.2%           |
| قويتشو           | -           | -         | 3.0%           |
| لياونينغ         | 2.1%        | 0.1%      | 2.2%           |
| هيلونغجيانغ      | -           | -         | 2.1%           |
| ماكاو            | 2.0%        | 7.0%      | 9.0%           |
| منغوليا الداخلية | -           | -         | 2.0%           |
| نينغشيا          | -           | -         | 1.1%           |
| هونغ كونغ        | 6.5%        | 5.1%      | 11.6%          |
| يونان            | -           | -         | 1.3%           |

#### الأكها
لقد كان المبشرون المسيحيين نشيطين بين شعب الأكها، خاصةً منذ منتصف القرن العشرين. ويعيش بعض مسيحيي شعب الأكها في قرى مسيحية منفصلة تدعمها أموال تبشيرية.

#### بكين

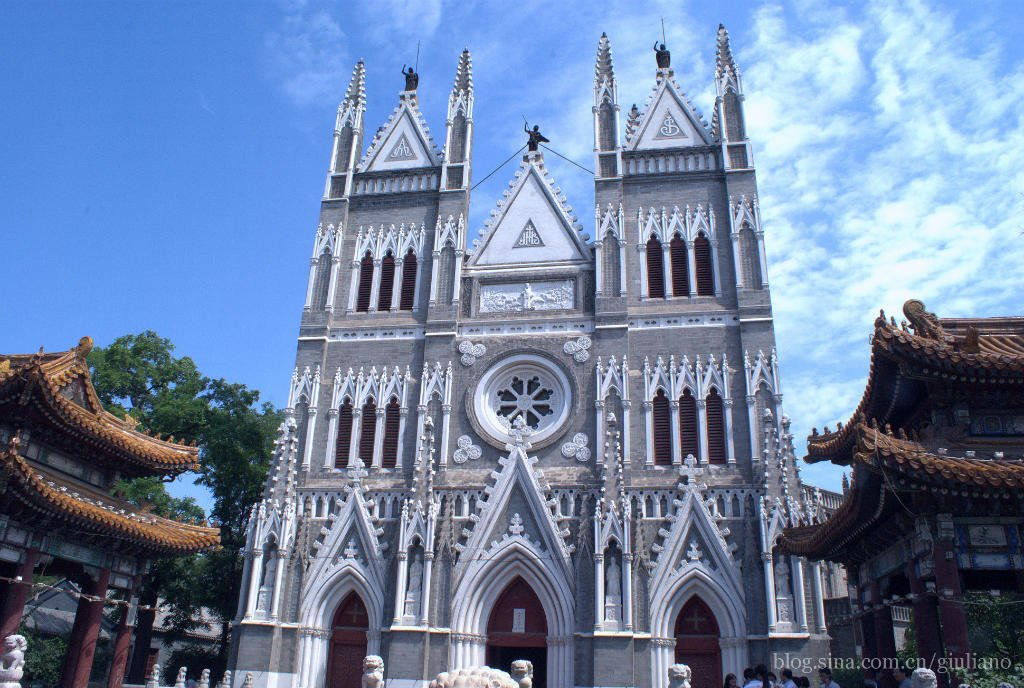
كاتدرائية المخلص في بكين.

وفقا للمسح الاجتماعي العام الصيني لعام 2009، يُشكل المسيحيون حوالي 0.78% من مجمل سكان مدينة بكين. في عام 1289 وصل المُبشر الفرنسيسكاني جون مونتكورفينو إلى بكين كمبشر فرنسيسكاني بأمر من البابا. بعد اجتماعه وتلقيه الدعم من قوبلاي خان في عام 1293، بنيت أول كنيسة كاثوليكية في بكين في عام 1305. وتأسست الكنائس البروتستانتية الأولى في بكين على يد المبشرين البريطانيين والأمريكيين في النصف الثاني من القرن التاسع عشر. كما فتح المبشرون البروتستانت شبكة من المدارس والجامعات والمستشفيات، والتي أصبحت لاحقاً مؤسسات مدنية مهمة. تم تدمير معظم الكنائس البروتستانتيَّة في بكين خلال ثورة الملاكمين، والتي أُعيد بناؤها بعد ذلك. في عام 1958 أعيد تنظيم الكنائس البروتستانتية البالغ تعدادها 64 كنيسة لتشرف عليها الدولة من خلال الحركة الوطنية الذاتية. وضمت بكين تاريخياً على عدد كبير من المسيحيين الروس الأرثوذكس، وقدم الأرثوذكس إلى بكين مع السجناء الروس خلال نزاعات الحدود في القرن السابع عشر. وفي عام 1956 عاد فيكتور أسقف بكين إلى الاتحاد السوفياتي، واستولت السفارة السوفيتية على الكاتدرائية القديمة وقامت بهدمها. في عام 2007 أعادت السفارة الروسية بناء كنيسة جديدة في حديقتها لخدمة المسيحيين الروس الأرثوذكس في بكين.

#### التبت

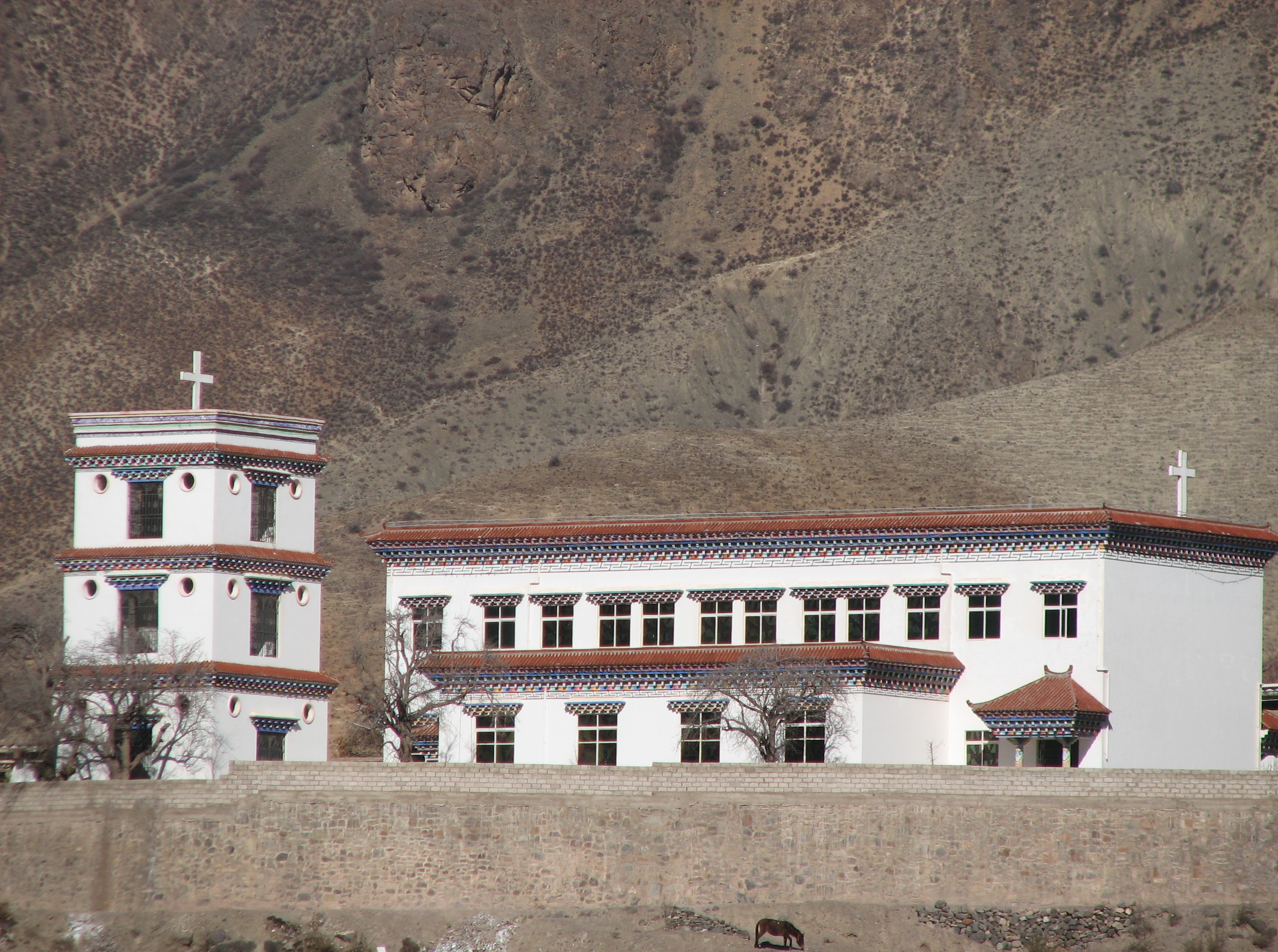
كنيسة كاثوليكيَّة في قرية يركالو في قامدو، منطقة التبت ذاتية الحكم.

انتشرت العديد من المستوطنات التجارية السريانية النسطوريّة على طريق الحرير التجاري حيث كانت هذه البؤر السكانية أولى مراكز المسيحية في آسيا. ومن غير المستبعد أن أعدادًا من المسيحيين وصلوا إلى الصين في الفترة التي سبقت سلالة تانغ (618-907). ومن المعروف أن نشاط رهبان كنيسة المشرق في الصين والتبت يعود للقرن السادس الميلادي. وازدهرت في التبت بشكل كبير فانتشرت الكنائس على الطريق الواصلة بين لهاسا وكاشغر. كما أصبحت مملكة تانغوت شرق التيبت مركزًا لبطريرك الصين. في عام 1716 وصل تجار مسيحيين شرقيين من الأرمن والروس إلى لاسا.
وصلت أولى البعثات الرومانية الكاثوليكية إلى التبت من خلال الرهبان اليسوعيين والفرنسيسكان الذين قدموا من أوروبا في القرن السابع عشر والقرن الثامن عشر. من أهم المبشرين البرتغاليين كان الأب اليسوعي أنطونيو دي أندرادي ومانويل ماركيز الذين وصلوا إلى غرب التبت في عام 1624 وقد تم الترحيب بهم من قبل العائلة المالكة حيث سمح لهم ببناء كنيسة في وقت لاحق. في عام 1627، كان هناك حوالي مائة من السكان المحليين قد أعتنقوا للمسيحية. وفي وقت لاحق، أُدخلت المسيحية إلى مدن شتى في أرجاء مملكة تسانغ، وكان قد رحب حاكم مملكة تسانغ بالمبشرين وسمح للراهب أندرادي بإنشاء دير لليسوعيين في شيغاتسي في عام 1626. تبعه الأب اليسوعي إيبوليتو بين عام 1716 وعام 1721، والذي اكتسب معرفة عميقة في الثقافة واللغة التبتية والبوذية. في القرن السابع عشر أُستخدمت المسيحيَّة من قبل بعض الملوك التبتيين من أجل إضعاف تأثير طائفة القبعة الصفراء غيلوغ البوذية التبتية حتى عام 1745، عندما تم طرد جميع المبشرين بعد إصرار اللاما على طردهم.
سمحت حكومة سلالة تشينغ الحاكمة للمبشرين المسيحيين بالدخول إلى التبت والتبشير بها، من أجل إضعاف قوة اللامات البوذية التبتية، والذين رفضوا إعلان الولاء للصينيين. شعر اللامات التبتيين بالقلق من المبشرين الكاثوليك الذين قاموا بتحويل أعداد من السكان الأصليين إلى الرومانيَّة الكاثوليكيَّة. خلال تمرد التبت عام 1905، قادت طائفة القبعة الصفراء غيلوغ البوذية التبتية تمردًا تبتيًا، خلال التمرد قام الرهبان البوذيين التبتيين بقيادة اللاما بالهجوم وتعذيب وقتل المسؤولين الصينيين والمبشرين المسيحيين الغربيين والمتحولين المسيحيين التبتيين.
على الرغم أن التبشير أصبح مهمة غير قانونية في الصين منذ عام 1949، ولكن اعتبارًا من عام 2013 كانت هناك عودة نشطة للبعثات التبشيرية المسيحية. وبحسب تقديرات تعود إلى عام 2012 كان حوالي 0.02% من سكان منطقة التبت ذاتية الحكم من المسيحيين، ويعيشون بشكل أساسي في المناطق الشرقيَّة من التبت. ويُقدَّر الباحثون أعداد الكاثوليك من العرقيَّة التبتيَّة بحوالي 700 شخص، يتعبدون في كنيسة كاثوليكيَّة تقع في مجتمع يانجينغ الكاثوليكي التقليدي في شرق المنطقة.

#### خنان

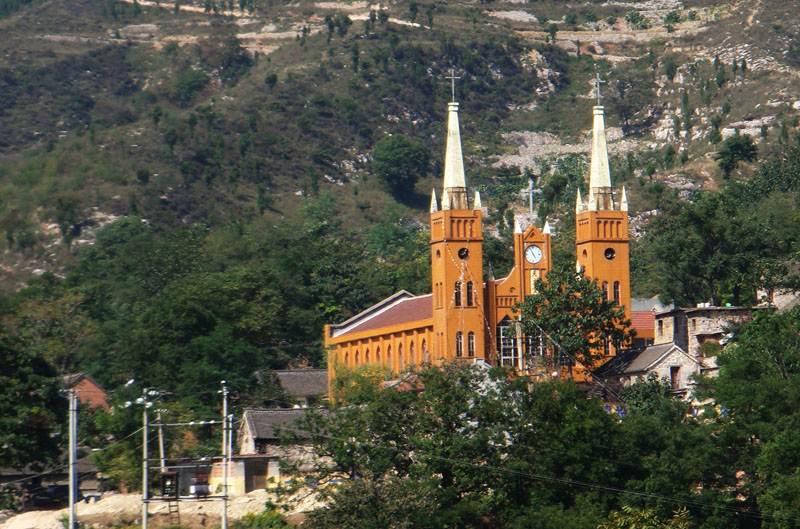
كنيسة كاثوليكيَّة في الريف في مقاطعة خنان.

مقاطعة خنان هي أكبر المقطعات من حيث تعداد السكان في الصين، وتضم المقاطعة الصينية على واحدة من أكبر التجمعات المسيحية في شرق آسيا. ولدى خنان أيضًا أكبر عدد من السكان المسيحيين في الصين من حيث العدد والنسبة بالمقارنة مع أي مقاطعة أخرى في الصين، واعتباراً من عام 2012 قدرت نسبة المسيحيين بحوالي 6.1% من السكان أي ما يقارب 7 ملايين مسيحي، في حين أفاد استطلاع يعود إلى عام 2009 أن نسبة المسيحيين هي حوالي 9.3% من مجمل السكان. ويُعتقد أن هناك عدة ملايين من المسيحيين في خنان، معظمهم يحضرون الكنائس المنزليَّة الصينية. ولدى خنان واحدة من أكبر المجتمعات البروتستانتيَّة في البلاد، ويعيش العديد من البروتستانت في خنان في المناطق الريفية.
في 6 أغسطس من عام 2004 تم إلقاء القبض على مائة من أعضاء الكنيسة المنزلية في خنان. خلال ثورة الملاكمين قُتل أعداد من المسيحيين في خنان. وتأسست بعثة خنان للكنيسة المشيخية في عام 1888. هناك تواجد لأتباع الكنائس السرية في المقاطعة، ويتعرض المسيحيين في المقاطعة للإضطهاد المُمنهج، وتم اعتقال الأسقف لي هونجي في لويانغ في عام 2001. ويوجد في المقاطعة مدرسة خنان للكتاب المقدس.

#### سنجان

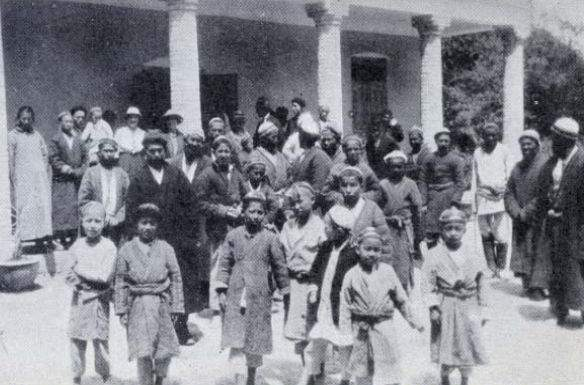
صورة تاريخية من عام 1933 لمسيحيين من الأويغور في كاشغر.

وفقاً للمسح الاجتماعي العام الصيني في عام 2009، فإنَّ المسيحية هي دين 1% من سكان منطقة سنجان، والتي يهمين عليها الإسلام وشعب الأويغور. وصلت كنيسة المشرق المعروفة باسم الكنيسة النسطورية، إلى آسيا الوسطى ومنغوليا والصين بحلول القرن السابع الميلادي. ومن المعروف أن قبيلة القرايين ونايمان كانت مسيحيَّة في الغالب من القرن الحادي عشر وحتى عهد جنكيز خان.
في أواخر القرن التاسع عشر وأوائل القرن العشرين، كانت هناك ظاهرة ملحوظة لتحول الأويغور المسلمين إلى المسيحية، لكن تم قمع هذه الظاهرة من قبل عملاء حكومة جمهورية تركستان الشرقية الأولى. وفي أواخر القرن التاسع عشر بُنيت شبكة من المدارس التبشيرية المسيحية في المنطقة. وضمت المنطقة على أعداد من المسلمين الأويغوريين الذين اعتنقوا المسيحية على يد المبشرين السويديين، وتعرض هولاء لعقوبة السجن والإعدام وبعد رفضهم التخلي عن دينهم المسيحي، وكان هابيل أبرز من أُعدم من المتحولين الأويغور في عام 1933. ونفت جمهورية تركستان الشرقية الأولى المُبشرين السويديين وتعرض المسلمين المتحولين إلى المسيحية للتعذيب، والذين كانوا في الغالب من القرغيز والأويغور. وكان هناك حالات لقطع رؤوس وإعدام للمسلمين الذين تحولوا إلى المسيحية على أيدي أتباع الأمير عبد الله بوغرا. وطردت جمهورية تركستان الشرقية الأولى الإسلامية المُبشرين السويديين قسراً وتبنت أيديولوجية تركية مسلمة رسمياً. وكان معاداة المسيحية من مبادئ لجنة الثورة الوطنية، وهو حزب أويغوري تركي قومي في الفترة ما بين عام 1932 إلى عام 1934.

#### شمال شرق الصين

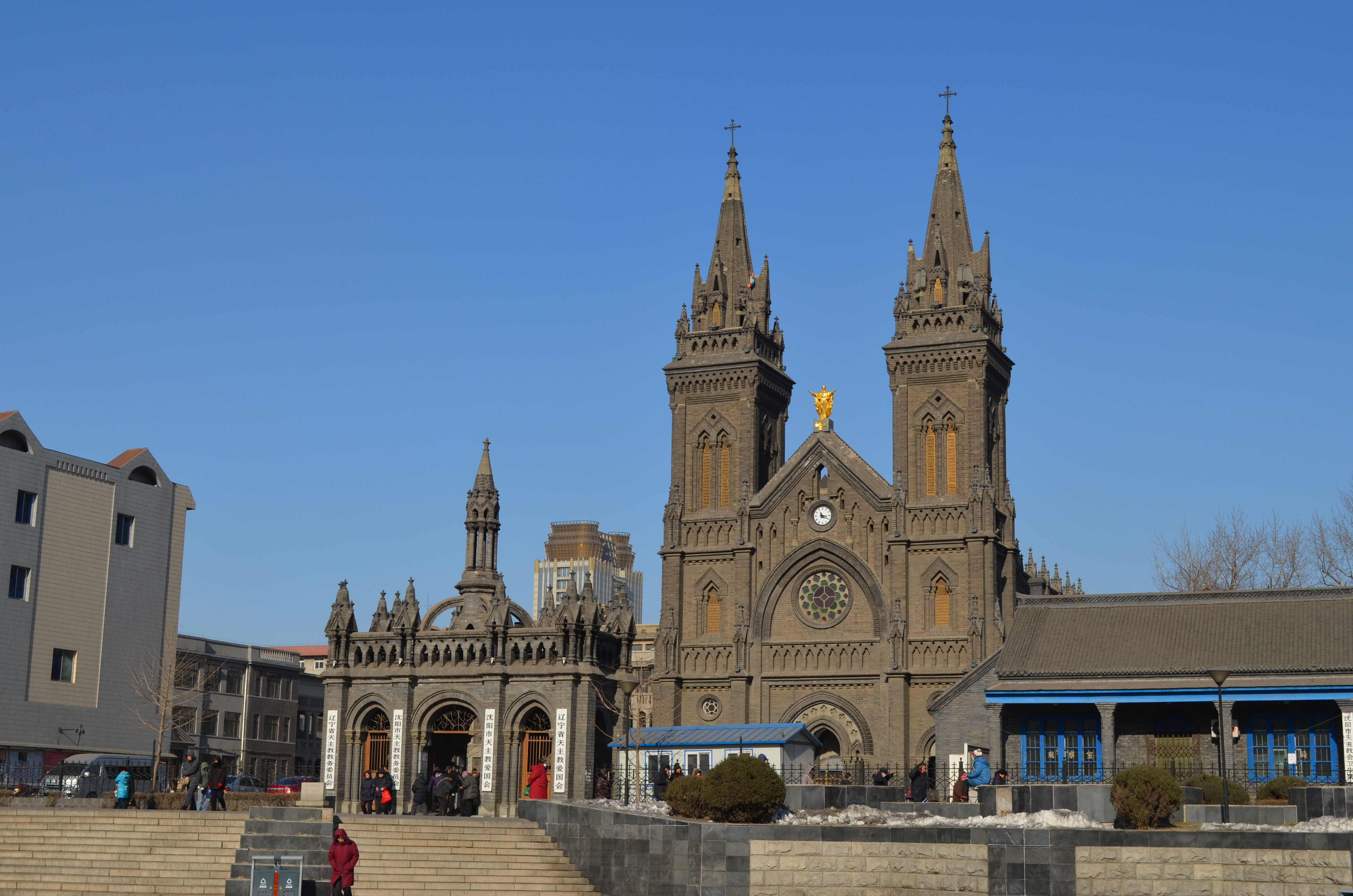
كنيسة القلب الأقدس في شنيانغ.

وفقاً للمسح الاجتماعي العام الصيني في عام 2009، فإنَّ المسيحية هي دين 2.15% من سكان منطقة شمال شرق الصين. ويُقال أن المسيحيين الكوريين يُشكلون فئة ملحوظة من الطائفة المسيحية المحليَّة. وتتمتع المسيحية بحضور قوي في محافظة يانبيان الكورية المستقلة ذاتياً، في جيلين. ولدى الطائفة المسيحيَّة الكوريَّة في يانبيان ميزة أبويَّة. حيث عادةً ما تُقاد الكنائس الكورية من قبل الرجال، وذلك على عكس الكنائس الصينيَّة التي غالباً ما تكون القيادة فيها نسائيَّة. على سبيل المثال، من بين 28 كنيسة مسجلة في يانجي، ثلاث منها فقط هي تجمعات صينية، ويقود جميع الكنائس الكورية قساوسة من الرجال بينما جميع الكنائس الصينية تقاد من قبل القساوسة الإناث.
علاوة على ذلك، تتبع مباني الكنائس الكورية أسلوبًا شبيهًا جدًا بالكنائس الكورية الجنوبية، والتي تتضمن أبراج كبيرة يعلوها صليب أحمر كبير. وكانت كنائس يانبيان الكوريَّة موضوع مُثار للجدل مع الحكومة الصينية بسبب صلتها بالكنائس الكورية الجنوبية. كانت هناك غارات على العديد من الكنائس المنزلية في جيلين في عام 2005، وتم القبض على 600 شخص على الأقل. ويوجد بالمقاطعة مئات الآلاف من البروتستانت. ويتجاوز عدد البروتستانت بالتأكيد عدد الكاثوليك.

#### شنغهاي

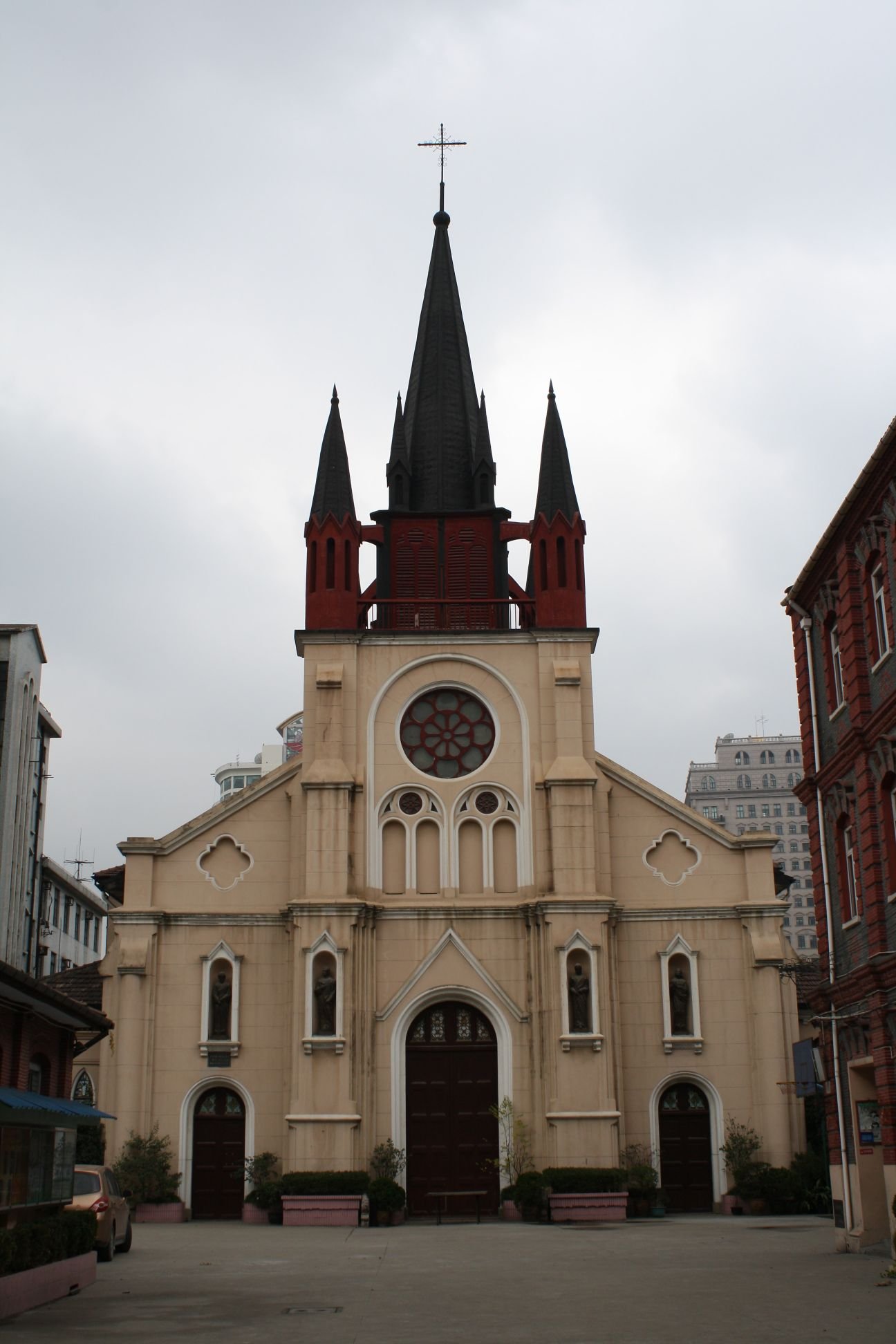
كنيسة القديس يوسف في شنغهاي.

بحسب تقديرات تعود إلى عام 2003 تضم شنغهاي على أعلى نسبة من السكان الكاثوليك بالمقارنة مع أي مقاطعة في البر الرئيسي للصين. ووفقًا لإستطلاع عام 2012 ينتمي حوالي 13.1% فقط من سكان المدينة إلى الأديان المنظمة، وبحسب الإستطلاع حوالي 2.6% من سكان المدينة هم من المسيحيين. ويشكل البروتستانت نسبة 1.9% من السكان ويُشكل الكاثوليك نسبة 0.7% من السكان. وصلت الكاثوليكية إلى شنغهاي في عام 1608 بواسطة المبشر الإيطالي لازارو كاتانيو. وبسبب جهود اليسوعيين المشتركة أصبحت هانغتشو وشنغهاي مركز للنشاط التبشيري في أواخر عهد سلالة مينغ الحاكمة. وشارك المبشرين اليسوعيين في نشر العلوم والرياضيات الغربية في المدينة. وتأسست نيابة شانغهاي الرسولية في عام 1933، والتي تم رفعها لاحقاً إلى مقام أبرشية شنغهاي في عام 1946. وتشمل المواقع الكاثوليكية البارزة كاتدرائية القديس أغناطيوس في زوجياهوي، وهي أكبر كنيسة كاثوليكية في المدينة، وكنيسة القديس فرنسيس كسفاريوس، وبازيليكا شي شان. وتشمل الأشكال الأخرى للمسيحية العاملة في شنغهاي كل من الأقليّات الأرثوذكسية الشرقية، ومنذ عام 1996 ظهرت الكنائس المسيحية البروتستانتية المُسجلة رسميًا.

#### شيان
أول نشاط تبشيري مسيحي مُسجل في شيان كان عن طريق ألوبين السرياني، والذي وصل إلى شيان في عام 635 من خلال نشاطه التجاري على طريق الحرير، ومن المعروف أن نشاط رهبان كنيسة المشرق في الصين يعود للقرن السادس الميلادي، حيث يعزى إليهم جلب دودة القز إلى الغرب حوالي عام 552. ويعود أول أثر لهم في البلاط الإمبراطوري إلى عهد الإمبراطور تايتسونغ حين استقبل الراهب ألوفين الذي شرع في ترجمة كتب دينية مسيحية إلى الصينية عام 635. قام الإمبراطور لاحقًا بسن قانون يسمح بنشر المسيحية في الصين، فبني دير في العاصمة الصينية شيان عام 638. وتصف المسلة النسطورية التي تؤرخ دخول المسيحية إلى الصين لعام 635، وجود مجتمعات مسيحية في العديد من المدن في شمال الصين. وكانت شيان في السابق مركز تبشيري هام للمبشرين المعمدانيين القادمين من إنجلترا، وقام المبشرين المعمدانيين بإدارة مستشفى.

#### منغوليا الداخلية
وفقًا لتجيلينغ هالبيرتسما، اعتاد المسيحيون على العيش في منغوليا الداخلية قبل عام 1206. وكانت كنيسة المشرق ديناً مهماً بين المُغُول في ذروة انتشارها، وتضم منغوليا الداخلية بقايا أثرية تعود إلى المجتمعات المسيحية القديمة. وأُعيد تقديمها في الصين، بعد أن اختفت بين الصينيين الهان، على يد المُغُول أنفسهم، عندما قاموا بغزو البلاد في القرن الثالث عشر مع تأسيس مملكة يوان. وصلت البروتستانتية إلى المنطقة في القرن التاسع عشر، حيث تجاهل المبشرين البروتستانت سياسة سلالة تشينغ الحاكمة والتي منعتهم من دخول منغوليا الداخلية ومنشوريا، ودخل المبشرون المسيحيون إلى جانب العدد المتزايد للمستوطنين الصينيين الهان، المنطقة. وبسبب ثورة دونغان (1895-1896)، كانت لدى قرية شياو كيووبان الصينيَّة والكاثوليكيَّة الواقعة في غرب الصين إجراءات دفاعية فرضها الكهنة البلجيكيين المسؤولين. وقُتل المبشرين خلال ثورة الملاكمين في عام 1900. وفقاً للمسح الاجتماعي العام للصين لعام 2009، يوجد 494,126 مسيحياً في منغوليا الداخلية منهم، أي ما يعادل 2% من إجمالي عدد السكان. ومعظم المسيحيين من المنطقة هم من الصينيين الهان. وتعد منغوليا الداخلية من المناطق الصينية التي تشهد نمو سريع للبروتستانتية.

#### ماكاو

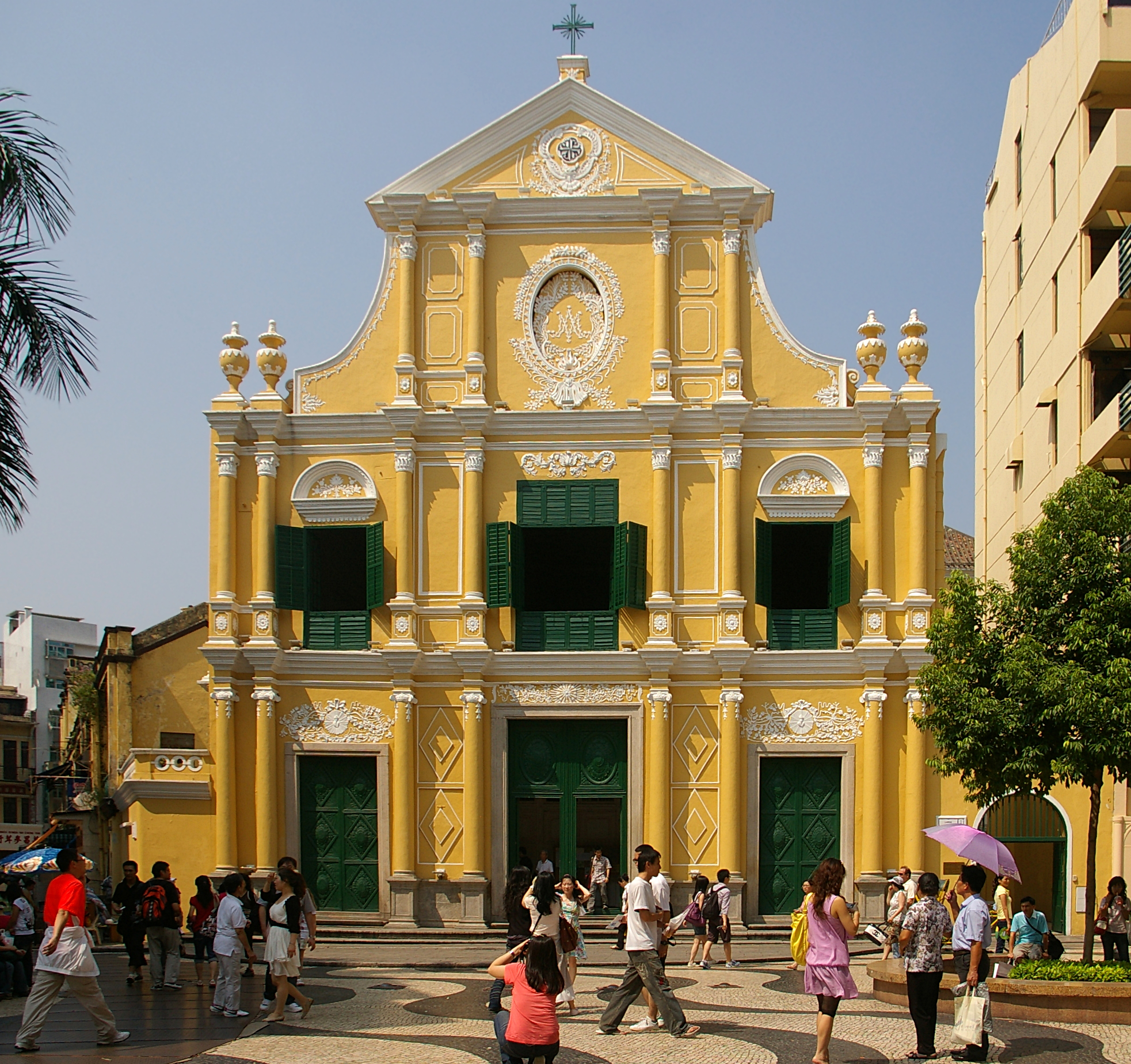
كنيسة القديس دومنيك في ماكاو، أنشأت الكنيسة على يد الرهبانية الدومينيكانية وهي أقدم الكنائس في ماكاو.

تشكل المسيحية في ماكاو رابع أكثر المعتقدات الدينيَّة انتشاراً بعد الديانة الشعبية الصينية والبوذية واللادينية، وهي إرث دائم من السيطرة الاستعماريَّة البرتغاليَّة، وجزء مهم من النسيج الاجتماعي والثقافي في ماكاو. ويُشّكل المسيحيون وفقاً لتقديرات مركز بيو للأبحاث عام 2010 حوالي 7.2% من مجموع سكان ماكاو، منهم في ما يُقارب 5.3% من الكاثوليك وحوالي 1.7% من البروتستانت. بالإضافة إلى كونها مركزاً تجارياً مهماً، كانت ماكاو مركزاً لنشاط الإرساليات الكاثوليكية، حيث كان يُنظر إليها على أنها بوابة لتحويل أعداد كبيرة من السكان في الصين واليابان. كانت المسيحية واحدة من أكثر الديانات تأثيرًا في المدينة، حيث ارتبطت الكنيسة الكاثوليكية خلال الحكم الاستعماري البرتعالي في ماكاو بالطبقة الحاكمة، وحظيت بامتيازات اجتماعية وسياسيَّة من عام 1557 إلى عام 1999.
جعل اختلاط الثقافات الصينية والبرتغالية لأكثر من أربعة قرون، من الثقافة المسيحية في ماكاو ذات نفوذ ثقافي هام يتمثل بمجموعة من الأعياد والاحتفالات والمطبخ  والأحداث فضلًا عن المؤسسات التعليميّة والأكاديميّة والصحيّة. في عام 2014 درس 35,000 طالب في المدارس الكاثوليكية. كما تقوم الكنيسة الكاثوليكية في فبراير من كل عام بعدد من المناسك والسعي بين كنيسة دي سانتو أوجستينو وكتدرائية دا سي. كما تحافظ ماكاو على عدد من المباني المسيحيّة التراثية. ففي 15 يوليو 2005 قام اليونسكو باعتبار المركز التاريخي في ماكاو أحد مواقع التراث العالمي، حيث يحتوي المركز على حوالي 25 صرح تاريخي وساحة عامة منها العديد من الكنائس والمؤسسات المسيحيّة التاريخيّة. وتحتفل الحكومة بعيد الميلاد وعيد الحبل بلا دنس وعيد ميلاد بوذا كعطلات رسميَّة.
في عام 1594 تأسست الجامعة الكاثوليكيَّة كلية القديس بولس في ماكاو (بالبرتغاليَّة: Colégio de São Paulo) من قبل الرهبان اليسوعيين لخدمة البرتغاليين تحت معاهدة بادرودو. وهي تعتبر الجامعة الغربيَّة الأولى في شرق آسيا. ومُوّلَت كلية القديس بولس في ماكاو من قبل اليساندرو فالينانو في عام 1594 وذلك عن طريق رفع مستوى مدرسة مادري دي ديوس السابقة، والتي كانت وقفًا لإعداد المبشرين اليسوعيين الذين كانوا يسافرون للشرق. وجاء برنامجها الأكاديمي لتشمل التخصصات الأساسية مثل اللاهوت والفلسفة والرياضيات والجغرافيا وعلم الفلك واللاتينية والبرتغالية والصينية، وضمت الكليَّة أيضًا مدرسة في الموسيقى والفنون. كان للكلية تأثير كبير على تعلم اللغات والثقافة الشرقية، ودرَّس فيها أول علماء الصينيات الغربيين أمثال ماتيو ريتشي، ويوهان آدم شال فون بيل وفرديناند فيربيست، وهم من بين أبرز علماء الصينيات في ذلك الوقت. وكانت الكلية قاعدة للمبشرين اليسوعيين المسافرين إلى الصين واليابان وشرق آسيا، وتطورت مع اختلاط التجارة بين ماكاو وناغازاكي حتى عام 1645.

#### هونغ كونغ

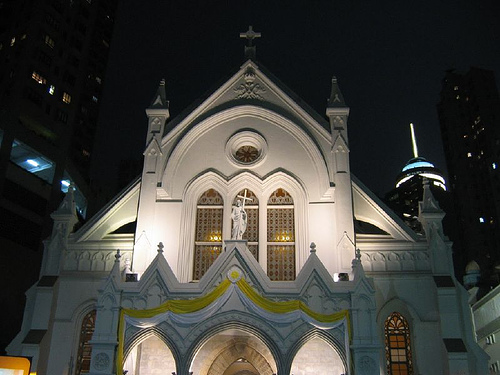
كاتدرائية الحبل بلا دنس الكاثوليكيَّة في هونغ كونغ.

في عام 2010 ضمت هونغ كونغ حوالي 833,000 مسيحيٍّ يشكلون 11.7% من السكان، أغلبهم من البروتستانت وبعضهم من الرومان الكاثوليك، كما ثمة القليل من الأقليات كأتباع كنيسة يسوع المسيح لقديسي الأيام الأخيرة وشهود يهوه.
يعود تواجد المسيحية في هونغ كونغ إلى عام 1841، وكانت المسيحية واحدة من أكثر الديانات تأثيرًا في هونغ كونغ، وذلك بسبب خضوع هونغ كونغ تحت حكم التاج البريطاني من عام 1841 إلى عام 1997، حيث كانت المسيحية الديانة الرئيسيَّة للمملكة المتحدة. وقد أعطيت للمسيحيَّة، وخاصَة للكنيسة الأنجليكانية، امتيازًا خاصًا من قبل الحكومة الإستعمارية البريطانية. وعندما أعيدت ملكيَّتها أخيرًا إلى الصّين، أصبح يربط الحزب الشيوعي الصيني المسيحيَّة بقيم غربية تخريبية، وأغلقت العديد من الكنائس والمدارس المسيحية. ومنذ عام 2010 بدأت الحكومة الصينيَّة بالحد من تنظيم المسيحيين في هونغ كونغ لكنائسهم في الصين القاريَّة. وقد منع المسؤولون الصينيون سكان البر الرئيسى من حضور بعض المؤتمرات الدينية في هونغ كونغ، وتمت زيادة الرقابة على برامج البر الرئيسي التي يديرها قساوسة هونغ كونغ. وتضم الكنائس المسيحية على عدد من المدارس والجامعات ودور الأيتام والفنادق والمستشفيات والمراكز الطبيَّة والصحف المسيحية.
يتم تصوير المسيحيين في هونغ كونغ كمجتمع ورع وكأثرياء ومتعلمين نسبياً، ويظهر التأثير المسيحي التعليمي والاجتماعي من خلال لإحصاء جامعة هونغ كونغ، اعتبارًا من العام الدراسي 2010/2011 كان ما يقرب من 24.3% من طلاب الجامعات في هونغ كونغ من المسيحيين، على الرغم من أن المسيحيين يشكلون 10% من مجمل السكان، وتتضمن النسبة 21.4% بروتستانت وحوالي 2.9% كاثوليك، كما وجدت الإحصائية أن طلاب الجامعات هم أكثر عرضة ب 2.5 مرة أن يكونوا مسيحيين. وتشير التقارير المختلفة إلى انخراط العديد من المسيحيين كمشاركين وقادة خلال احتجاجات هونغ كونغ في عام 2014، أبرزهم جوشوا وونغ وهو مؤسس اتحاد هونغ كونغ للطلبة، ومسيحي إنجيلي قال أنَّ إيمانه المسيحي كان دافع لقيادته للإتحاد. كما أن اثنين من الزعماء حركة احتلوا المركز، وهي مجموعة أخرى دعمت الاحتجاجات، كانوا من المسيحيين. وكانت إحدى دوافع الحركة للانخراط في الاحتجاجات هو عدم الثقة في معاملة المسيحيين من قِبل الحكومة الصينيَّة. وهم ينظرون إلى الديمقراطية كدفاع ضد سيطرة الحكومة. انقسمت الطوائف المسيحية في دعمها أو معارضتها للاحتجاجات، فقد دعمت الكنيسة الميثودية علنًا المتظاهرين، وبالمقابل شجعَّت الكنيسة الأنجليكانية أعضائها على البقاء بعيدًا عن الاحتجاجات. وقد أقام المتظاهرون كنيسة مسيحية مؤقتة في منطقة مونغ كوك. وقد دُمرت الكنيسة عندما قامت الشرطة بتطهير المنطقة. وأعاد المتظاهرون بنائها في اليوم التالي.

#### ونجو

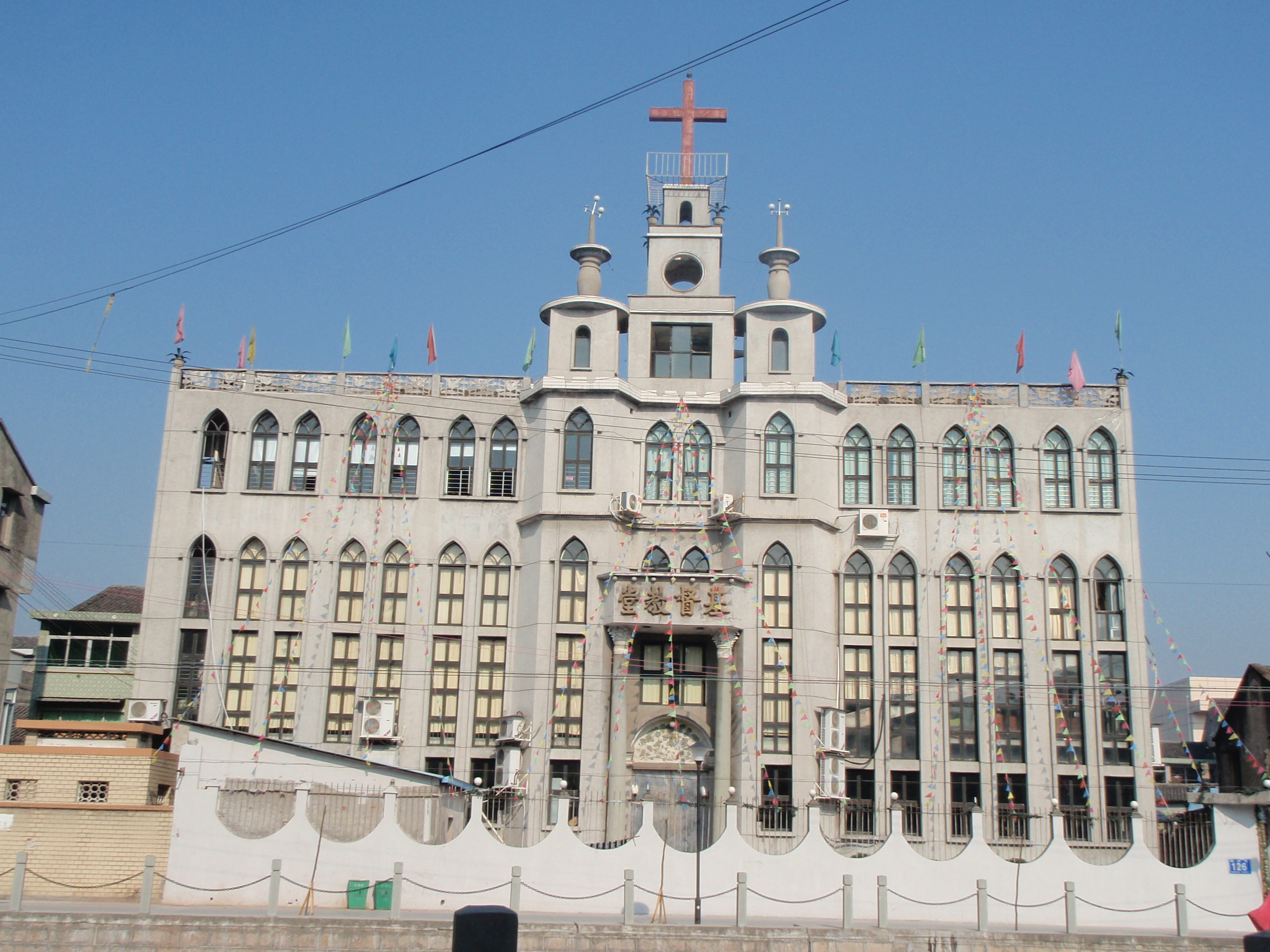
كنيسة بروتستانتيَّة في ونجو.

كانت مدينة ونجو لعدة قرون مركزاً للنشاط التبشيري المسيحي؛ وقبل عام 1949 كان المدينة موطناً لحوالي 11,5000 مسيحي، أي أكثر من عُشر مجموع المسيحيين في الصين في ذلك الوقت. ولا تزال المدينة مركزاً هاماً للمسيحية في الصين. في عام 2006 أُفيد أنَّ ما بين 15% إلى 20% من سكان المدينة كانوا مسيحيين. ووفقًا للبيانات الرسمية في عام 2012، كان تعداد المسيحيين في المدينة لا يقل عن مليون شخص أي حوالي 11% من مجمل سكان المدينة. وبسبب التركيز الكبير النسبي للمسيحيين فيها، تم إطلاق اسم «القدس الشرقية» أو «القدس الصينية» على المدينة في بعض التقارير الإعلامية.
في السنوات الأخيرة، أصبح بروز الجالية المسيحية في ونجو هدفاً لبعض الإجراءات الحكومية المثيرة للجدل. في عام 2014 ذكرت سي إن إن أنَّ سلطات الحزب الشيوعي المحلية هدمت عشرات الكنائس وأزالت قسراً أكثر من 300 صليب كنيسة. وقامت التقارير الحديثة بتحديث الأرقام لتصبح أكثر من 200 كنيسة مُدمرة وتمت إزالة 2,000 صليب. وتُنكر الحكومة الصينية أن هدم الكنائس يشكل اضطهادًا للمسيحيين، مشيرة بدلاً من ذلك إلى انتهاكات لوائح استخدام الأراضي كسبب لأفعالها. ومع ذلك فإن جماعات حقوق الإنسان ووكالات الأنباء المستقلة قد قامت بالتشكيك بهذه الإدعاءات. حيث ذكرت صحيفة نيويورك تايمز، على سبيل المثال، أنه وفقاً لوثائق الحكومة الداخلية التي حصلت عليها الصحيفة كشفت أن عمليات الهدم هذه تمثل جزءاً من إستراتيجية مدروسة لتقليص انتشار الطائفة المسيحية في المنطقة. وواجهت سياسة القمع بعض المقاومة، حيث سُجن القس المسيحي الذي احتج على إزالة الصلبان وضرب 50 مسيحي في عام 2015.

#### يونان
المسيحية هي أقلية في مقاطعة يونان الصينية؛ وتضم المقاطعة على حضور لأتباع الكنائس السريّة. وهناك أكثر من مليون بروتستانتي في المقاطعة، ويتعرض المسيحيين في مقاطعة يونان لحملات اضطهاد. وتتمتع فوجونج بأغلبية مسيحية، في حين لدى نوجيانغ أقلية مسيحية بارزة. ويوجد في مقاطعة يونان كنائس خاصة بشعب الهمونغ، وهي بنمو متزايد. الصينيين الهان هم أقلية بين المسيحيين في المقاطعة. وتضم الكنيسة الرومانية الكاثوليكية ما يقرب من 60,000 عضو في مقاطعة يونان، وتتكون العضوية في المقام الأول من مجتمعات الأقليات العرقية في يونان.

## التأثير على المجتمع

### العلوم

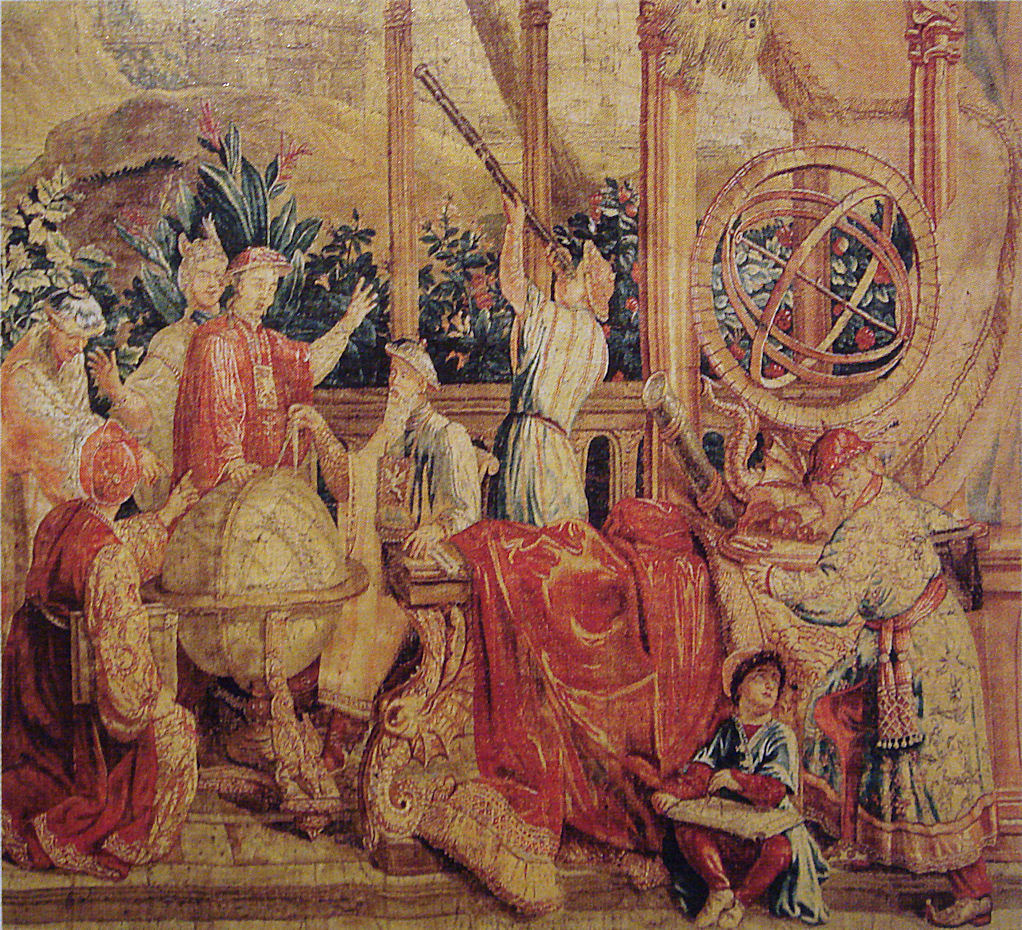
علماء فلك يسوعيين بجانب علماء صينيين.

لعبت الجهود اليسوعية التبشيرية بين القرن السادس عشر والسابع عشر دورًا هامًا في مواصلة نقل المعرفة والعلوم والثقافة بين الصين والغرب، وأثرت على الثقافة المسيحية في المجتمع الصيني اليوم. ومن أبرز الآثار التي تركها اليسوعيين كانت كان ترجمة آثار الفلسفة الصينية القديمة إلى لغات أوروبا وبالتالي عرّف اليسوعيين الشعب الصيني على العلوم الغربية والرياضيات والفلك والطب، وعرّفوا العالم الغربي على الثقافة والفلسفة الصينية.
كانت أول محاولة قام بها اليسوعيون للوصول إلى الصين في عام 1552 من قبل فرنسيس كسفاريوس، والذي كان كاهن من نافارا ومبشر وعضو مؤسس للجمعية اليسوعية. لم يصلكسفاريوس إلى البر الرئيسي، وقد وافته المنية بعد عام واحد من وصوله لجزيرة شانغشوان الصينية. بعد ثلاثة عقود، في عام 1582، بدأ اليسوعيون مرة أخرى العودة من خلال بعثات تبشيرية إلى الصين، بقيادة عدد من الشخصيات بما في ذلك الإيطالي ماتيو ريتشي، الذي قام بإدخال العلوم الغربية والرياضيات والفلك، والفنون البصرية إلى البلاط الإمبراطوري الصيني، وقام بعدد من الحوارات الفلسفيَّة مع العلماء الصينيين، وخاصًة مع ممثلي الكونفوشيوسية. وكان بعض أعضاء الوفد اليسوعي، في وقت تأثيرهم الأقصى، بعض المستشارين الأكثر قيمة وموثوقية للإمبراطور، وشغلوا مناصب مرموقة في الحكومة الإمبراطورية. كما تحول العديد من الصينيين، بمن فيهم علماء كونفوشيوسيون سابقون، إلى المسيحية وأصبحوا كهنة وأعضاء في الجمعية اليسوعية.
بذل رهبان الإرساليات اليسوعية في الصين جهدًا هامًا في العلوم خاصةً في الرياضيات والفلك والهيدروليكية والجغرافيا عن طريق ترجمة الأعمال العلمية إلى اللغة الصينية وتطويرها. وبحسب توماس وودز فاليسوعيين طوّروا مجموعة كبيرة من المعارف العلمية ومجموعة واسعة من الأدوات العقلية لفهم الكون المادي، بما في ذلك الهندسة الإقليدية التي طورت مفهوم حركة الكواكب. واعتبر خبير آخر نقلًا عن توماس وود وبريتون أن أحد أسباب بداية الثورة العلمية في الصين كانت بسبب نشاط اليسوعيين العلمي.
| المسيحية في الصين                | بذل اليسوعيين جهود لترجمة الأعمال الغربية الرياضية والفلكية في مصلحة الشعب الصيني وجذيت هذه الأعمال انتباه العلماء الصينيين لهذه العلوم. جعلوا الرصد الفلكي واسع جدًا ونفذوا أولى أعمال رسم الخرائط الحديثة في الصين. علّموا أيضًا تقدير الإنجازات العلمية لهذه الثقافة القديمة وجعلها معروفة في أوروبا. من خلال مراسلاتهم للعلماء الأوروبيين علموا هؤلاء لأول مرة عن العلم والثقافة الصينية. | المسيحية في الصين |
| — أغسطين أودياس، شباك إلى الصين. | |                   |

### الطب

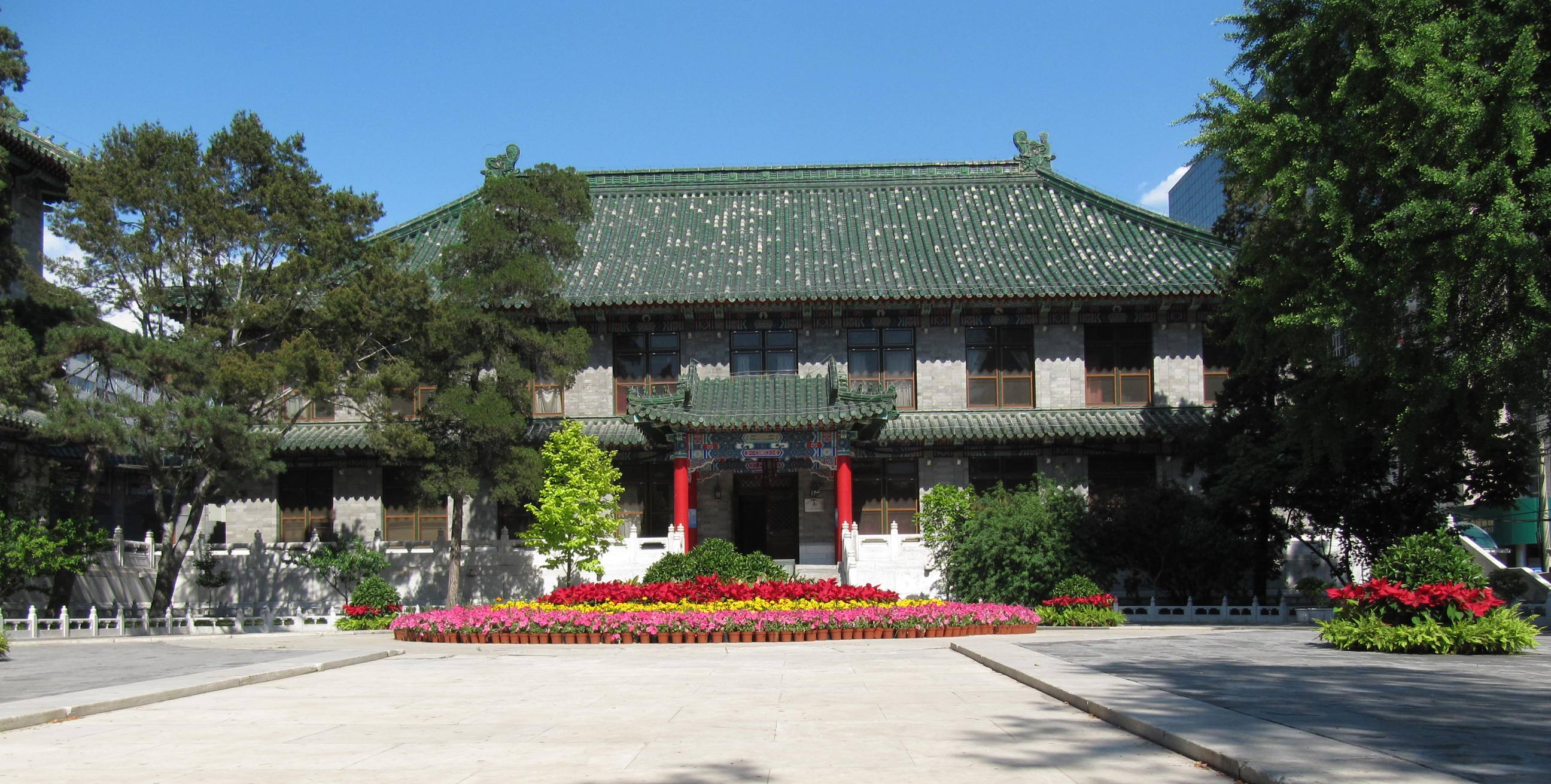
المبنى القديم لكلية الطب في بكين: تأسست من قبل الكنيسة المشيخيَّة.

قامت البعثات التبشرية البروتستانتية بعدد من البعثات الطبية في الصين وقد وضع هؤلاء الأطباء والجراحين المسيحيين البروتستانت في القرن التاسع عشر وأوائل القرن العشرين الأسس للطب الحديث في الصين. أنشأ المبشرون البروتستانت أول العيادات والمستشفيات الحديثة، وتم تدريب فيها الممرضين والممرضات، وفتحت المدارس الطبية الأولى في الصين. وقد تم العمل أيضًا في معارضة تعاطي الأفيون. وجاءت العلاج الطبي والرعاية الصحية للصينيين الذين كانوا مدمنين، وتأثر الرأي العام والرسمي في نهاية المطاف لصالح وضع حد لهذه التجارة. بحلول عام 1901، كانت الصين الوجهة الأكثر شعبية للمبشرين الطبيين. قام 150 طبيبا أجنبياً بإدارة 128 مستشفى وحوالي 245 مستوصف، يُعالجون 1.7 مليون مريض. في عام 1894، كان المبشرون الأطباء الذكور يمثلون 14% من جميع المبشرين؛ وكانت النساء الطبيبات تشكل 4% من مجمل المبشرات. وبدأ التعليم الطبي الحديث في الصين في أوائل القرن العشرين في المستشفيات التي يديرها المبشرون الدوليون. والذين بدأوا في إنشاء مدارس تدريب للممرضات في الصين في أواخر عقد 1880، ولكن تم رفض الرعاية من الممرضات من قبل المرضى الذكور بسبب التقاليد المحليَّة، وبالتالي فإن عدد الطلاب الصينيين كان صغيراً حتى أصبحت الممارسة مقبولة في عقد 1930. وكان هناك أيضًا مستوى من عدم الثقة من جانب المبشرين الإنجيليين التقليديين الذين اعتقدوا أن المستشفيات تحول الموارد اللازمة بعيدًا عن الهدف الأساسي للتحويلات.
من بين 500 مستشفى في الصين في عام 1931، كانت هناك 235 مستشفى تديرها بعثات بروتستانتية وحوالي عشرة بعثات كاثوليكية. أنتجت مستشفيات البعثة 61% من الأطباء الغربيين المدربين وحوالي 32% من الممرضات وحوالي 50% من كليات الطب. بالفعل بحلول عام 1923، ضمّت الصين نصف أسرة المستشفيات التبشيرية في العالم ونصف الأطباء التبشيريين في العالم. وتدير الكنائس الكاثوليكية والبروتستانتية في هونغ كونغ عدد من المستشفيات التي تشكل أكثر من 90% من المستشفيات الخاصة. كذلك ففي هونغ كونغ وفقًا لإحصاء جامعة هونغ كونغ، هناك ما يقرب من 24.3% من طلاب الجامعات هم من المسيحيين وذلك اعتبارًا من العام الدراسي 2010/2011 على الرغم من أنهم يشكلون 10% من السكان.

## معرض الصور

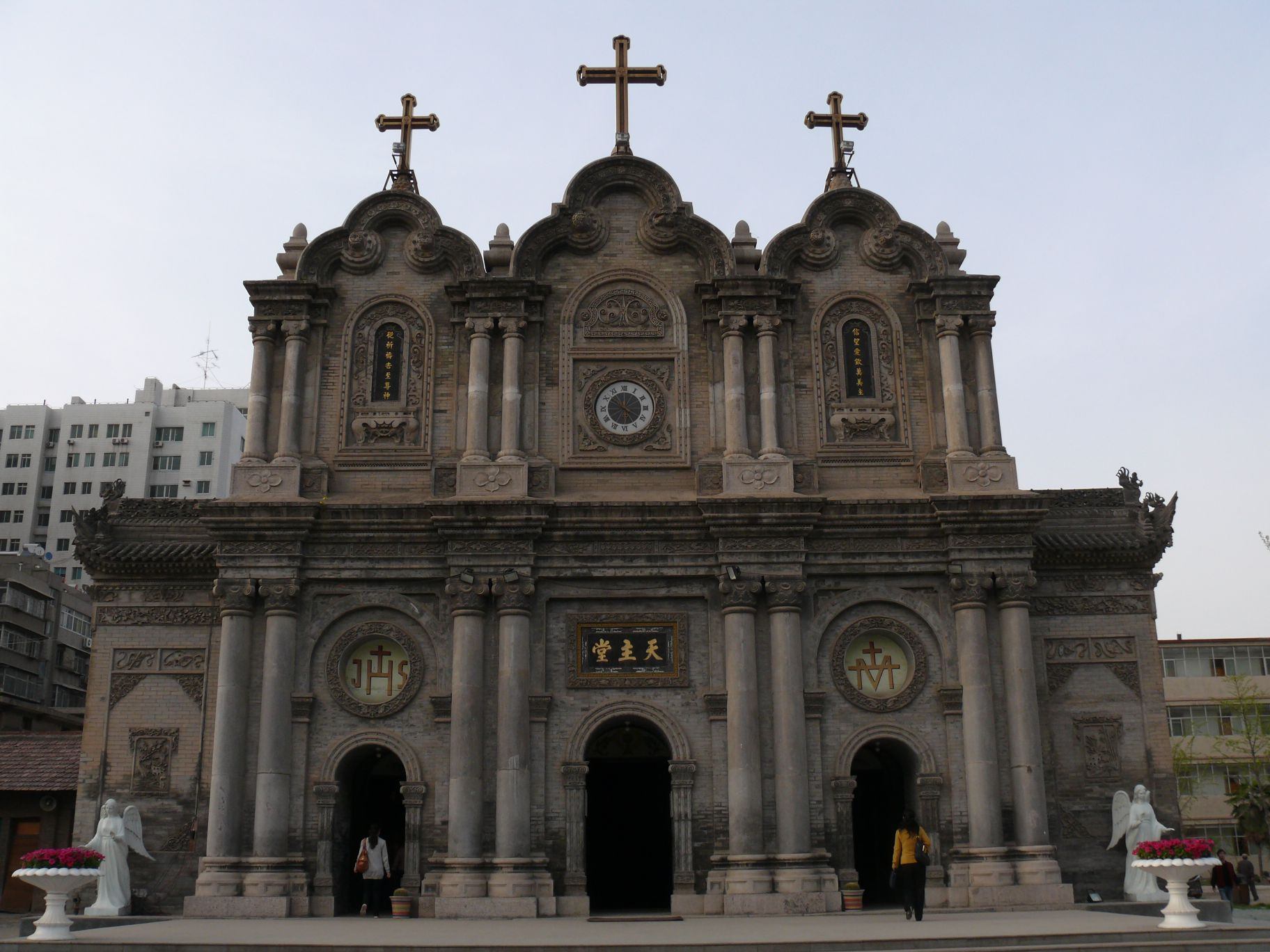
كاتدرائيَّة القديس فرنسيس في مدينة شيان
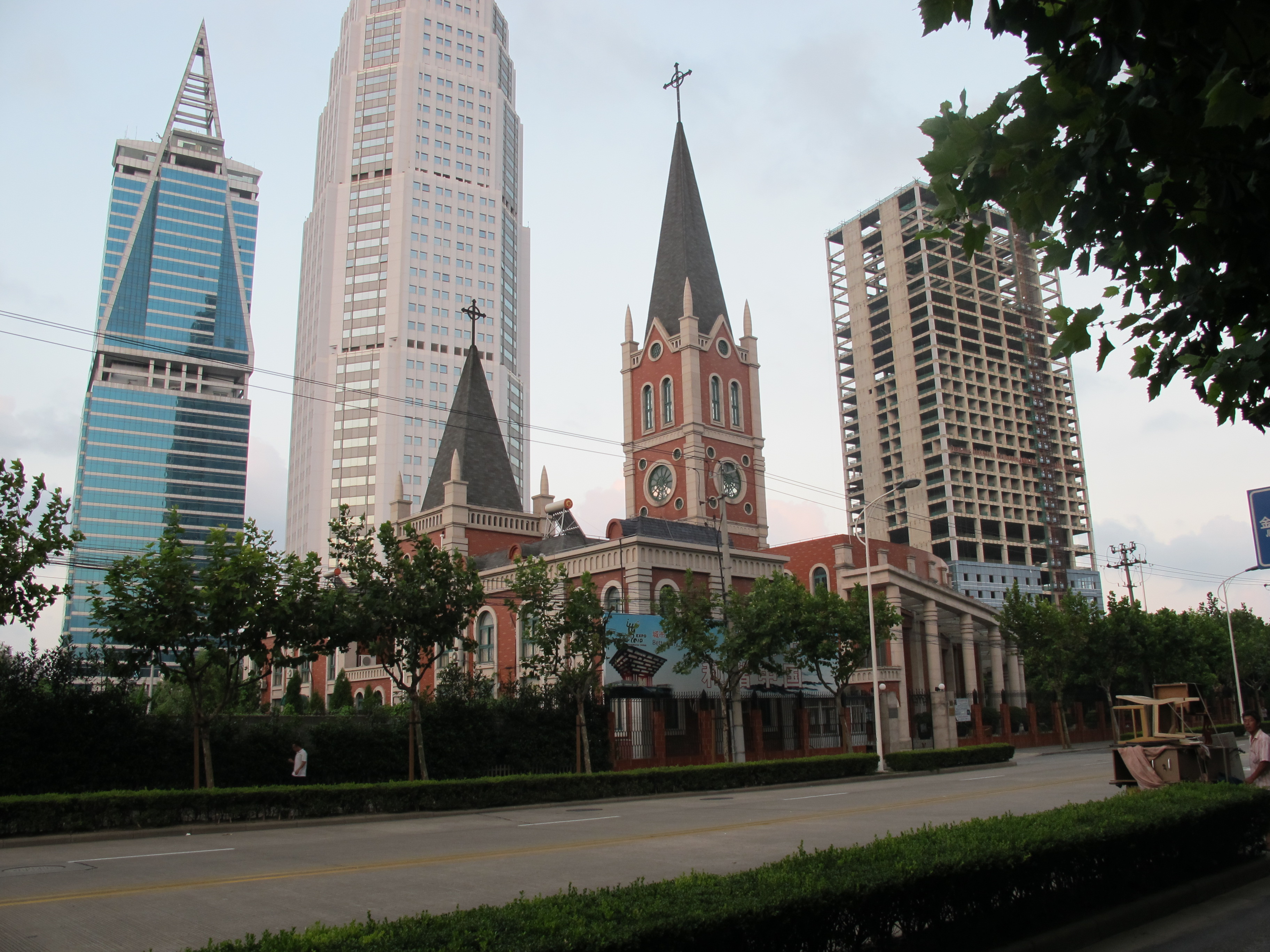
كنيسة كاثوليكية في شنغهاي
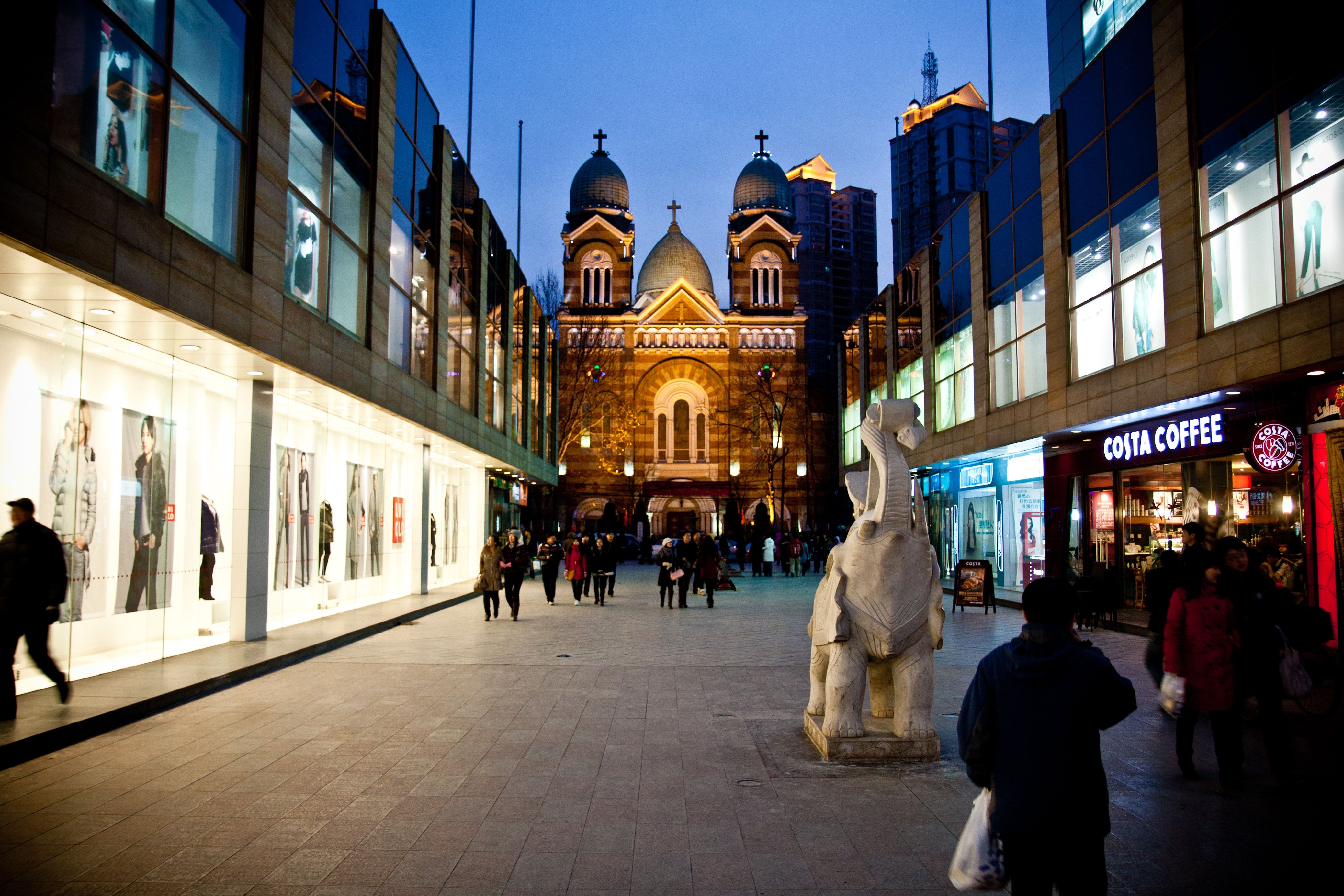
كنيسة القديس يوسف في تيانجين
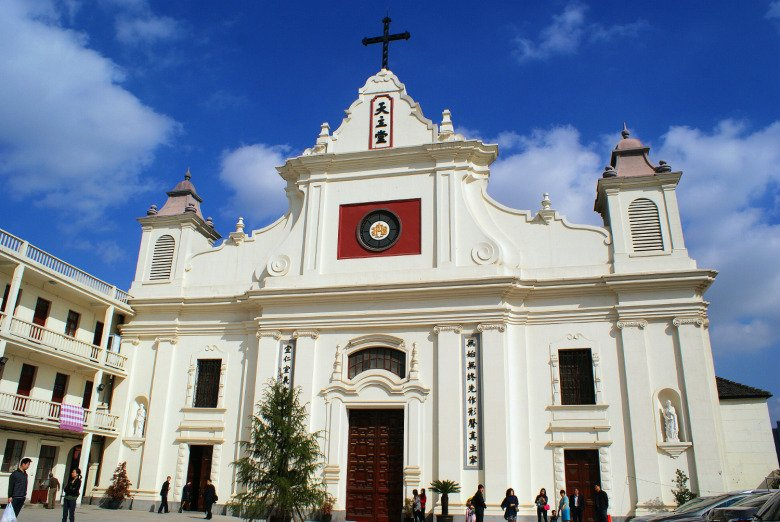
كنيسة القديس فرنسيس كسفاريوس في شنغهاي
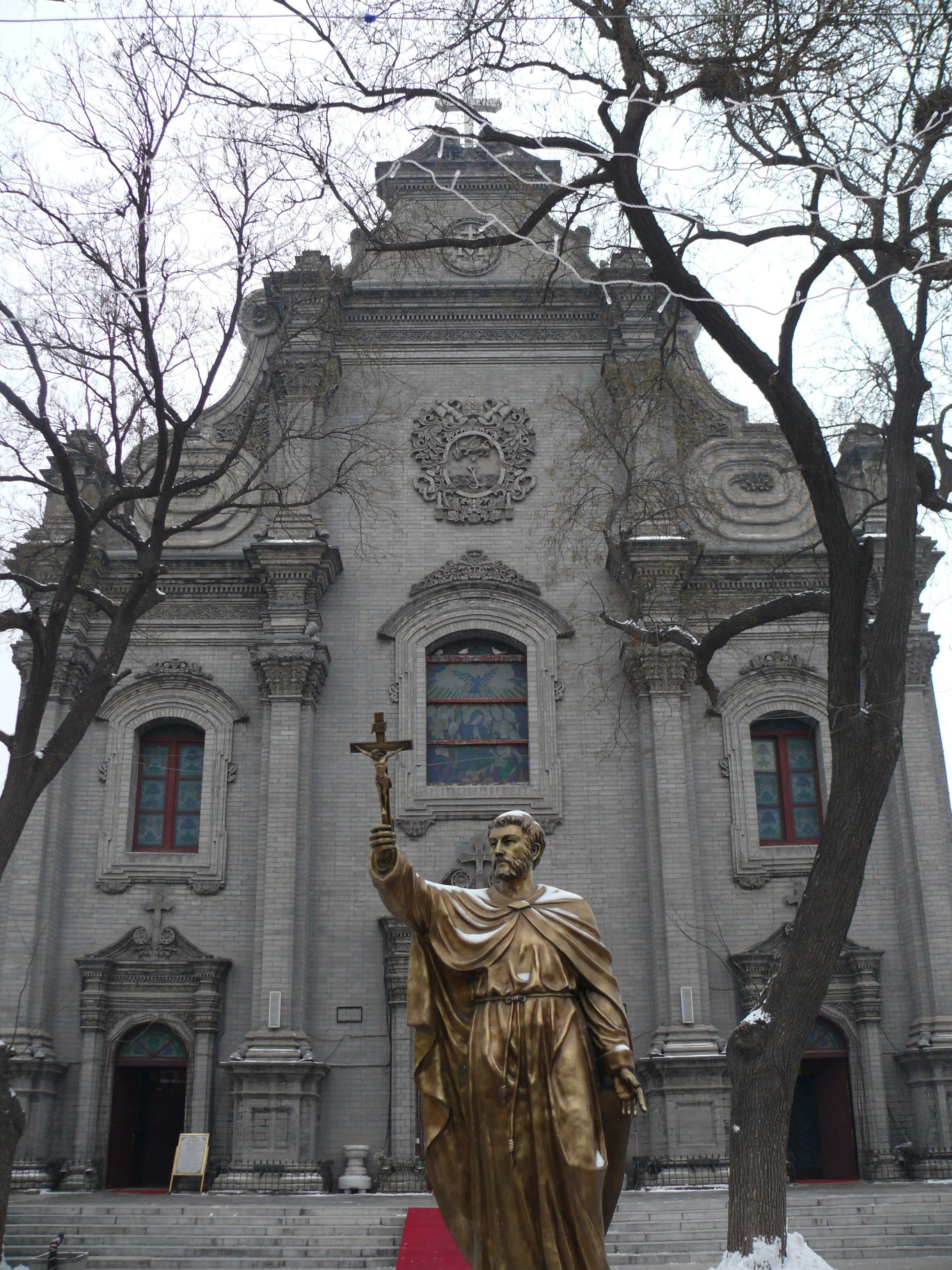
كاتدرائية الحبل بلا دنس في بكين
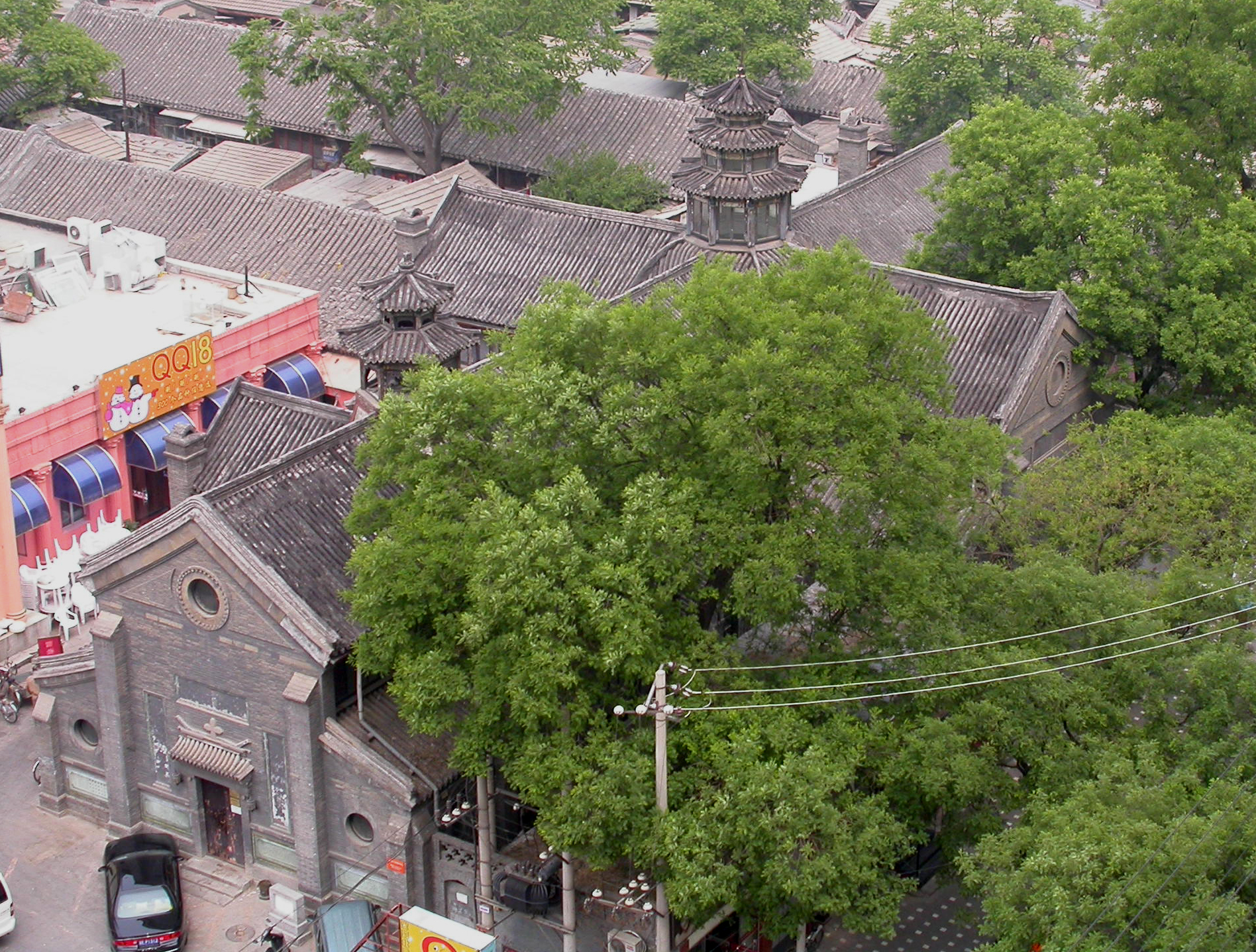
كنيسة المخلص الأنجليكانية في بكين
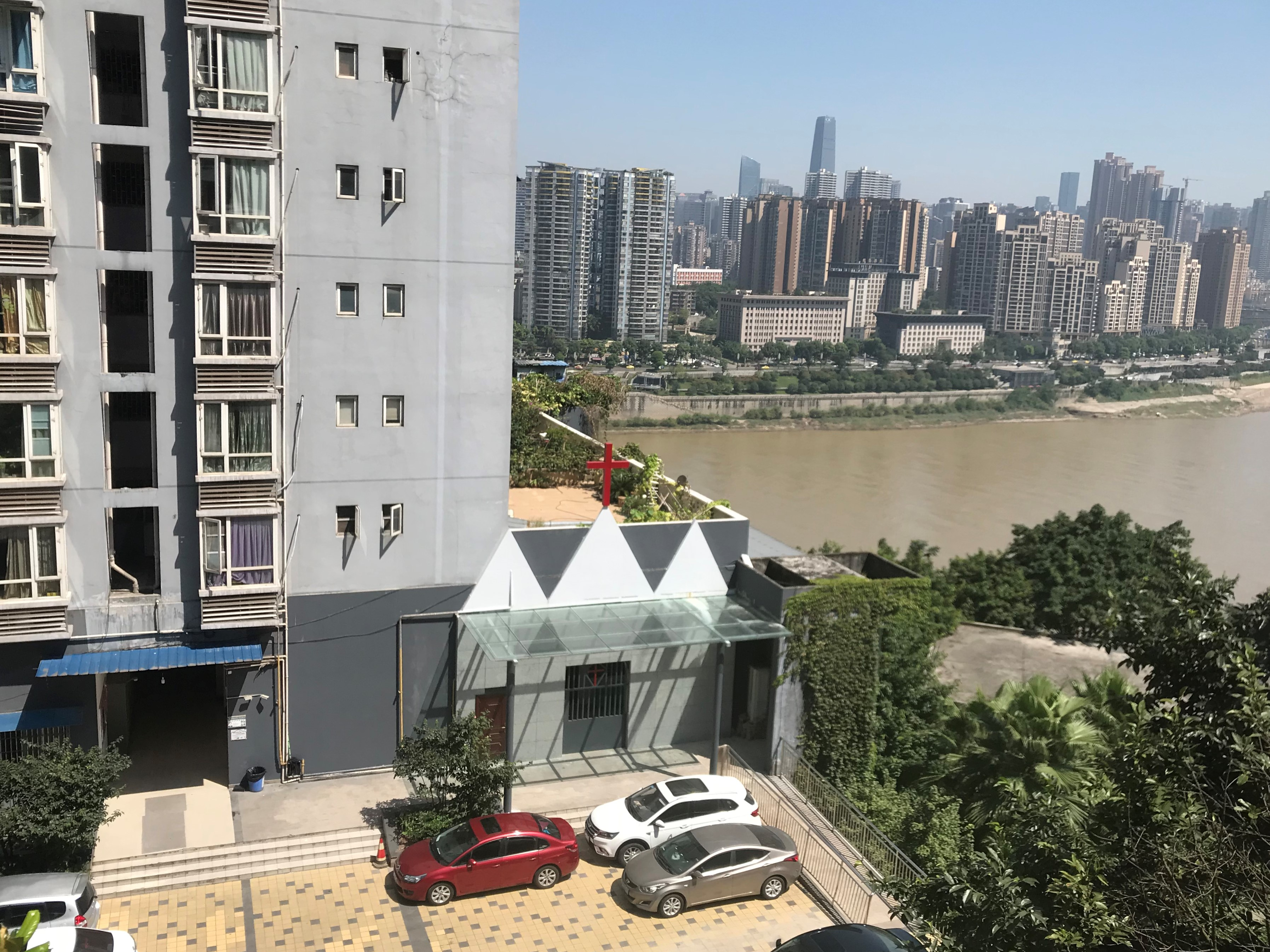
كنيسة المحبة في تشونغتشينغ
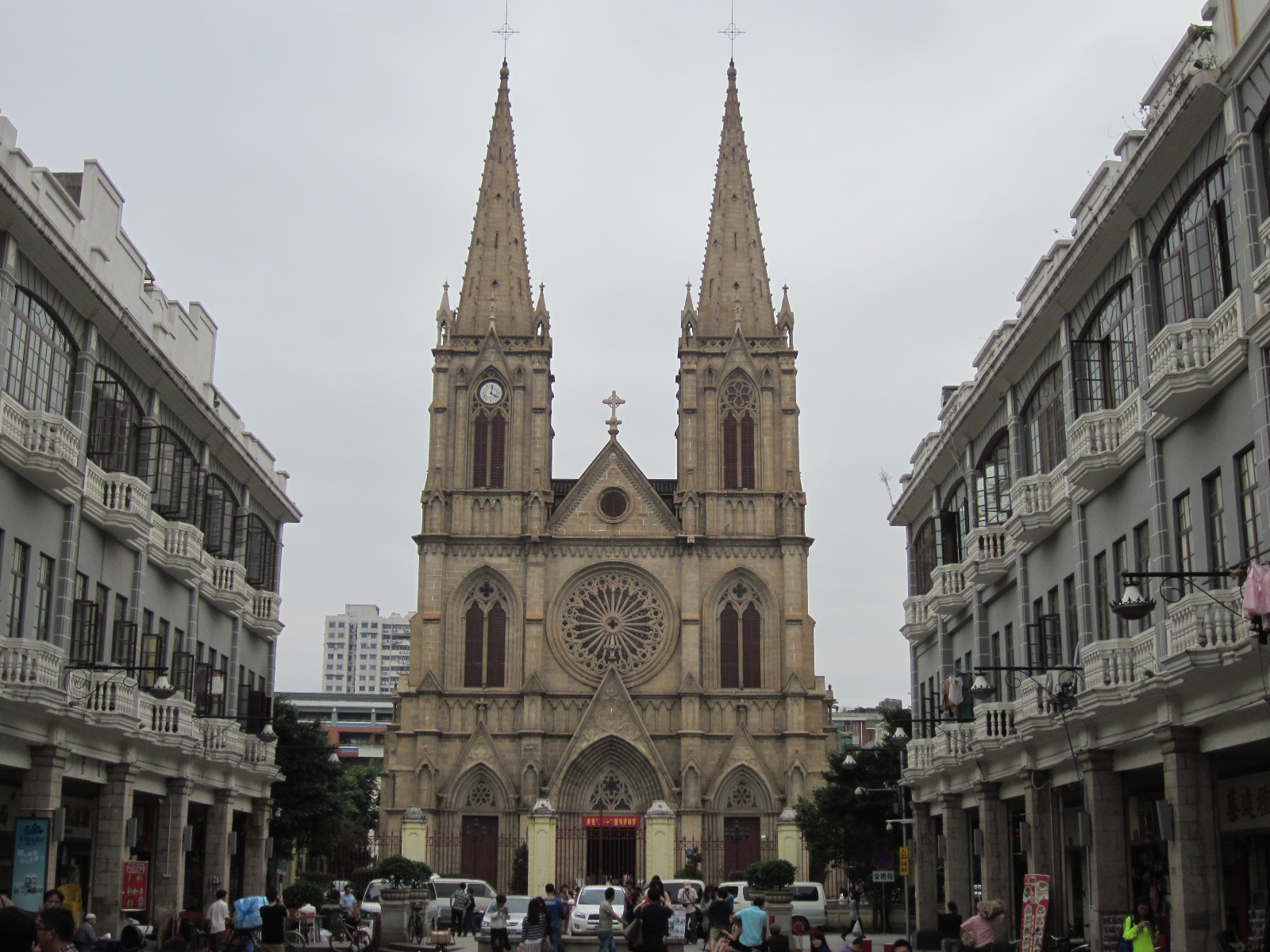
كاتدرائية القلب الأقدس في غوانزو
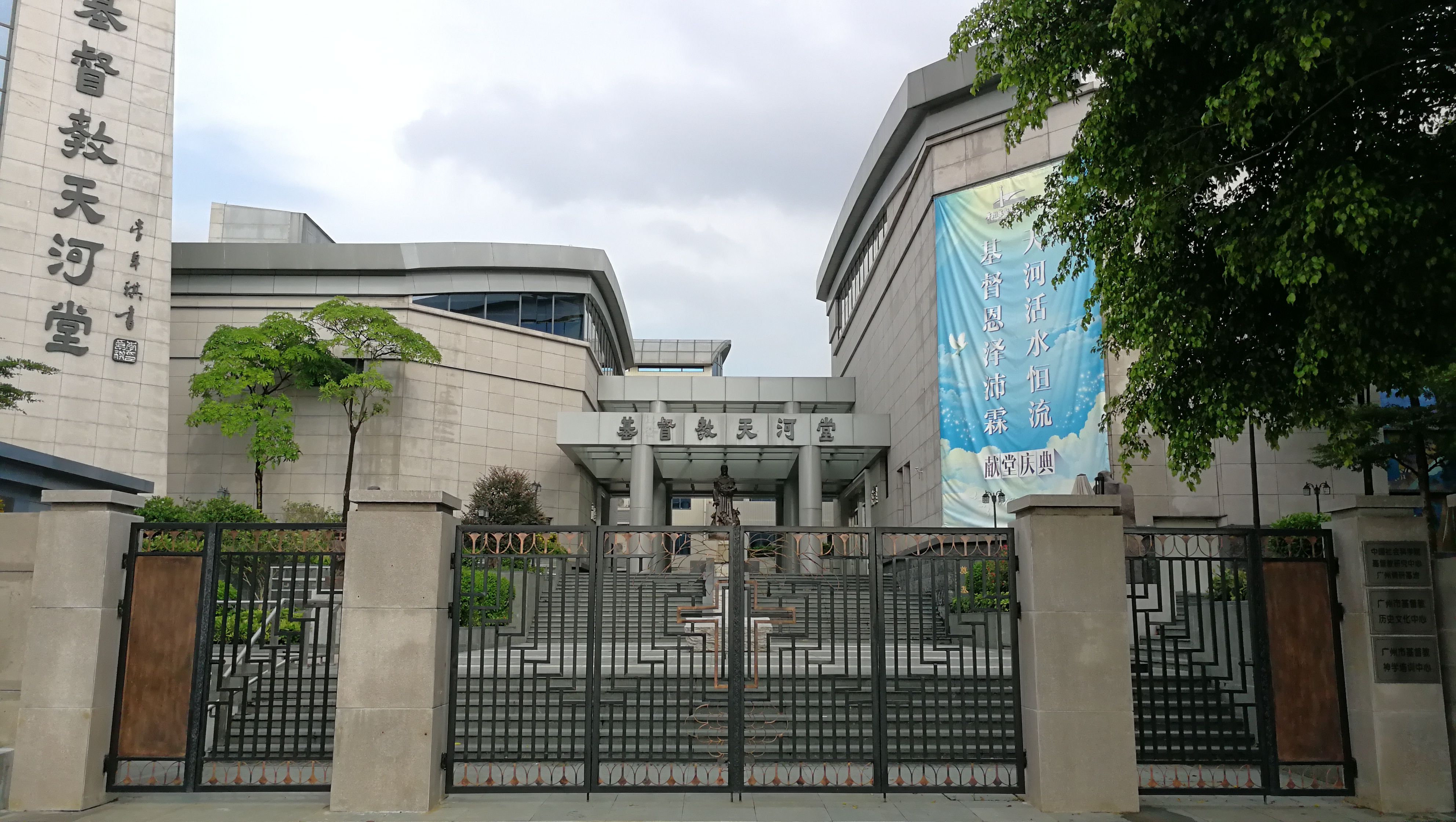
الكنيسة المسيحية في غوانزو
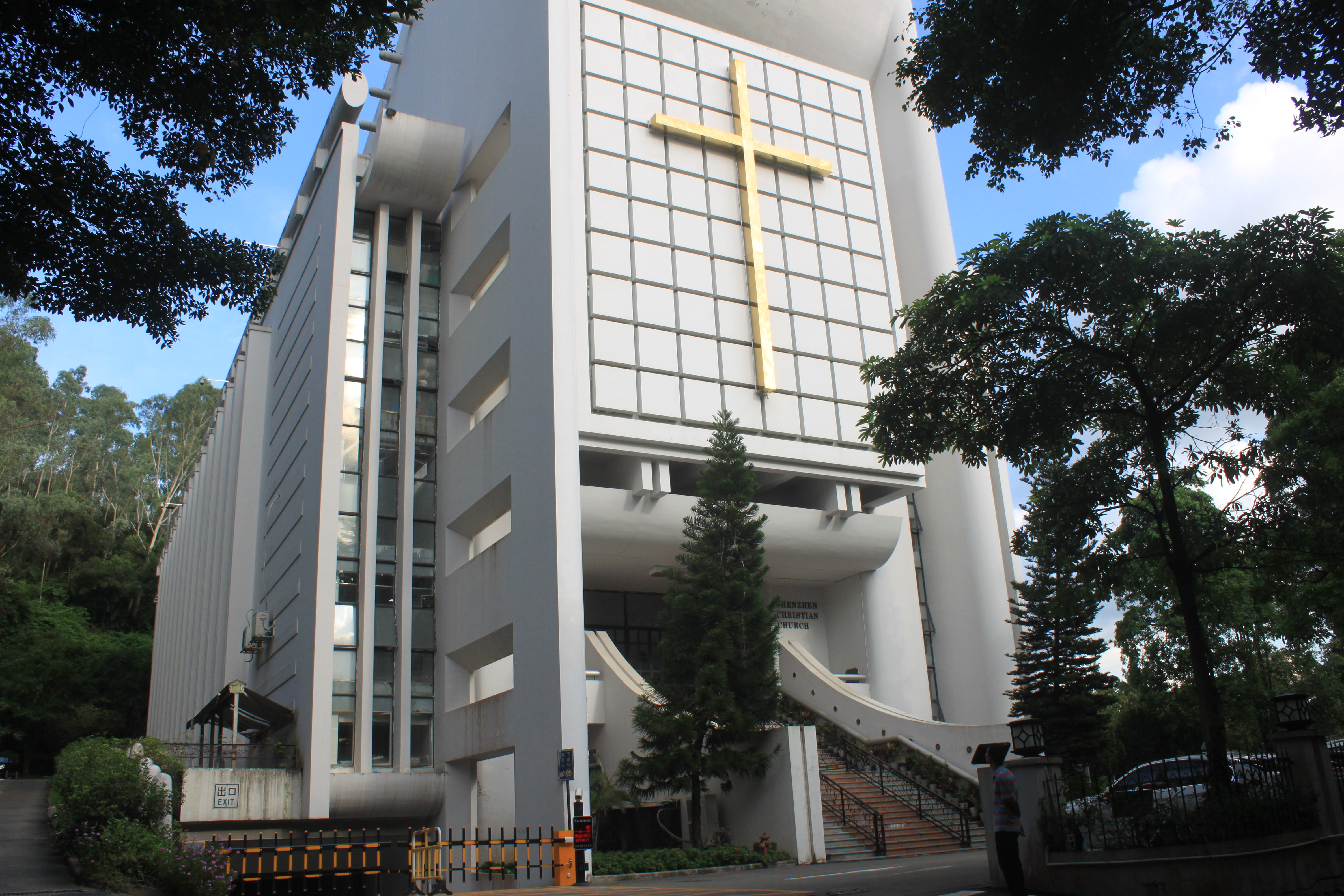
كنيسة المسيح في شنجن
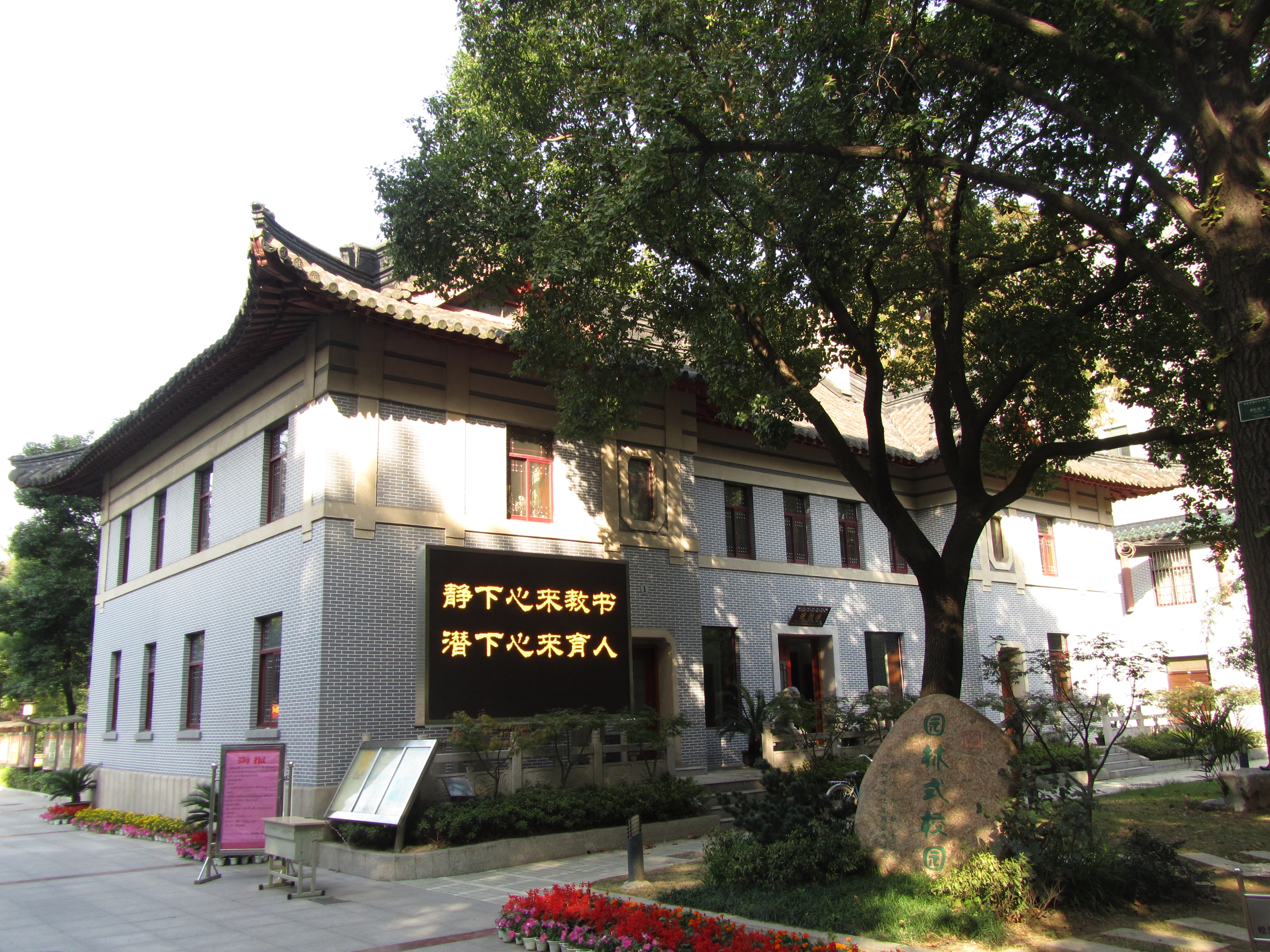
كنيسة في نانجينغ
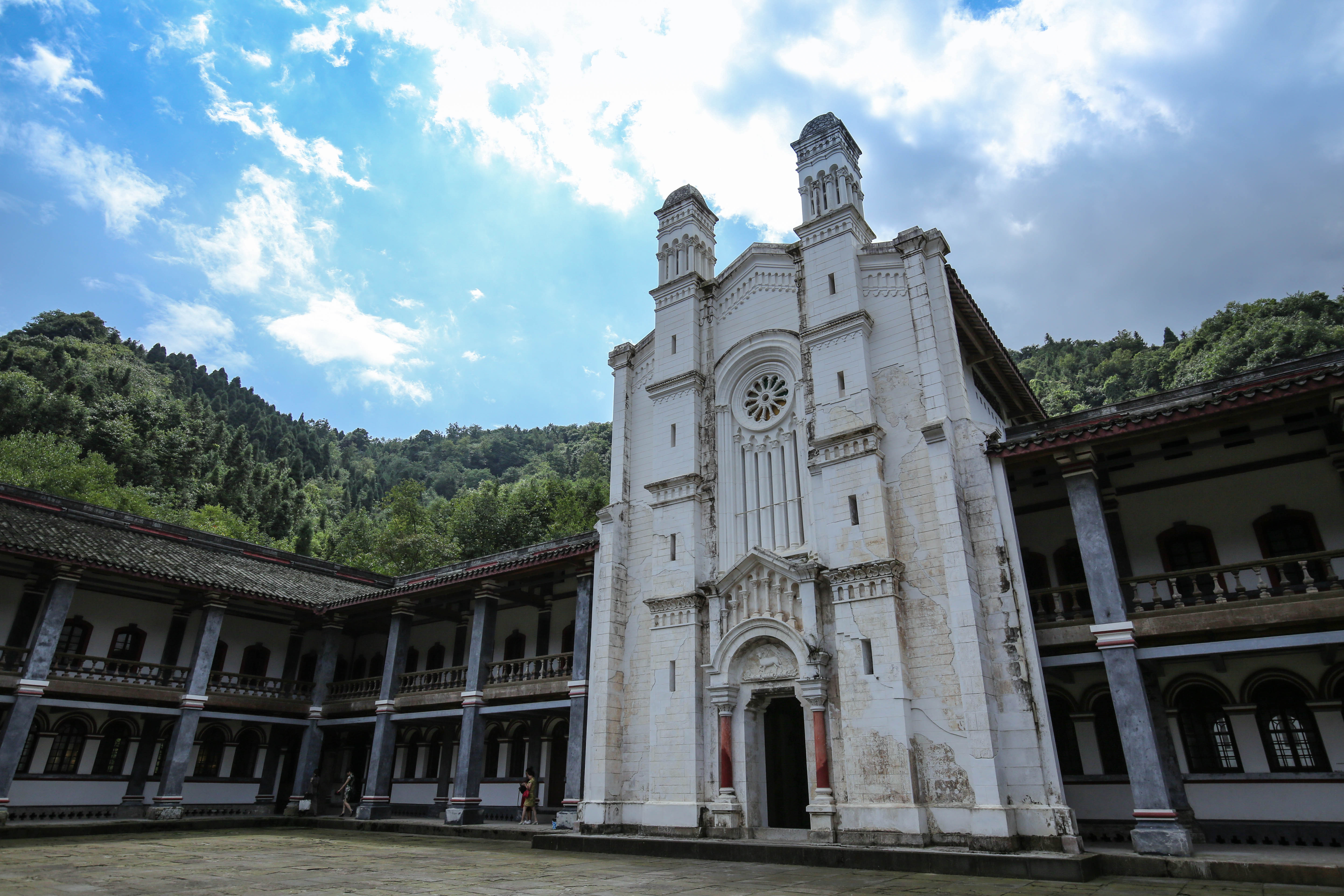
كنيسة تشنغدو
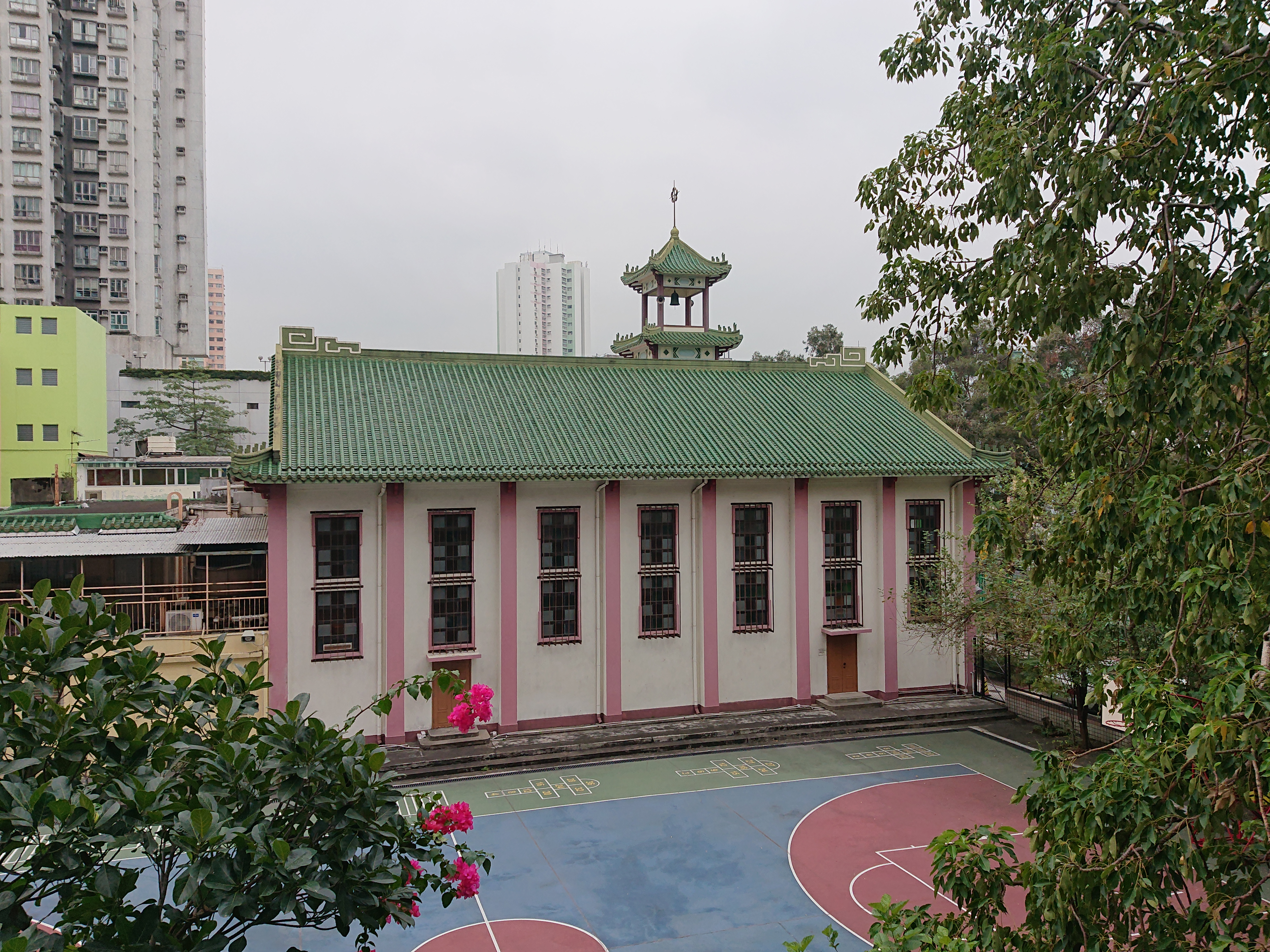
كنيسة الحياة اللوثرية في هونغ كونغ
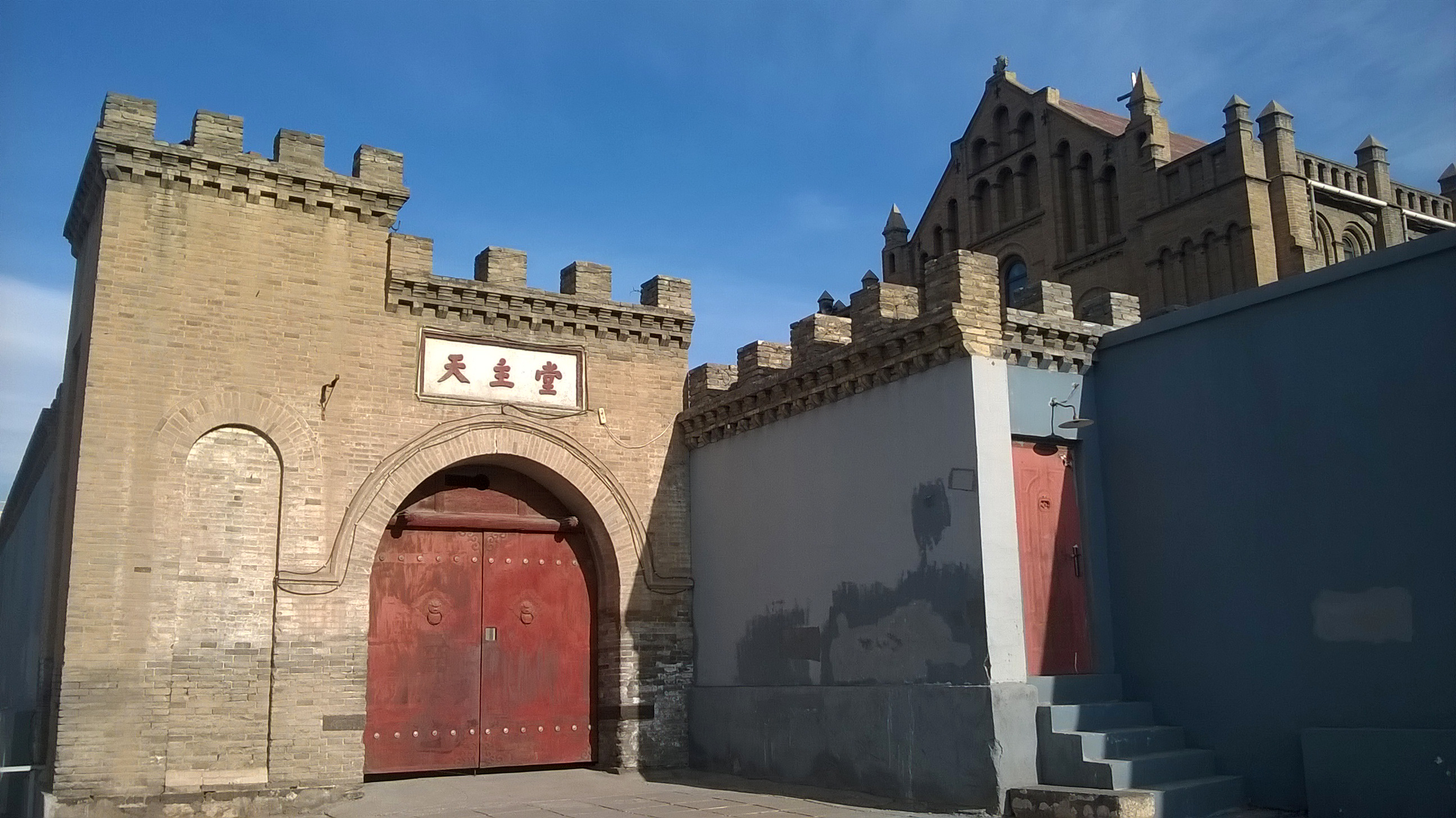
كنيسة قلب يسوع الأقدس في هوهوت
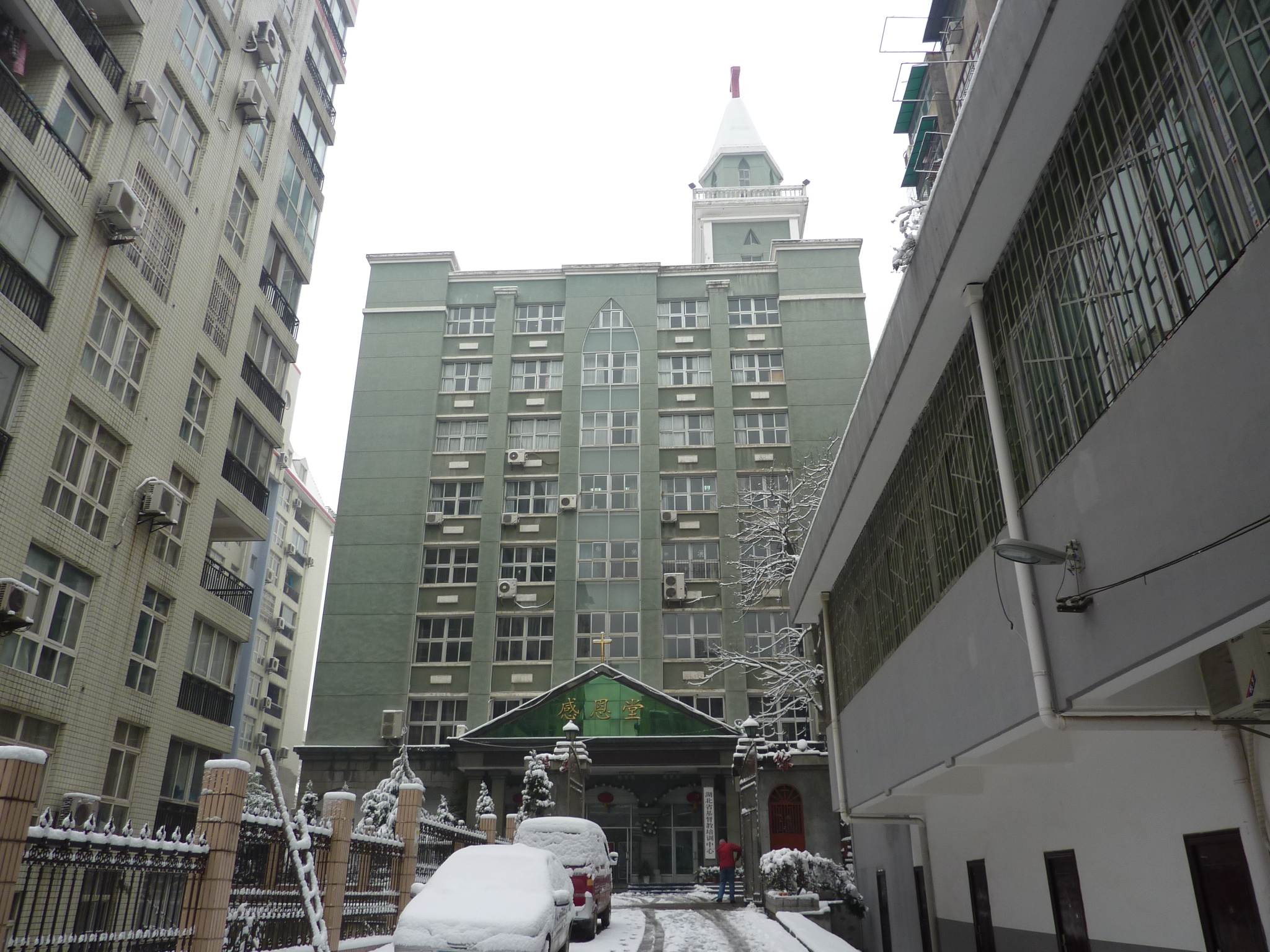
الكنيسة المشيخية في ووهان